# Léopold II (roi des Belges)
Pour les articles homonymes, voir Léopold II et Léopold de Belgique.
Léopold II, de son nom Léopold Louis-Philippe Marie Victor de Saxe-Cobourg-Gotha, né le 9 avril 1835 au palais royal de Bruxelles (en Belgique) et mort le 17 décembre 1909 au château de Laeken (dans le même pays), est le deuxième roi des Belges (du 17 décembre 1865 au 17 décembre 1909), prince de Belgique, duc de Saxe, prince de Saxe-Cobourg et Gotha, duc de Brabant (1840-1865). Il succède à son père, Léopold Ier, au trône de Belgique en 1865. Par sa mère Louise d'Orléans, il est le petit-fils de Louis-Philippe Ier, roi des Français. Il est le frère de Charlotte, impératrice consort du Mexique.
Léopold II a été le fondateur de l'État indépendant du Congo (1885-1908), un projet privé pris de sa propre initiative comme une union personnelle avec la Belgique. Grâce aux expéditions de Henry Morton Stanley, il a réussi à le faire reconnaître à la conférence de Berlin de 1884-1885, tout en le considérant et en l'administrant comme sa propriété personnelle. Léopold II a dirigé le pays en utilisant les mercenaires de la Force publique. Il a extrait une fortune du territoire, d'abord de l'ivoire et ensuite du caoutchouc par le travail forcé de la population indigène.
L’administration par Léopold II de l'État libre du Congo a été caractérisée par des atrocités et une brutalité systématique, incluant tortures, meurtres et amputations des mains d'hommes, femmes et enfants quand les quotas de production de caoutchouc n'étaient pas atteints. En 1890, George Washington Williams utilise le terme de « crimes contre l'humanité » pour décrire les pratiques de l'administration de Léopold au Congo.
Ceci et d'autres faits ont été établis par des témoignages directs et une commission d'enquête internationale en 1904. Les estimations modernes du déclin de la population congolaise pendant son règne vont de 1 à 15 millions, avec un consensus autour de 10 millions,,. Plusieurs historiens contestent ces chiffres en citant l'absence de recensements fiables, l'énorme mortalité créée par la variole et la maladie du sommeil, et le fait qu'il n'y avait que 175 agents administratifs ou responsables de l'exploitation du caoutchouc.
En 1908, les rapports sur les exactions et la pression du Congo Reform Association et d'autres groupes internationaux a incité le gouvernement belge à reprendre l'administration du Congo à Léopold dans un nouveau territoire, le Congo belge.
Léopold II est également passé à la postérité comme le « roi bâtisseur ». Soucieux du développement urbain, il a radicalement transformé des villes comme Bruxelles ou Ostende, tout en apportant une touche urbanistique moderne à Anvers et dans les serres de son domaine de Laeken.
Souverain d'un État constitué neutre, entouré de puissants voisins, il a également prôné le développement militaire défensif du pays, que ce soit en fortifiant Anvers, Liège ou Namur ou en imposant, la veille de sa mort, une réforme du service militaire, en vue de le rendre plus égalitaire.

## Biographie

### Prince héritier de Belgique

#### Naissance et famille

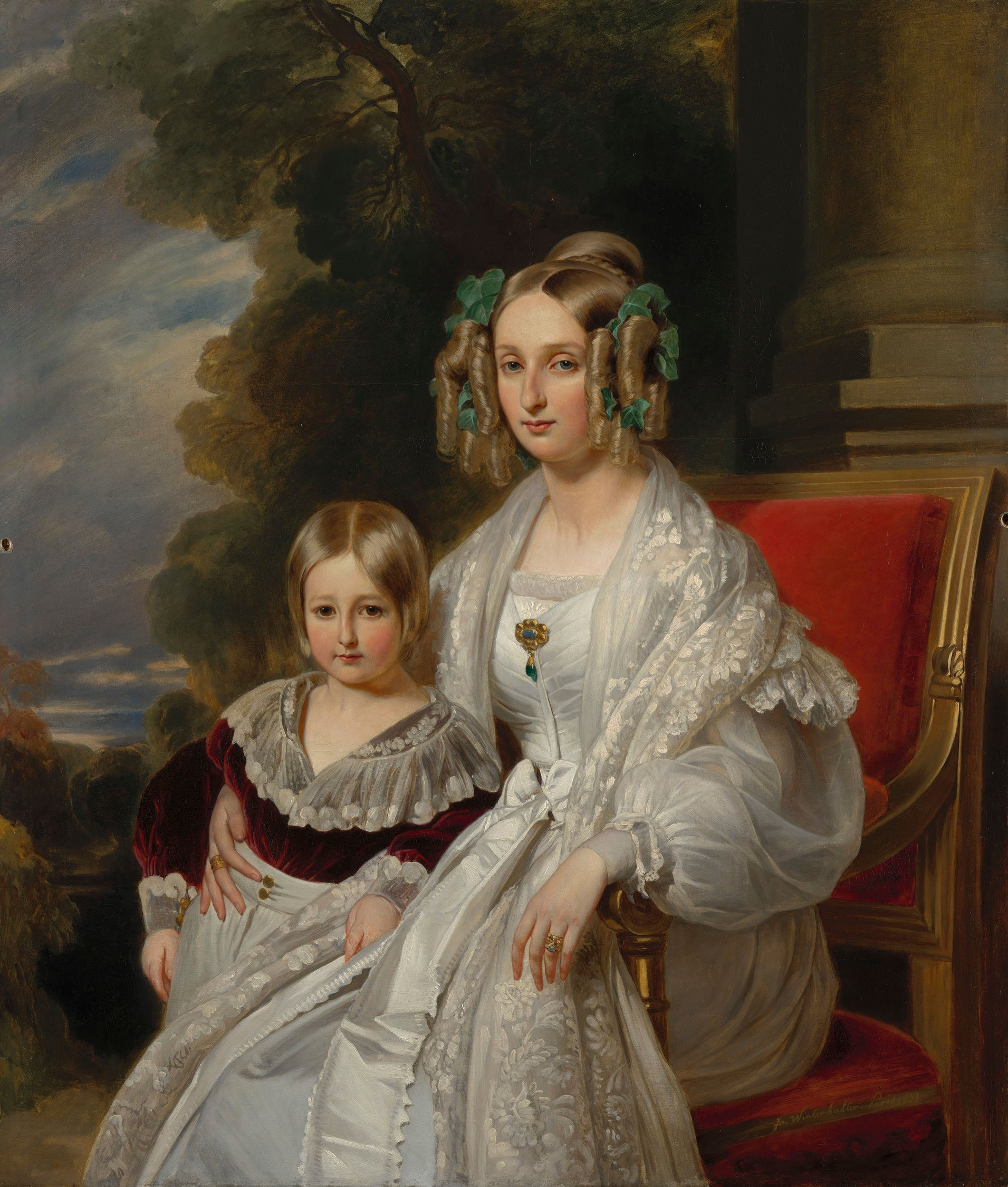
La reine Louise d'Orléans avec son fils le prince Léopold, duc de Brabant. Peint par Franz Xaver Winterhalter, 1838.

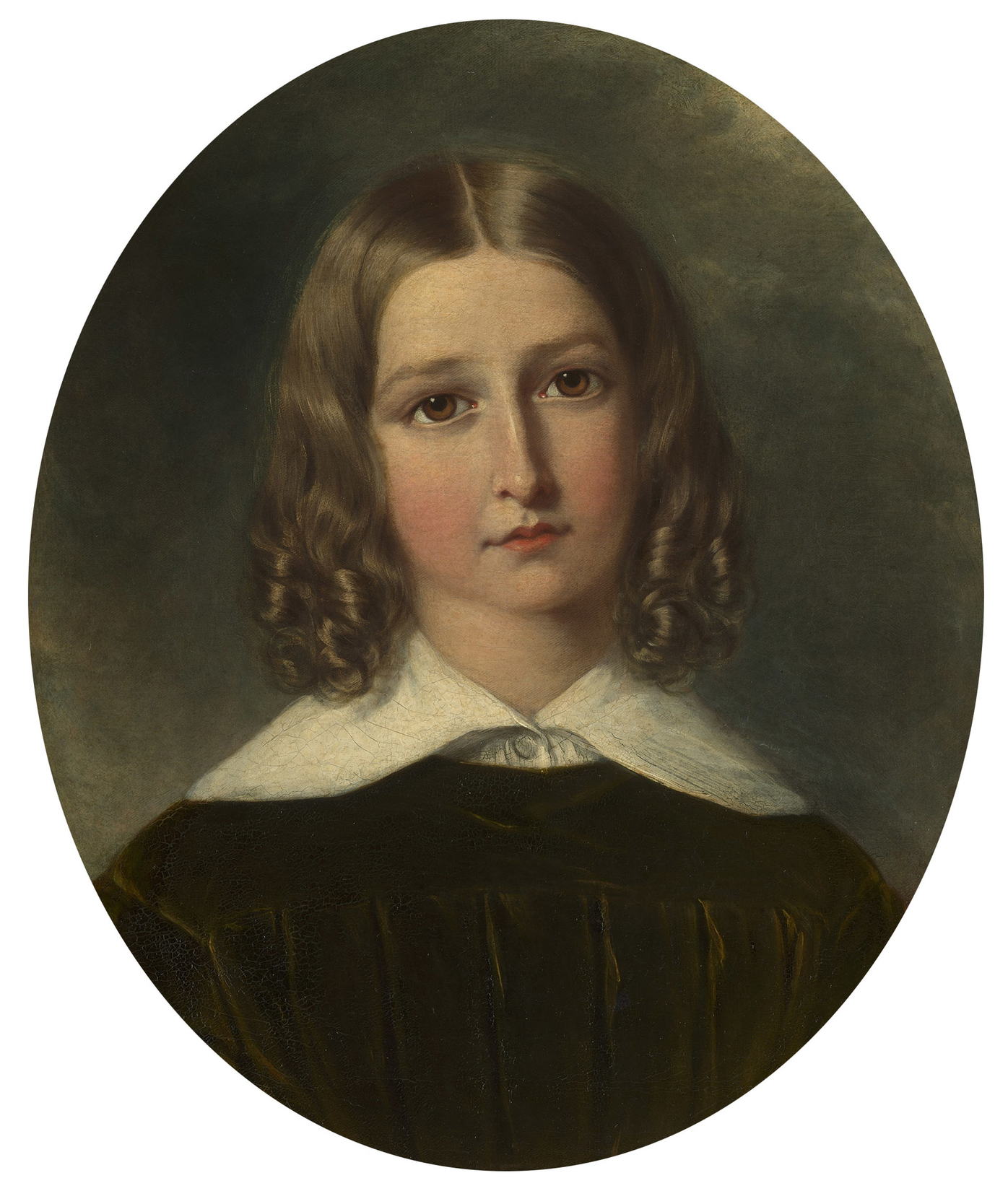
Le prince Léopold durant son enfance. Portrait par John Partridge, 1841.

Léopold, né au palais royal de Bruxelles le 9 avril 1835, est le second fils de Léopold Ier, premier roi des Belges, et de la reine Louise d'Orléans, fille du roi des Français Louis-Philippe Ier. Léopold a un frère aîné mort au berceau : Louis-Philippe (1833-1834), un frère cadet : Philippe comte de Flandre (1837-1905) et une sœur : Charlotte, future impératrice consort du Mexique (1840-1927).

#### Continuité dynastique

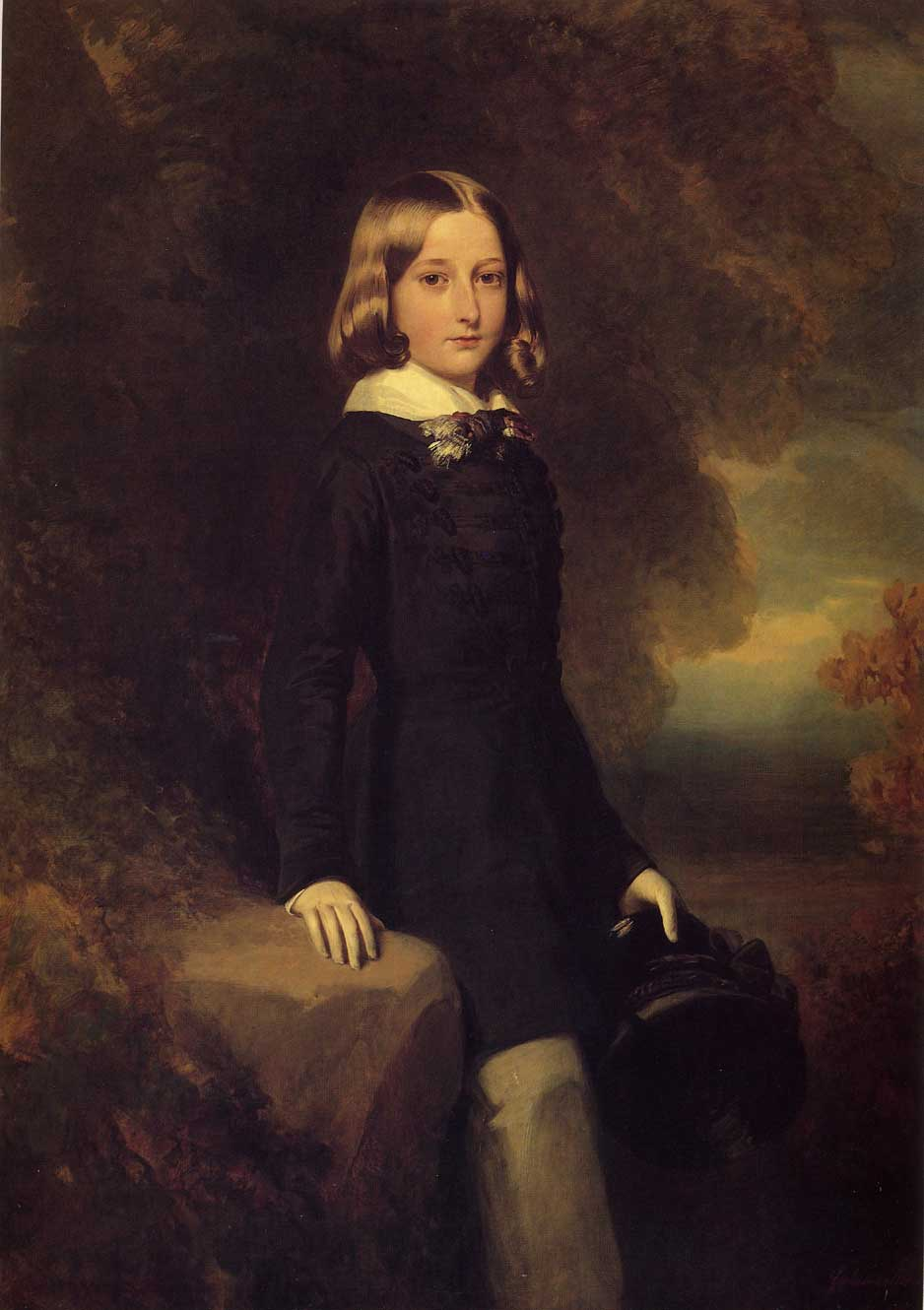
Léopold, jeune duc de Brabant. Portrait par Franz Xaver Winterhalter, 1844.

La naissance de Léopold, quatre années après la proclamation de l'indépendance, assure la continuité dynastique d'une nation encore fragilisée — à l'intérieur par une faction orangiste nostalgique du régime précédent et à l'extérieur par la France qui convoite encore la partie francophone du nouvel État. L'absence de reconnaissance de la souveraineté belge, par des puissances européennes de premier plan, telles que l'Autriche et la Russie, menace également sa pérennité. Pour consolider l'existence de la Belgique, il fallait que son roi ait un héritier mâle en ligne directe.

#### Enfance et adolescence
La naissance de son frère aîné, prénommé Louis-Philippe en hommage au roi des Français, son grand-père maternel, avait suscité autant d'enthousiasme, que sa mort au berceau engendra de désespoir. À sa naissance, le second fils du roi est prénommé Léopold, comme son père, affirmant la continuité de la dynastie belge. L'enfant est chétif et malingre.
Prudent, le roi Léopold Ier ne manifeste — contrairement à la population belge — aucune joie. Décrivant son fils âgé de sept mois, son père écrit : « Il est très bizarre dans son comportement et très intelligent. ». En 1837 naît un troisième fils prénommé Philippe en hommage à son grand-père maternel et aux ducs de Bourgogne qui régnèrent sur les états constituant la Belgique au XVe siècle. En 1840, le roi remet à l'honneur au profit de ses deux fils les titres de duc de Brabant, pour l'aîné, et celui de comte de Flandre, pour le cadet. La langue maternelle de Léopold est le français ; l'héritier apprend aussi l'anglais et l'allemand. Si on lui donne l'écrivain néerlandophone Hendrik Conscience comme précepteur, cette nomination demeure honorifique car Léopold n'apprendra jamais la langue néerlandaise, ni le flamand.
Gendre du roi des Français, le roi Léopold Ier est également l'oncle de la reine Victoria et de son époux, ainsi que leur mentor. La Révolution française de 1848, qui épargne la Belgique, entraîne l'abdication du roi des Français, Louis-Philippe. Ce dernier se réfugie en Grande-Bretagne où règne Victoria, cousine germaine du jeune prince Léopold, et meurt deux années plus tard, en août 1850.
La fragile reine des Belges, Louise d'Orléans, bouleversée par la mort de son père, voit s'altérer davantage sa santé. Elle prend froid au cours d'un service funèbre à Bruxelles, et meurt prématurément le 11 octobre de la même année, à Ostende, à l'âge de trente-huit ans. Léopold a alors quinze ans et est très affecté par la mort de sa mère, qui s'occupait personnellement des enfants royaux, auprès desquels vont alors se succéder plusieurs gouverneurs.

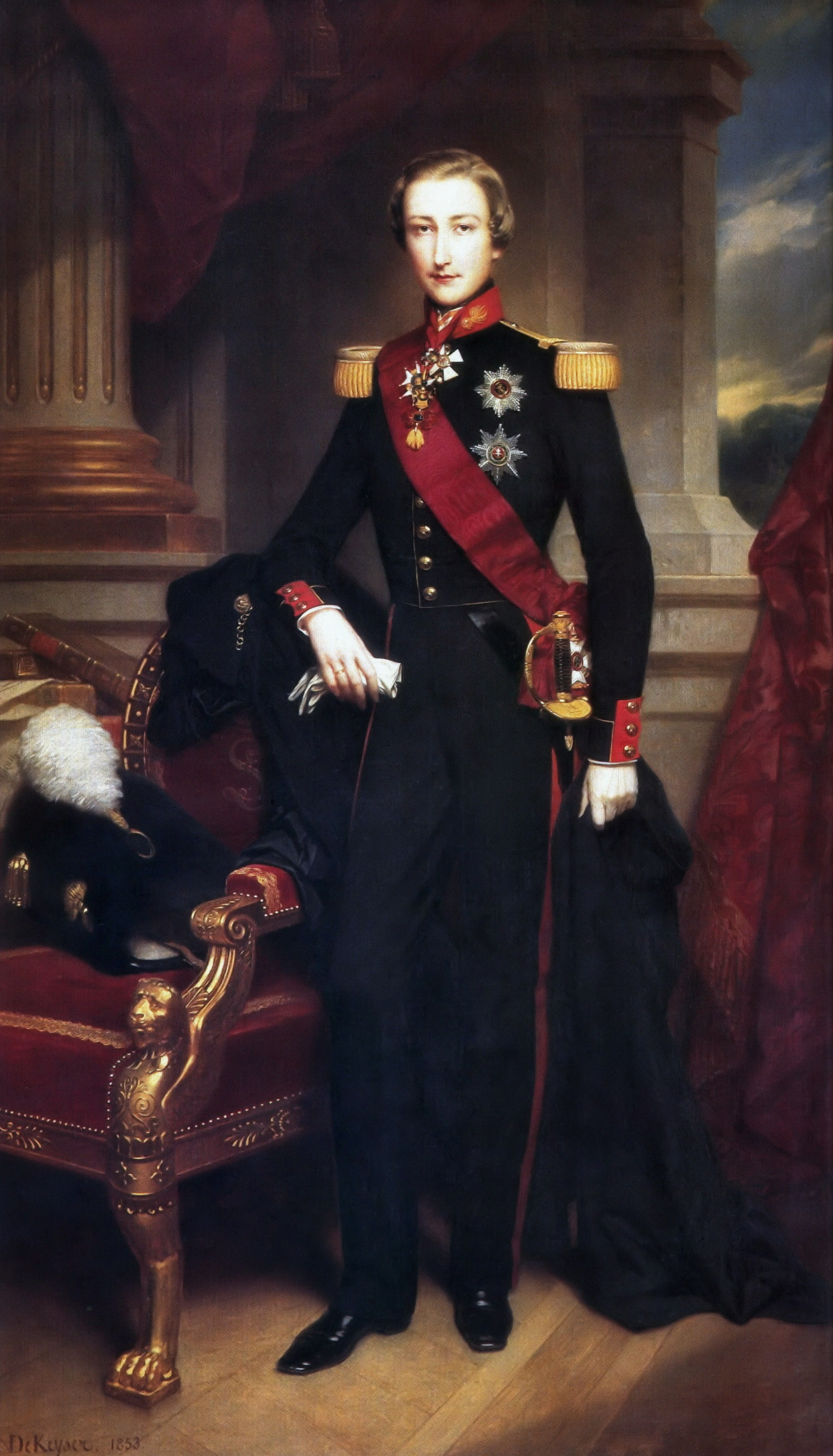
Léopold de Belgique, Duc de Brabant, en uniforme de gala des grenadiers, par Nicaise de Keyser (1853).

Un mois après la mort de la reine Louise, la reine Victoria conseille au roi : « Vous devriez garder vos enfants aussi près de vous que possible. Je suis sûre que ce serait bon et utile pour vous et pour eux. » À sa majorité, le duc de Brabant devient de droit membre du Sénat belge et prend une part active aux discussions importantes, notamment celles concernant l'établissement d'un service de navigation entre Anvers et le Levant en 1855. La même année, il séjourne auprès de l'empereur Napoléon III durant trois semaines à Paris lors de l'Exposition universelle.

#### Mariage

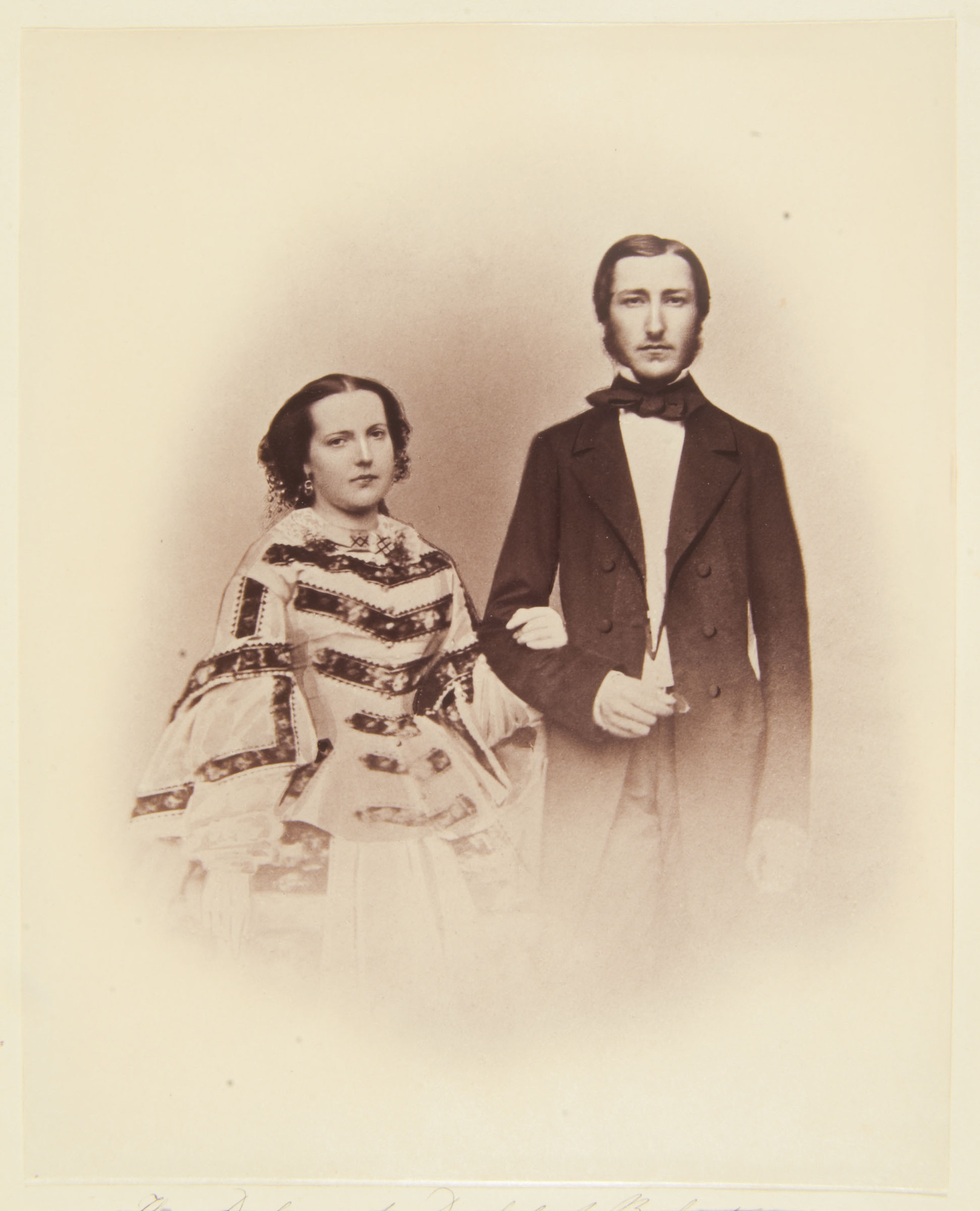
Léopold et Marie-Henriette vers 1857.

Léopold et Marie-Henriette en 1864.

Le changement de régime en France affaiblit la position du roi des Belges, qui était le gendre du souverain déposé par la révolution de 1848. Pour faire face à la chute de prestige de la monarchie belge, Léopold, duc de Brabant, qui vient en 1853 de fêter ses dix-huit ans, s'avère d'un précieux secours pour son père, qui l'emmène faire le tour des cours allemandes et autrichienne. Après s'être rendus à Gotha, Dresde et Berlin, père et fils arrivent à Vienne où quelques jours plus tard, les fiançailles de Léopold avec une archiduchesse issue de la séculaire et catholique maison d'Autriche sont annoncées. À peine trois mois plus tard, le 22 août 1853, par-devant le bourgmestre Charles de Brouckère, Léopold épouse civilement au palais royal de Bruxelles, puis religieusement à la cathédrale Saints-Michel-et-Gudule Marie-Henriette de Habsbourg-Lorraine, archiduchesse d'Autriche et princesse palatine de Hongrie. Âgée de seize ans, fraîche, vive, passionnée d'équitation au point de dispenser elle-même des soins aux chevaux, cette cousine de l'empereur François-Joseph Ier d'Autriche est la fille de Joseph, archiduc d'Autriche (lui-même fils de Léopold II, empereur romain germanique) et de Dorothée de Wurtemberg. D'aucuns ironisent sur ce « mariage d'un palefrenier et d'une religieuse », la « religieuse » étant le timide et renfermé Léopold qui avoue s'être résigné au choix de son père pour lui.
Ce mariage pour raisons diplomatiques est mal accueilli en France par Napoléon III, qui voit d'un mauvais œil le succès de la famille royale belge quand lui-même a été refusé par les dynasties régnantes et s'est contenté d'épouser une aristocrate espagnole.
Après les cérémonies nuptiales, le jeune couple entreprend la tournée des villes belges avant de s'embarquer en octobre pour un long séjour en Angleterre, auprès de la reine Victoria, qui après les avoir observés, écrit en novembre 1853 au roi Léopold : « Je crois que vous ne vous rendez absolument pas compte que, pour son âge, elle [Marie-Henriette] a une personnalité exceptionnelle. Sur tous les sujets, je l'ai trouvée particulièrement intelligente et saine d'esprit, très instruite et très cultivée. Tous ces dons lui donnent une nette supériorité sur Léo[pold] et malheureusement il n'existe aucune communauté de goûts et d'idées entre eux [...] En politique, Léo[pold] se montre intarissable. Il en parle fort bien, de même que des questions militaires. » À cette missive, le roi des Belges répond que « si Léopold n'est pas à son avantage en ce moment, sur d'autres plans il a beaucoup d'esprit et qu'il gagnera chaque mois s'il est bien dirigé. » La différence de personnalités entre les jeunes époux se fait jour lors d'un séjour aux Tuileries en 1855, comme le note la comtesse de Westmorland : « On lui [Léopold] donnerait seize ans. C'est une grande asperge avec la poitrine étroite et sans l'ombre d'une barbe : il parle beaucoup, ne manque pas d'esprit, mais si son corps est trop jeune, son esprit ne l'est pas du tout : il parle non pas en homme, mais en vieillard. Jugez s'il doit être amusant pour sa jeune femme avec laquelle il prend des airs de maître. »

#### Les voyages de jeunesse
Pendant des années, la santé du duc de Brabant avait donné maints motifs d'inquiétude : le moindre froid lui causait de sérieuses bronchites, tandis qu'une tenace sciatique le conduisait souvent à boiter. Les médecins conseillèrent donc un séjour prolongé sous un climat chaud. C'est ainsi qu'avant de devenir roi, de 1854 à 1865, Léopold parcourt le monde, visitant non seulement les pays méditerranéens, mais aussi l'Inde et la Chine tout en songeant à des débouchés économiques pour la Belgique.

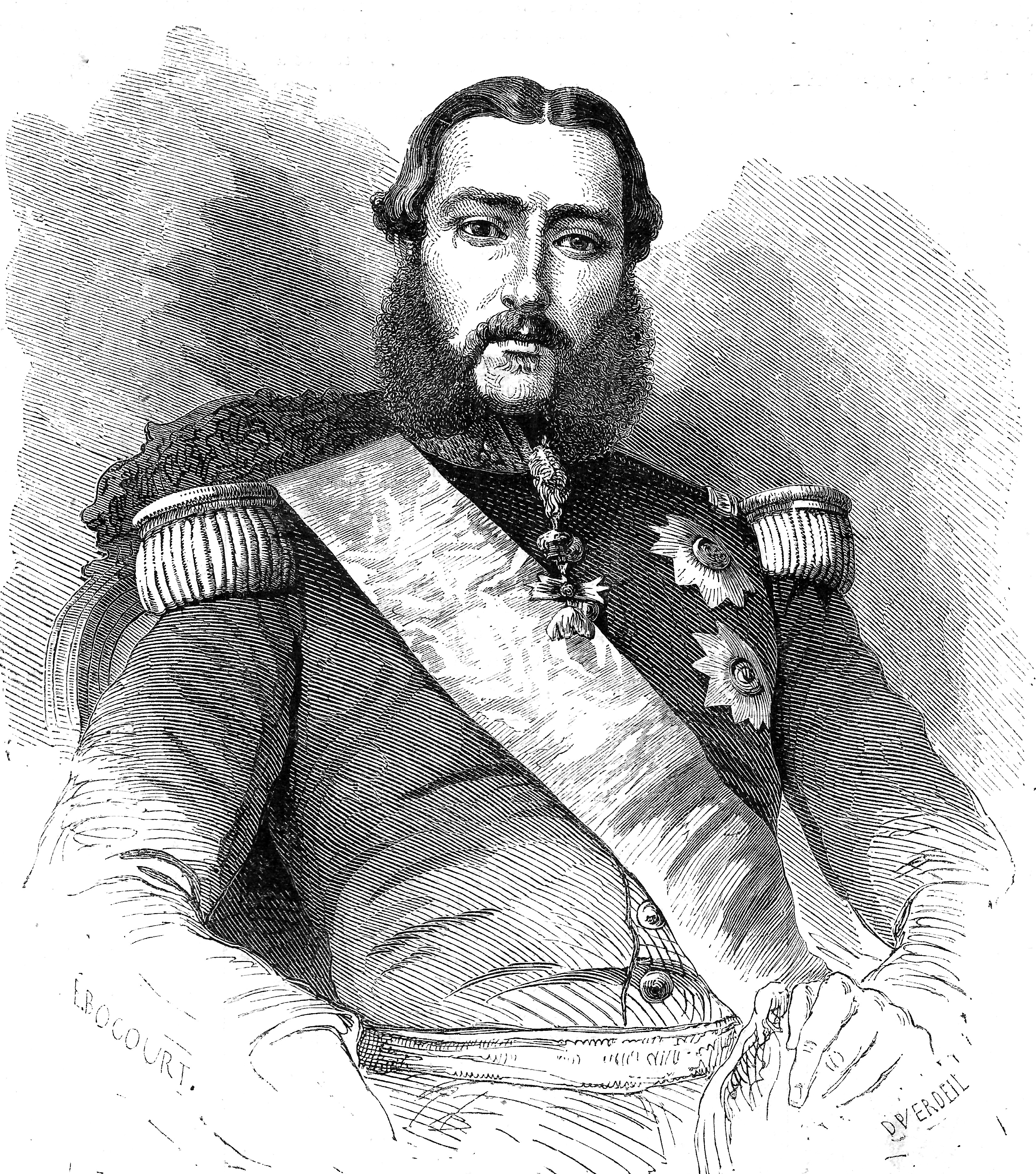
Léopold de Belgique par Étienne-Gabriel Bocourt, paru dans le Monde illustré en 1865.

De Grèce, il envoie en 1860 à Frère-Orban, alors ministre des Finances, une plaque de marbre de l'Acropole, sur laquelle il a fait graver ces mots : « Il faut à la Belgique une colonie ». Il effectue également trois voyages en Égypte: le premier durant l'hiver 1854-55 en compagnie de son épouse dans le cadre d'un voyage en Orient qui dure neuf mois; un autre en 1862-63, au cours duquel il visite le chantier du canal de Suez) et un dernier séjour en 1864. Lors de son premier voyage en Égypte, Léopold est conquis par cette contrée : « Notre voyage en Haute-Égypte et nos excursions en Nubie ont réussi à merveille sous le rapport de la santé car Leurs Altesses Royales ne se sont jamais mieux portées [...] Ce séjour en Égypte est extrêmement agréable au duc de Brabant, il cherche de mille manières à le prolonger. » 
À la fin de 1864, Léopold s'embarque à Marseille pour Alexandrie. Il se rend une fois encore à Suez pour constater les travaux d'achèvement du canal puis poursuit sa route jusqu'à Ceylan. Il met pied à terre à Colombo et visite l'île, où tout l'intéresse et l'enchante. Il inaugure le chemin de fer de Colombo à Kandy et se passionne pour le développement économique de la première vraie colonie qu'il visite. De retour sur le continent, Léopold fait un tour complet de l'empire indien (Madras, Calcutta, Bénarès, Agra, Dehli et Lahore). Il poursuit son périple par Rangoon, Singapour, Sumatra et enfin la Chine, dont il a tant rêvé. Lorsque le duc de Brabant revient six mois plus tard à Bruxelles, il retrouve son père en mauvaise santé et bien vieilli.

### Roi des Belges

#### Avènement au trône

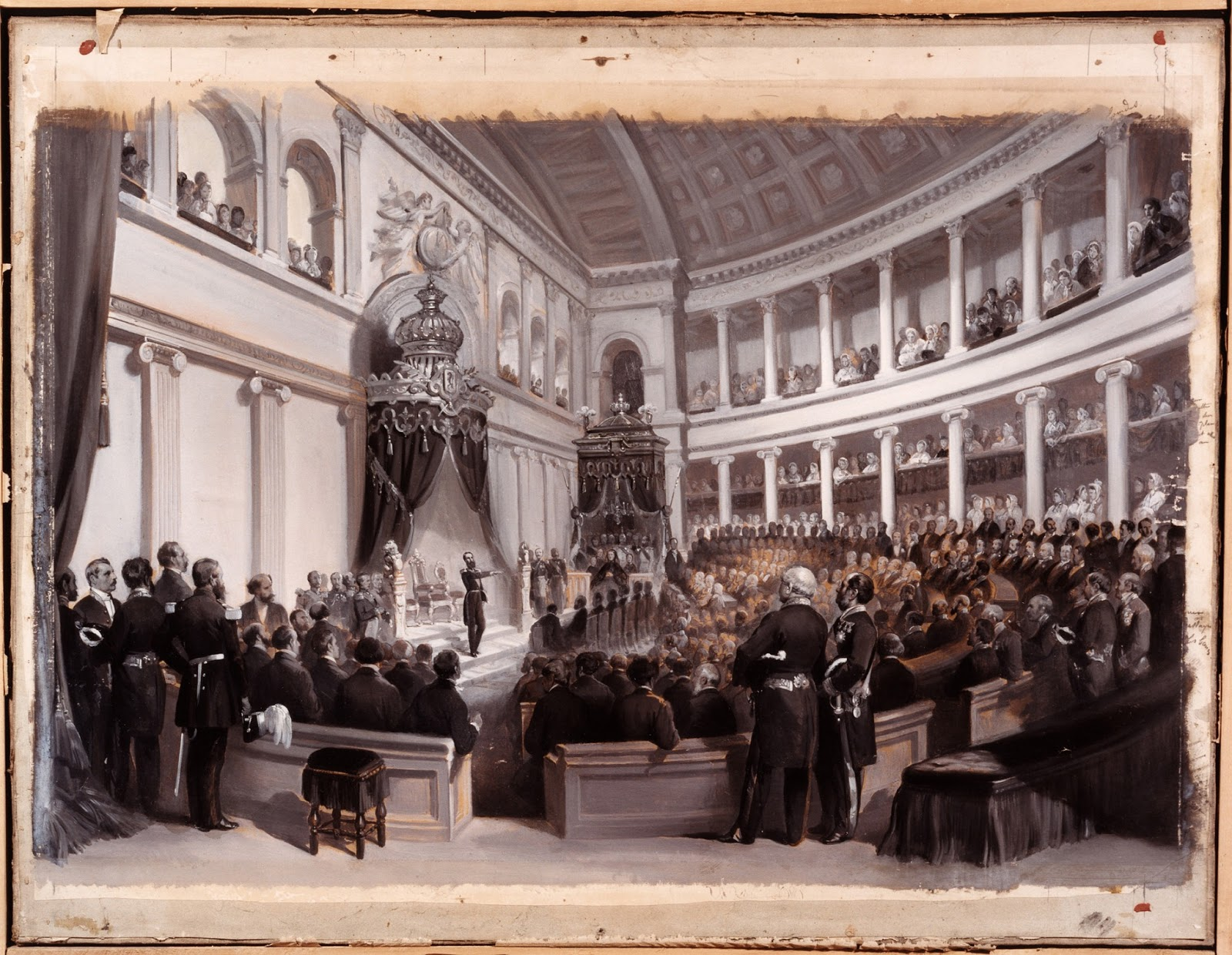
Prestation de serment du roi. 1865.

Le 10 décembre 1865, Léopold Ier, premier roi des Belges, meurt. Son fils, désormais Léopold II, prête le serment constitutionnel le 17 décembre 1865. Le nouveau roi a trente ans. Lors des cérémonies de l'avènement, sa popularité est remarquée par les observateurs étrangers. C'est ainsi que Lord George Clarendon, secrétaire britannique des Affaires étrangères, n'hésite pas à dire : « Je considère l'admirable démonstration de ces deux grandes journées non seulement comme une nouvelle consécration de l'œuvre de 1830, mais comme la plus forte garantie du maintien de la paix. C'est, sous ce rapport, un événement européen ». En 1865, Léopold et Marie-Henriette, mariés depuis douze ans, sont parents de trois enfants, dont un fils Léopold, alors âgé de six ans.

#### Début de règne

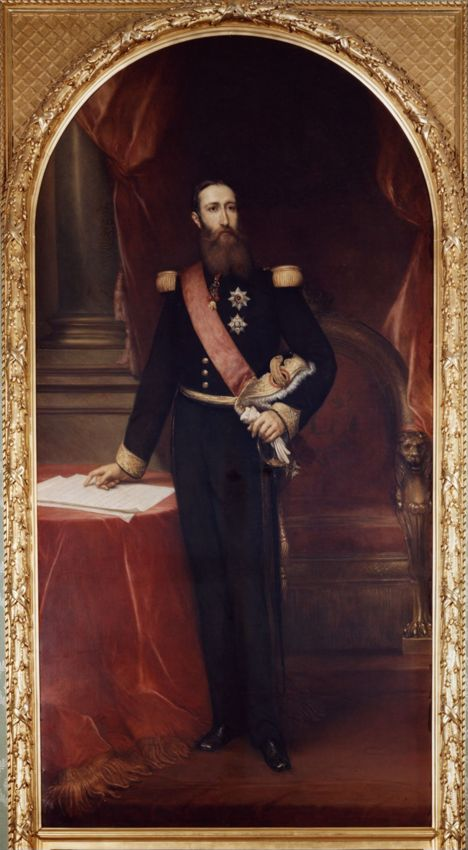
Portrait du Roi Léopold II (Copie du tableau de Louis Gallait par Henri Gosselin, conservé aux musée royaux des Beaux-Arts de Belgique, huile sur toile, 1875)

Selon la Constitution, le roi aurait pu former un nouveau gouvernement lors de son accession au trône. Il décide cependant de maintenir en place le cabinet libéral, dirigé depuis 1857 par Charles Rogier. Lorsqu'il réunit le cabinet pour la première fois le 20 décembre 1865, il affecte la modestie en ne le présidant pas : « Je me suis tenu à l'écart et je ne connais rien. Je veux être un Roi très constitutionnel, car j'ai la conviction que la Belgique doit sa prospérité et sa sécurité au régime constitutionnel qu'elle pratique si bien. »
Le 22 janvier 1869, le prince héritier Léopold, âgé de neuf ans, meurt des suites d'une pneumonie. Ce décès, au-delà des conséquences privées, a un retentissement majeur sur la succession royale. Sur le plan personnel, les relations entre le roi et la reine sont mauvaises, mais après la mort de leur fils, Léopold se rapproche de la reine espérant un nouvel héritier. Le 30 juillet 1872, le couple royal donne naissance à une troisième fille Clémentine, à la déception du roi qui voit s'éteindre l'espoir qu'il avait nourri. Désormais, l'intérêt du roi se portera sur la formation de son neveu le prince Baudouin, fils de son frère le comte de Flandre, né en 1869, quatre mois après la mort de son propre fils ; mais le jeune homme meurt prématurément en 1891.

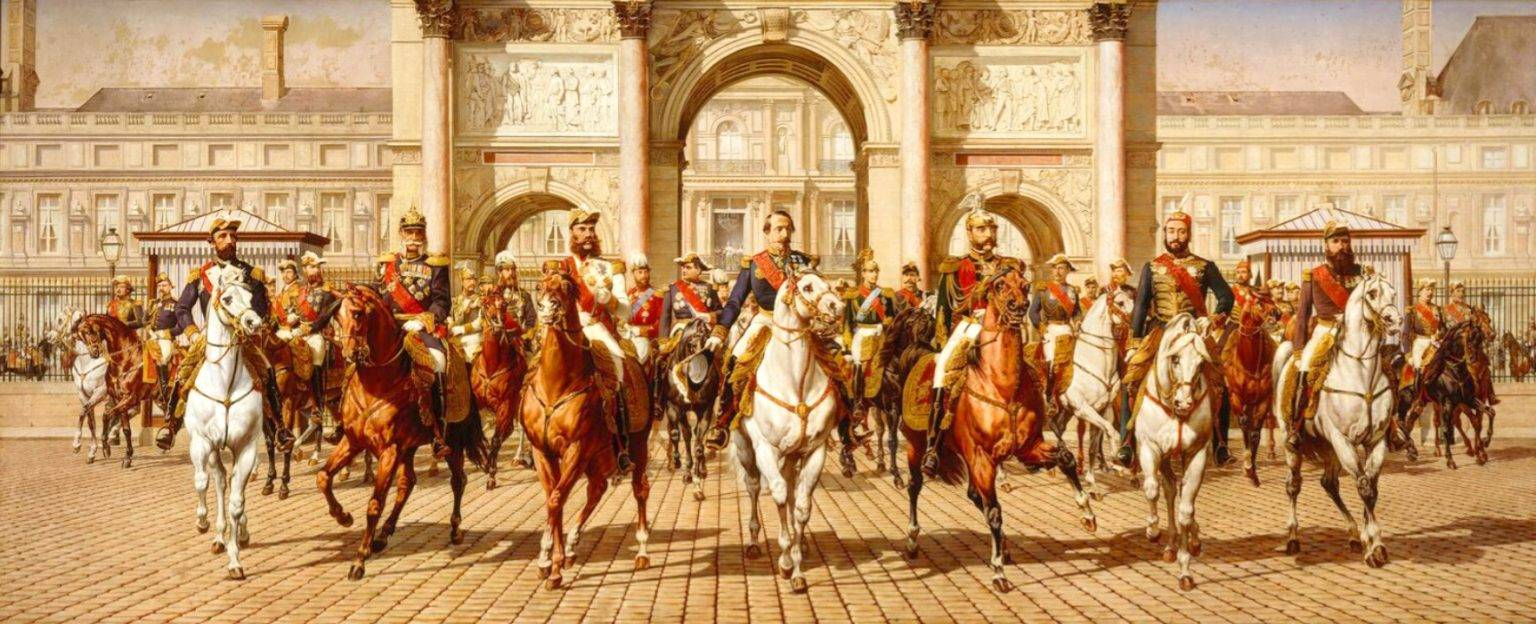
Napoléon III et les souverains étrangers invités à l’Exposition universelle de 1867, Charles Porion. Le roi Léopold est sur le cheval blanc à l'extrême droite.

Sur le plan international, les débuts du règne sont confrontés à la guerre austro-prussienne. Le royaume de Prusse ayant une frontière commune avec la Belgique, l'enjeu est d'importance. La victoire de la Prusse met fin à la Confédération germanique, écarte l'Autriche des affaires allemandes et assure la prééminence prussienne sur les états allemands. De plus, le grand-duché de Luxembourg devient un état neutre et les troupes prussiennes doivent abandonner la forteresse qui était considérée comme la plus importante du côté allemand faisant face à Metz du côté français. Aussi le mariage, conclu à Berlin en 1867, de Philippe comte de Flandre, frère de Léopold II, fortifie la position de la Belgique en Europe. La mariée, Marie de Hohenzollern-Sigmaringen, est en effet une princesse prussienne (catholique) dont le père, le prince Charles-Antoine, est très influent en Allemagne. Vers la fin de l'année 1868, les bonnes relations entre la France et la Belgique sont un instant menacées par les difficultés de la convention relative aux chemins de fer entre les deux pays. À Charles Rogier, succède en 1868 comme chef du gouvernement Walthère Frère-Orban, un libéral également. Déjouant les plans expansionnistes de Napoléon III par la Compagnie des chemins de fer de l'Est français, Frère-Orban fait voter en 1869 une loi interdisant la vente de lignes de chemin de fer sans l’autorisation du gouvernement. Vaincu aux élections de 1870, Frère-Orban démissionne et retrouve son siège à la Chambre. Pendant huit ans, il dirige l'opposition libérale.
Durant la guerre franco-allemande de 1870, Léopold II réussit à sauvegarder la neutralité de la Belgique. En 1871, la guerre se termine et l'Allemagne devient un empire, tandis que la France écrasée est en proie aux soubresauts sanglants de la Commune. La Belgique demeure tranquille, sa situation de pays neutre ayant permis aux affaires de se développer. Bon nombre de proscrits français, illustres exilés de l'empire, puis de fuyards de la guerre et de la Commune ont apporté dans la vie bruxelloise des éléments nouveaux favorisant le développement de l'activité intellectuelle. Le lourd souci que causait à Léopold II l'ambitieuse inconstance de Napoléon III a disparu, laissant place à des perspectives prometteuses.

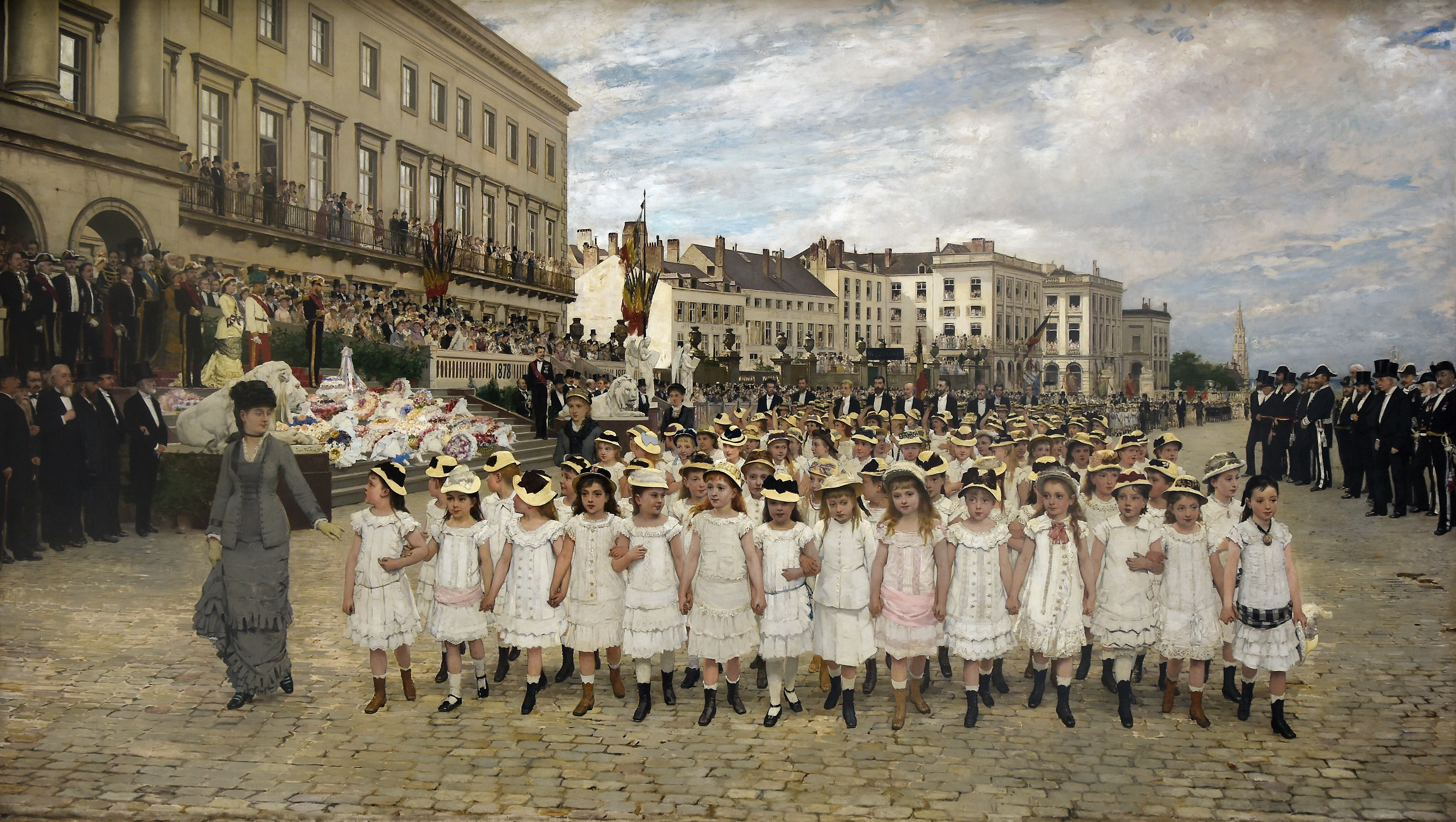
La revue des écoles en 1878, Jean Verhas, Musée royal d'Art ancien, 1880.

Au point de vue de la politique intérieure, après les gouvernements catholiques dirigés successivement par Jules d'Anethan (1870-1871), puis par Jules Malou (1871-1878), le règne de Léopold II est, entre 1879 et 1884, marqué par la première guerre scolaire. Il s'agit d'une crise politique majeure que traverse la Belgique sur fond de lutte entre les libéraux revenus au gouvernement sous l'égide de Frère-Orban, tenants de la laïcisation de la société, et les catholiques qui leur opposent une forte résistance. La question scolaire voit son issue lors du retour au pouvoir des catholiques formant un gouvernement homogène en 1884 sous la direction d'Auguste Beernaert, qui restera au pouvoir jusqu'en 1894. Les catholiques dirigeront les six gouvernements suivants jusqu'à la fin du règne de Léopold II. En 1885 apparaît un troisième parti politique, le Parti ouvrier belge, qui envoie des élus au parlement pour la première fois en 1894.

#### Dernières années

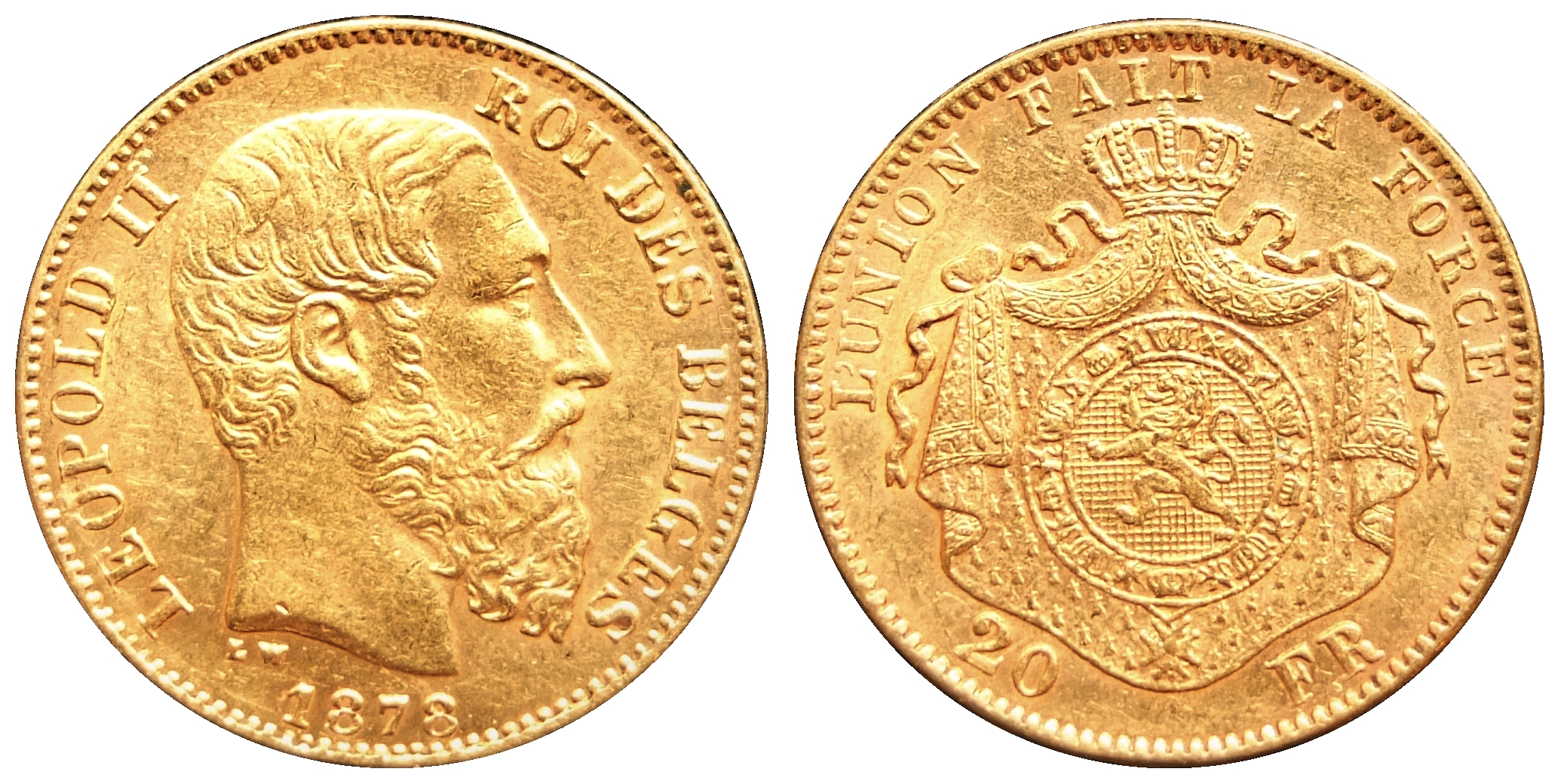
20 francs à l'effigie du roi Léopold II en 1878. Description avers : buste du roi Léopold II, tournée vers la droite, entourée de la légende LEOPOLD II ROI DES BELGES. Description revers : L'écu rond portant le lion belge entouré du collier de l'ordre de Léopold sous un pavillon au manteau fourré d'hermine surmonté d'une couronne. Au bas de la pièce est apposée la valeur nominale 20 FR. et, en haut, la devise nationale L'UNION FAIT LA FORCE.

Dans une lettre adressée en 1888 à son frère Philippe, comte de Flandre, Léopold II entend que, sous son règne, « la patrie doit être forte, prospère, par conséquent posséder des débouchés à elle, belle et calme. » Barbara Emerson juge que le règne du roi Léopold II « a été pour l'économie belge, une période de grande prospérité [...], mais aussi une période de graves conflits sociaux ; la classe ouvrière ne se laissait pas éblouir par les prestigieuses foires internationales étalant les merveilles de l'industrie et du commerce belges. »
Le journal belge Le Peuple, « organe quotidien de la démocratie socialiste », écrit le vendredi 17 décembre 1909, jour de la mort du monarque, que la Belgique se souviendra de Léopold II comme du roi qui décora de son ordre un simple soldat qui avait intentionnellement « tué un ouvrier » de Charleroi, « brave cœur, adoré de sa femme et de ses enfants », parce que ce dernier avait pacifiquement manifesté contre « l'impôt du sang » à Verviers.
Sur le plan de la politique pénale, Léopold II est totalement opposé à la peine de mort et utilise systématiquement son droit de grâce pour commuer en emprisonnement les condamnations à mort. Aucun condamné ne fut exécuté sous son règne et la tradition ainsi créée fut perpétuée par ses successeurs — sauf lors des épisodes de guerre —, jusqu'à l'abolition légale de la peine de mort en 1996.
C'est aussi sous son règne que sont votées d'importantes lois sociales : caractère facultatif du livret d'ouvrier (1883), paiement des salaires en argent et à date fixe (1887), droit de former des syndicats, âge d'admission des enfants dans les usines fixé à douze ans, interdiction du travail de nuit aux enfants de moins de seize ans et du travail souterrain pour les femmes de moins de vingt-et-un ans (1889), réparations pour les accidents de travail (1903), repos dominical (1905), etc.

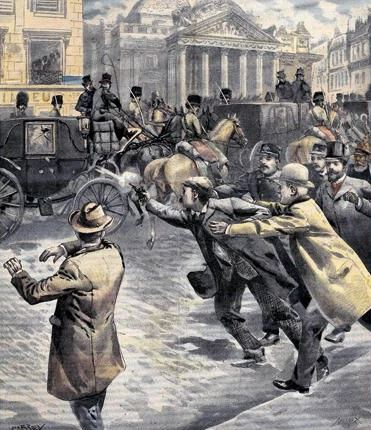
Rubino tente d'assassiner (couverture du Petit Parisien illustré du 16 novembre 1902 par Paul Carrey).

Le 15 novembre 1902, l'anarchiste italien Gennaro Rubino tente d'assassiner le roi alors qu'il revenait d'un service funèbre en hommage à sa mère, la reine Louise-Marie et de sa défunte épouse, la reine Marie-Henriette. Rubino ne réussit cependant qu'à blesser légèrement John d'Oultremont, grand-maréchal de la cour.

#### Fin de règne
Léopold II s'efforce de rendre la Belgique moins vulnérable aux éventuelles invasions de ses voisins (l'Allemagne et la France) lesquels érigent d'importants ouvrages défensifs depuis plusieurs années déjà (de 1875 à 1885). En 1887, à la faveur de la Crise bulgare et des tensions diplomatiques dans les Balkans, Léopold II obtient du gouvernement la construction des fortifications de la Meuse qui seront achevées en 1891 : à Liège (douze forts face à l'Allemagne) et à Namur (neuf forts face à la France). Par ailleurs, se poursuit le renforcement de la ligne de défense d'Anvers. Bien plus tard, le roi réussit à imposer la réforme du service militaire, qu'il signe quelques jours avant sa mort en 1909. Auparavant, le recrutement de l'armée belge était basé sur le volontariat et le tirage au sort avec la possibilité de se faire remplacer moyennant un dédommagement financier. Ce système est aboli en 1909 et remplacé par le service obligatoire d'un fils par famille.

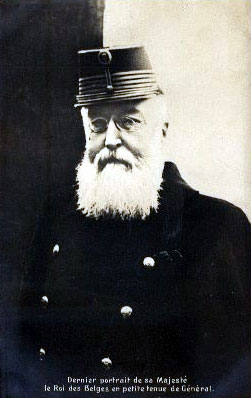
Dernier portrait de.

C'est également sous son règne, en 1893, qu'a lieu la première révision de la Constitution depuis 1831. L'article 47, aujourd'hui 61 est modifié pour instaurer le suffrage universel masculin tempéré par le vote plural, les conditions d'éligibilité au Sénat sont réduites et les élections reposent désormais sur un système proportionnel, tandis que l'Article 46, aujourd'hui 62, rend le vote obligatoire. Néanmoins, en dépit de ses demandes répétées, l'idée d'un référendum royal — qui aurait permis au Roi de consulter directement le corps électoral — n'est pas retenue étant donné les risques de dérive césariste.

#### Mort et funérailles

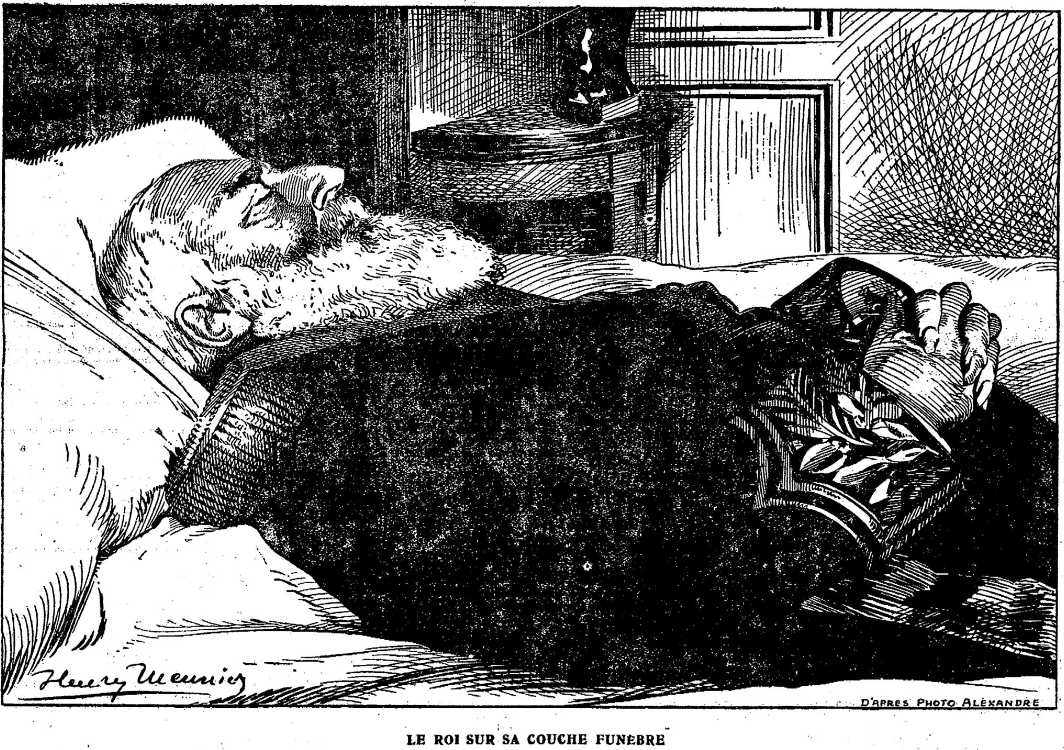
Le roi sur sa couche funèbre (Henri Meunier, d'après une photo d'Alexandre).

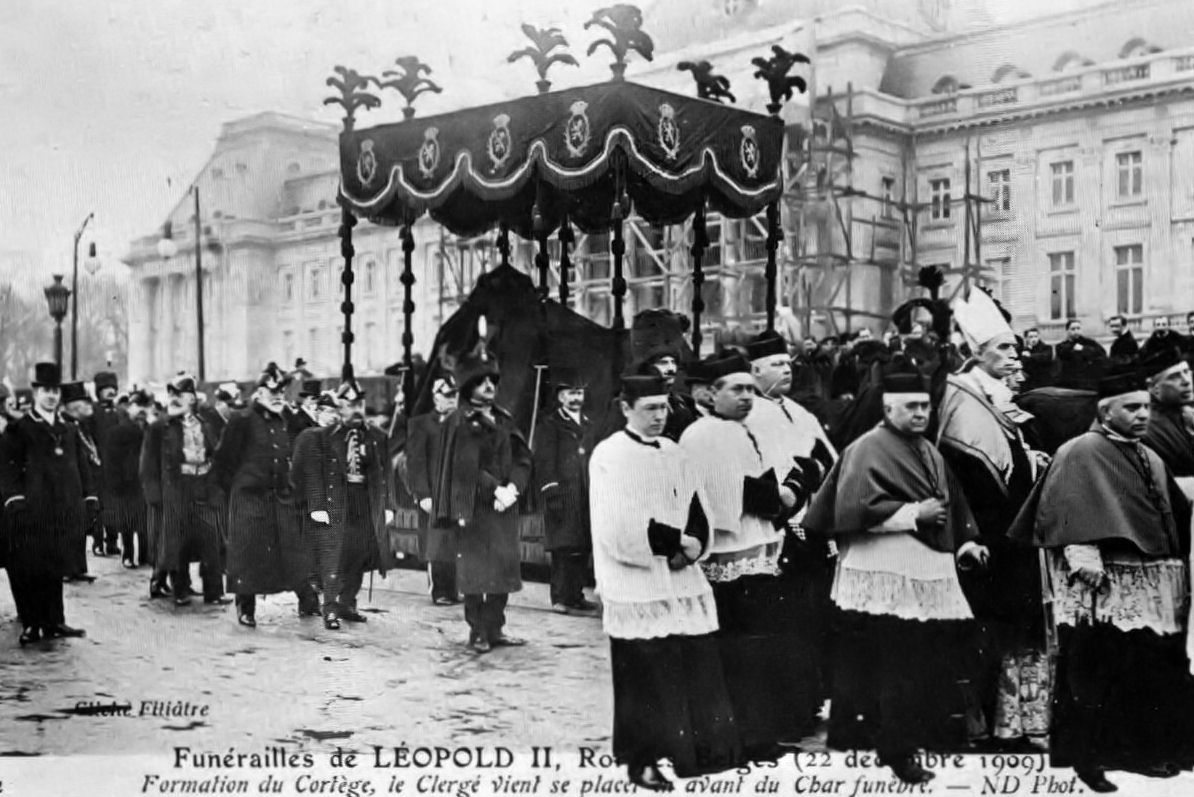
Cortège funèbre de devant le palais royal, le 22 décembre 1909.

Aux premiers jours de décembre 1909, Léopold tombe soudainement malade en France. Il est immédiatement ramené en Belgique et installé au pavillon des Palmiers à Laeken. Il souffre de violentes douleurs abdominales et son médecin, le docteur Jules Thiriar, estime nécessaire une intervention chirurgicale. Le 12 décembre, son état s'aggrave. Le roi Léopold II meurt d'une embolie foudroyante au château de Laeken le 17 décembre 1909 à 2 h 37 du matin, soit 44 ans jour pour jour après son accession au trône. Son règne est le plus long de l'histoire de la monarchie belge.
Le 22 décembre, il est inhumé dans la crypte royale de l'église Notre-Dame de Laeken à Bruxelles lors de funérailles qui, contrairement à sa volonté formelle, revêtent un caractère national.
En raison du décès de son fils unique en 1869, et conformément à l'article 85 de la Constitution qui interdit à ses filles de monter sur le trône, c'est son neveu Albert, fils du défunt comte de Flandre, qui lui succède le 23 décembre.

### Roi bâtisseur

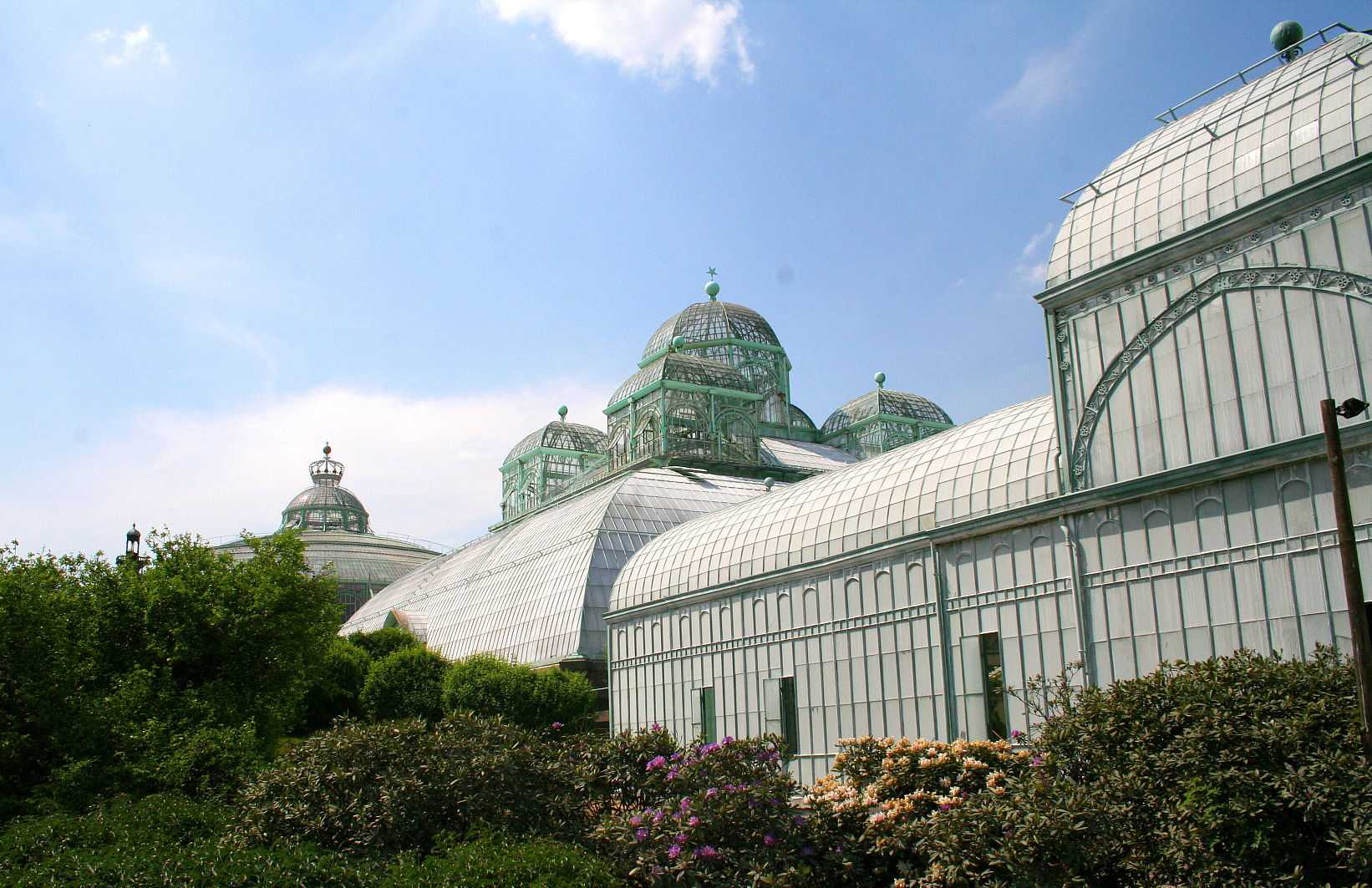
Serres royales de Laeken.

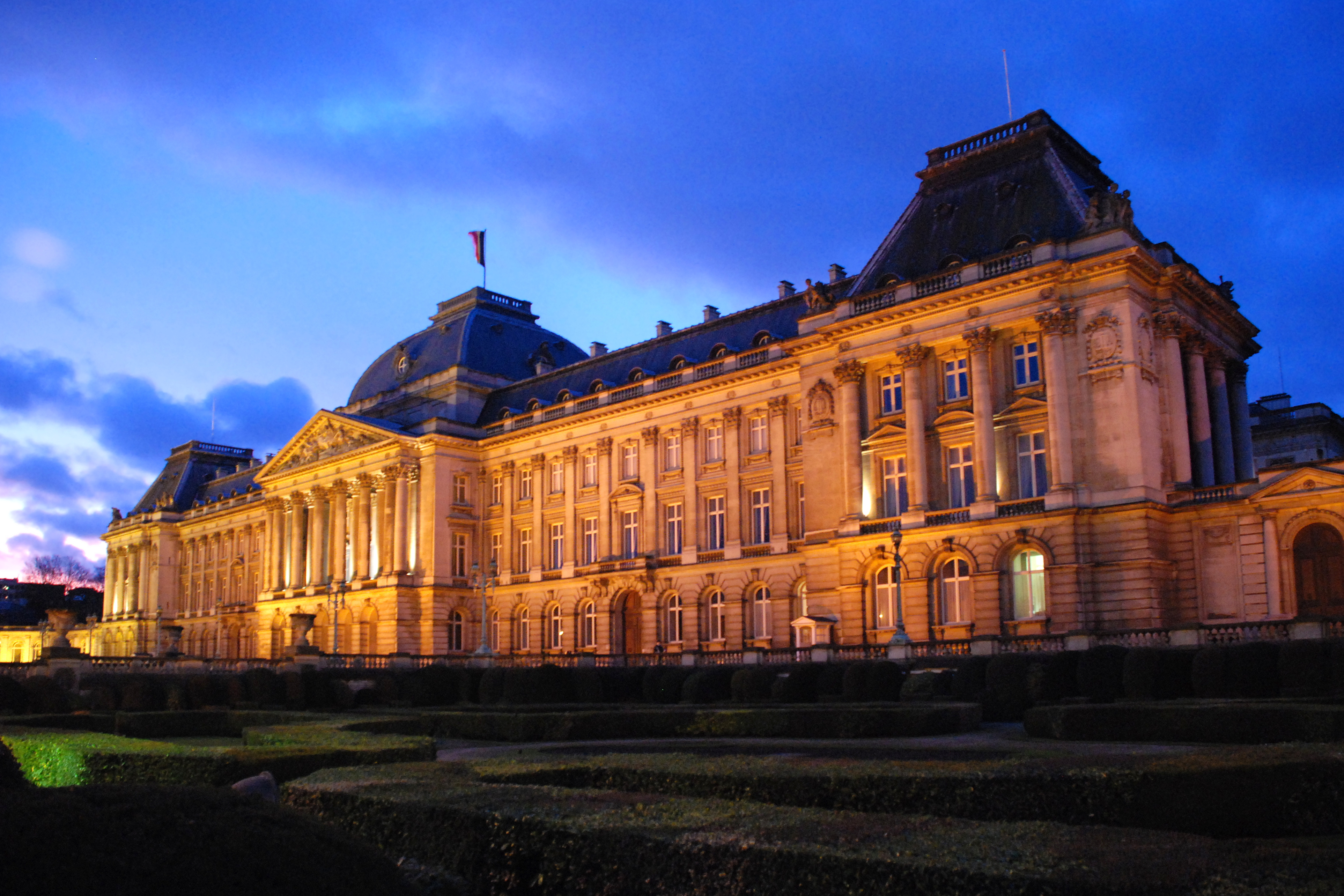
Palais royal de Bruxelles.

Léopold est surnommé le « roi bâtisseur » pourtant, à part les Arcades du Cinquantenaire, le Palais des Colonies et le Musée de Tervueren il n'a pas bâti de grands édifices nouveaux, comme le fit son père Léopold Ier, il est plutôt un roi urbaniste et topiaire car il transforme radicalement des villes comme Bruxelles ou Ostende, constitue un important domaine en Ardenne et édifie de larges parcs pour son usage personnel ou pour le public.
Ses goûts architecturaux le portent en général vers le classicisme français, même si à l'époque Bruxelles est la capitale de l'art Nouveau. Le roi a l'habitude de se rendre lui-même sur les chantiers pour constater l'avancement concret de ses projets.
Déjà en qualité de duc de Brabant héritier de la couronne, Léopold exhorte le gouvernement et les autorités communales à veiller au mieux au développement urbain. À partir de son avènement, Léopold joue un rôle très actif dans d'ambitieux projets.
En 1890, il commence le chantier d'un yacht de 25 mètres, Le Brave Mollie (aujourd'hui le Motor Yacht Forever), sur les plans de l'architecte De Vries Lentsch. C'est avec ce luxueux yacht qu'il parcourt les côtes ouest de l'Afrique et la Méditerranée.
À Bruxelles, après avoir encouragé les vastes chantiers du voûtement de la Senne qui rendra la ville plus salubre, il est à l'origine de la transformation du palais royal de Bruxelles qu'il juge indigne d'une capitale. Il œuvre également à l'agrandissement du domaine royal de Laeken auquel il ajoute les serres royales de Laeken, le Pavillon chinois et la Tour japonaise.
Si le projet d'édifier un nouveau Palais de Justice a vu le jour et a été conçu sous son père, c'est sous son règne que la première pierre de l'édifice est posée, en 1866, et que le Palais est inauguré en 1883, néanmoins comme l’écrit Barbara Emerson, Léopold II ne s’est jamais préoccupé de sa construction : « il semble que son fils et successeur (Léopold II) ne se soit jamais mêlé de très près à la construction du gigantesque édifice » et également pour Thierry Demey « le roi qui préside, le 15 octobre 1883, aux cérémonies d'inauguration du palais de justice n'a été mêlé, ni de près, ni de loin, à la genèse de sa construction. Mais, comme tous les Bruxellois, il a assisté, mi-médusé, mi-fasciné, à sa lente mise en forme ». Le palais de Justice est l’œuvre de la génération des fondateurs de la Belgique et ne doit rien à Léopold II.
Cette attribution de la construction du Palais de Justice à l'initiative de Léopold II est toujours répétée de nos jours, comme dans le journal le Soir du samedi 22 août 2009 où l'on peut lire : « une colonie, qui a permis à Léopold II de construire le plus grand palais de justice du monde, l’église Sainte-Catherine, l’église Sainte-Marie, l'avenue Louise, l'avenue de Tervueren... Tout cela avec l’argent des colonies et le fruit de nos exploitations du cuivre du Katanga », en un mot le Palais de Justice, selon ce journal, aurait été construit avec le sang du Congo… alors que le Palais de Justice commencé en 1860 fut inauguré le 15 octobre 1883 après la mort de son architecte Joseph Poelaert et que la souveraineté sur le Congo ne fut attribuée au roi Léopold II par la Conférence de Berlin qu’en 1885. De même, l'église Sainte-Catherine, fut commencée en 1854 et terminée en 1874, et l'église Sainte-Marie, œuvre de l'architecte Louis Van Overstraeten et non de Poelaert, fut commencée en 1845, un demi-siècle avant que la Belgique n'ait une colonie.

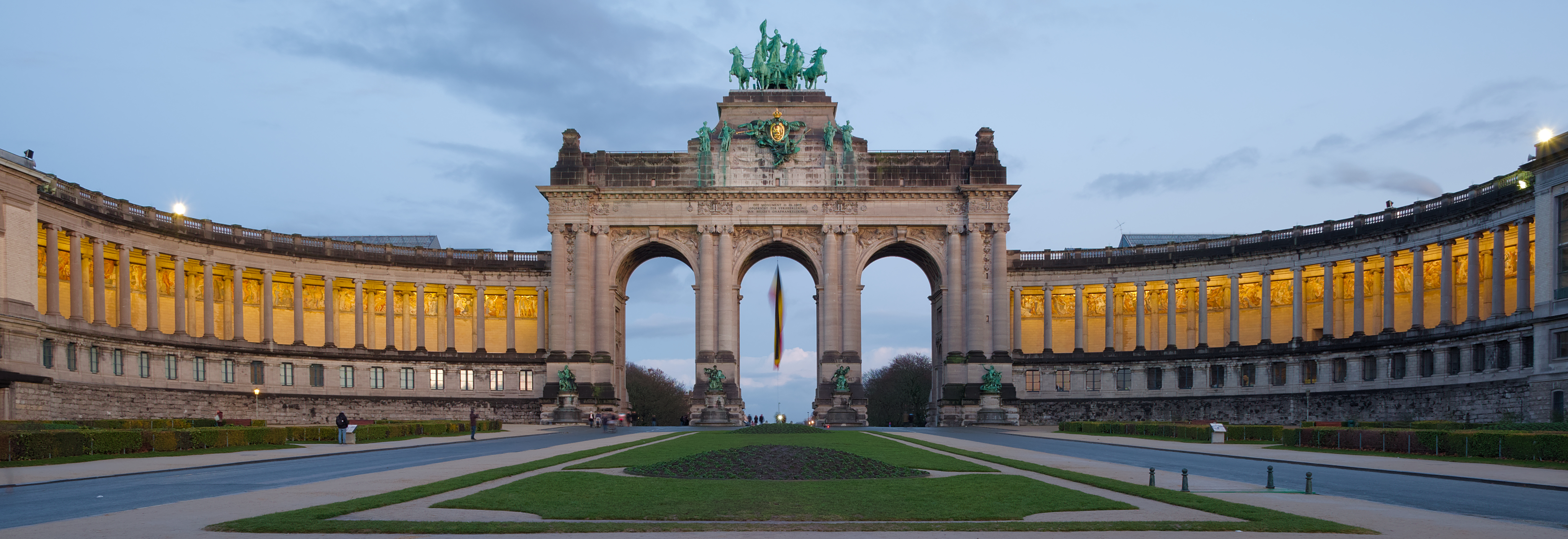
Arcades du Cinquantenaire.

On doit aussi à l'initiative du roi l'édification de l'arc de triomphe du parc appelé aussi Arcades du Cinquantenaire en 1905, le tracé de l'avenue de Tervueren, la construction du musée royal de l'Afrique centrale, la création de parcs publics comme le parc Duden à Forest ou le parc Josaphat à Schaerbeek.
Son domaine en Ardenne comporte 6 700 hectares de forêts et terrains agricoles, un terrain de golf, ainsi que les châteaux de Ciergnon, Fenffe, Villers-sur-Lesse et Ferage. À Ostende, cité balnéaire où il aime résider en été, le roi met en valeur la ville et y crée de nouveaux centres d'attrait. Il y fait construire l'église Saints-Pierre-et-Paul, l'hippodrome ainsi que les galeries royales situées sur la digue et il achète lui-même les terrains pour y créer les parcs « Marie-Henriette » et « Stéphanie ». À Anvers, deux réalisations architecturales emblématiques ont lieu sous son règne : le musée royal des beaux-arts (1890) et la gare d'Anvers-Central (1905).
Le souverain est également propriétaire de deux grands domaines sur la Côte d'Azur : la Villa Leopolda ainsi que la Villa Les Cèdres et le jardin botanique du même nom, où il se livre à des activités d'acclimatation de palmiers exotiques.
À l'occasion de son 65e anniversaire en 1900, le roi Léopold II émet le souhait de léguer à l'État belge son important patrimoine privé, à condition de ne pas l'aliéner, de préserver ses beautés naturelles et de mettre certains biens à la disposition de la famille royale belge et de la nation. Son objectif est d'offrir ses biens immobiliers à la Belgique, en évitant leur division entre ses trois filles, dont deux avaient épousé des princes étrangers.
En 1903, la Belgique accepte la donation du roi, à condition que ce patrimoine génère lui-même l'argent nécessaire à son entretien sans aide financière de l'État. La Donation royale doit rendre compte de sa gestion au ministre fédéral des Finances.

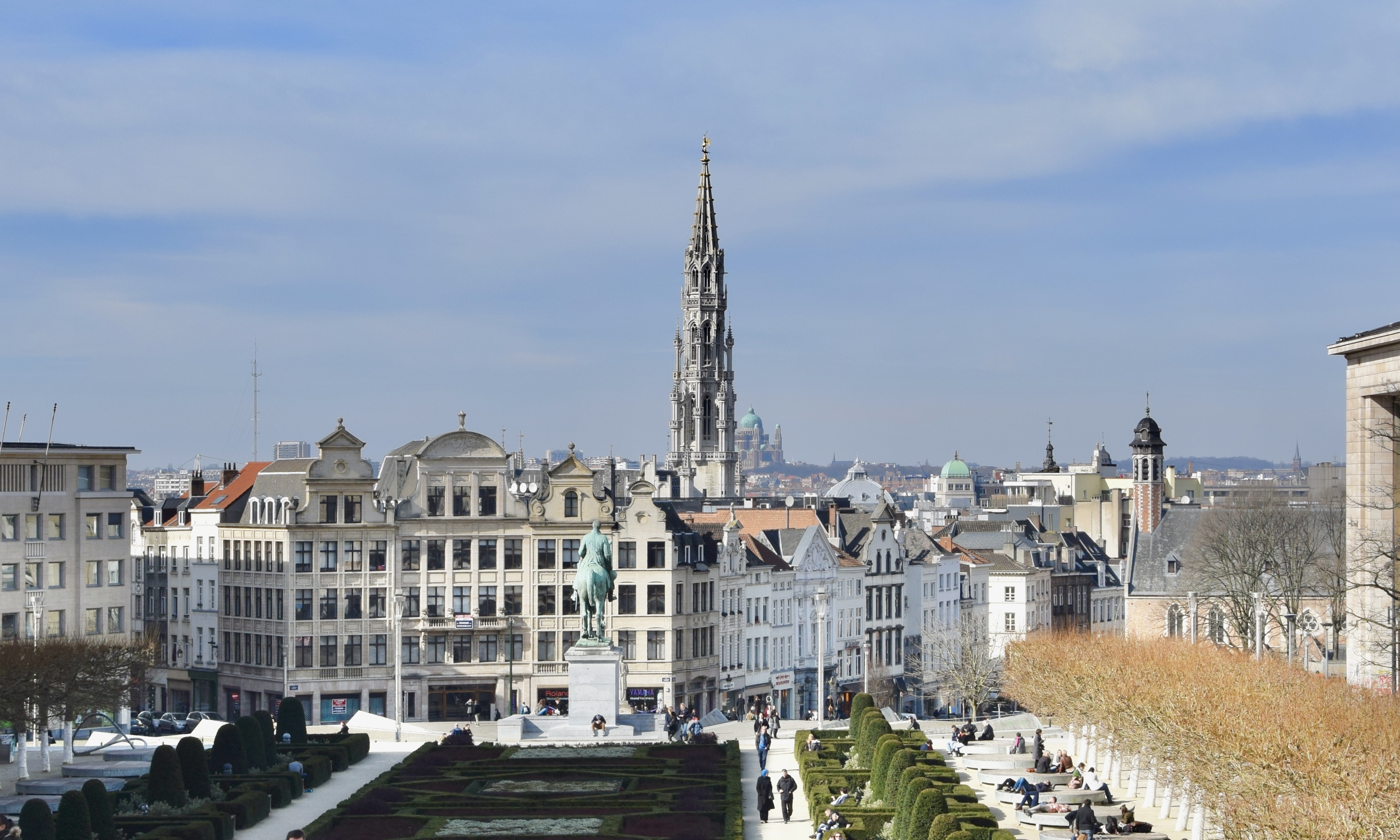
Mont des Arts.

D'autres idées chères au roi ne seront réalisées qu'après sa mort — tels la basilique de Koekelberg et le Mont des Arts — ou seront abandonnées, tel l'aménagement des abords de la Porte de Namur où devait être édifié un Walhalla entouré de jardins bordés de luxueux hôtels.

### LéopoldIIet la colonisation du Congo

#### Intérêts en Afrique et création de l'État indépendant du Congo

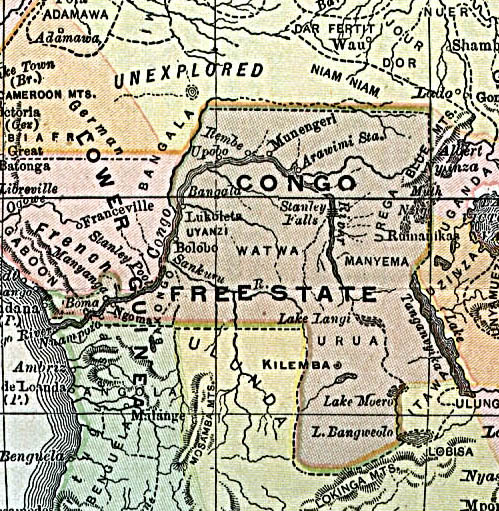
Carte de l'État indépendant du Congo (1890).

Avant d'accéder au trône de Belgique, Léopold II, alors duc de Brabant, se montre déjà intéressé par l'idée de colonisation dont il vante les mérites. Après un voyage qui l'a mené en 1865 jusqu'en Indonésie, il s'intéresse aussi à un système économique en rapport avec la colonisation, mis en place par les Hollandais : le « système des cultures » appliqué dans la partie occidentale de Java, puis étendu, à partir de 1832 dans d'autres régions des Indes néerlandaises par le gouverneur général Johannes van den Bosch. Ce principe, dit des « cultures forcées » (cultuurstelsel), était destiné à rentabiliser au maximum les rendements de la colonie des Pays-Bas. Le jeune roi se montre favorable à ce système qui « consistait non seulement à acheter le produit des plantations à un prix fixé arbitrairement, mais aussi à mettre en place des fonctionnaires qui obtenaient des primes en fonction de la production ».

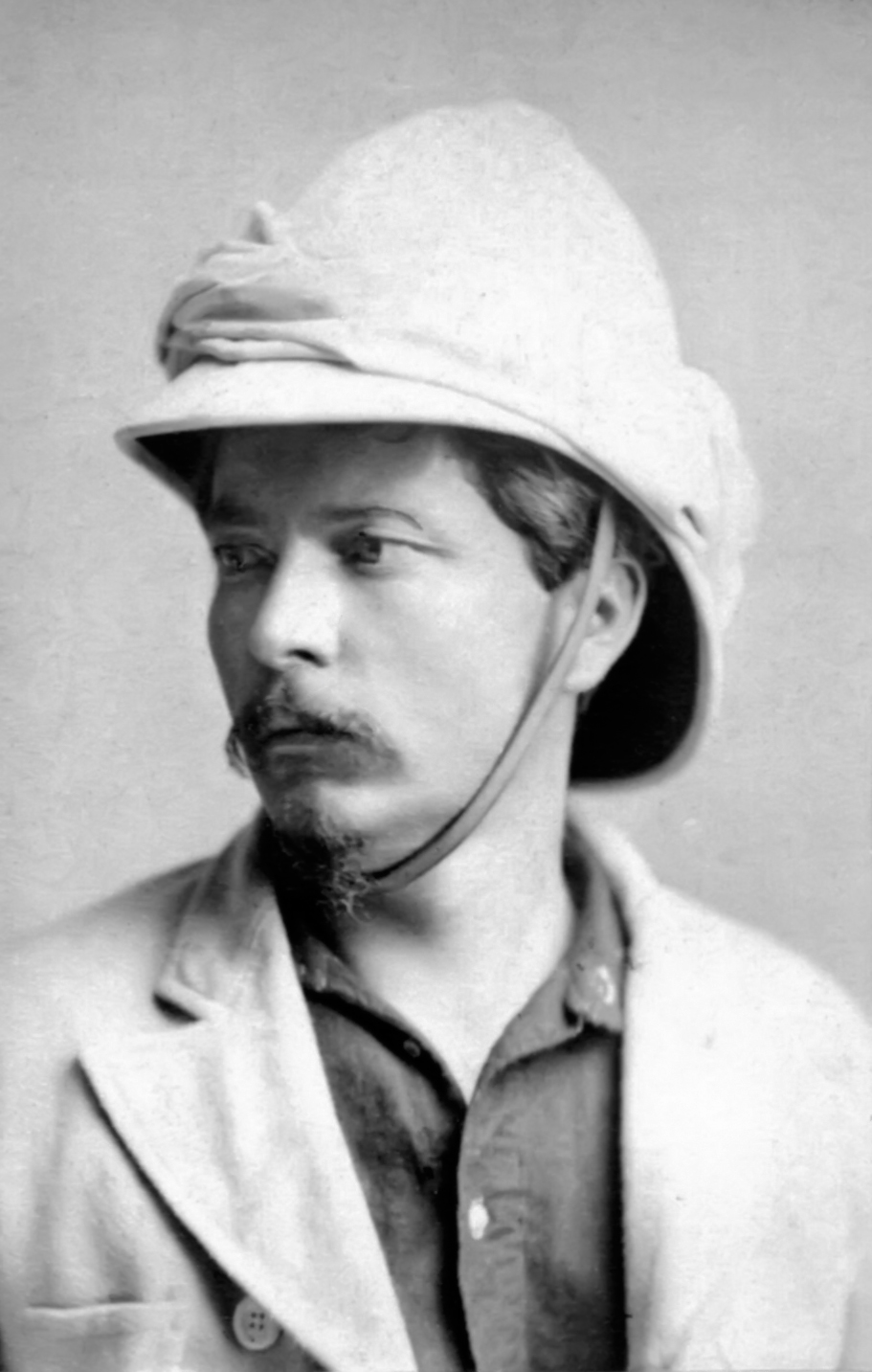
Henry Morton Stanley en 1872.

En 1876, à l'issue de la Conférence géographique de Bruxelles qui réunit, le 12 septembre, au palais royal de Bruxelles des géographes, des explorateurs, des philanthropes et autres personnalités de différentes nationalités connues pour l’intérêt qu’ils portent à l'Afrique, Léopold II crée l'Association internationale africaine comme paravent philanthropique pour son projet privé d´exploitation des richesses de l'Afrique centrale (caoutchouc et ivoire).
Le 17 novembre 1879, Léopold II crée l'Association internationale du Congo à partir du Comité d'Études du Haut-Congo créé l'année précédente. Sous le patronage de Léopold, Henry Morton Stanley entre en concurrence avec l'explorateur français Pierre Savorgnan de Brazza pour acquérir des droits sur la région d'Afrique qui deviendra le Congo belge. Pendant les cinq années suivantes, Stanley travaille à ouvrir le Congo inférieur à l'exploitation intensive, construisant une route du fleuve inférieur au Stanley Pool (actuellement Pool Malebo), où le fleuve devient navigable. Léopold II charge aussi Stanley d'obtenir des « contrats » d'exploitation de leurs terres par l'AIC. Grâce à ces contrats, ces territoires seraient proclamés « États libres » par l'AIA, qui aurait alors la souveraineté intégrale des territoires colonisés. L'action de Stanley permet qu'une personne privée — Léopold II — devienne le propriétaire de 2,5 millions de kilomètres carrés ainsi que de la force de travail de ses habitants.
À la conférence de Berlin de 1884-1885, des représentants de 14 pays européens et les États-Unis reconnaissent à l'AIC, présidée par Léopold, la souveraineté sur l'État indépendant du Congo (EIC). Lors de la signature de l'acte final de la conférence de Berlin le 25 février 1885, Léopold II n'assistait pas à la séance, mais lorsque son nom fut mentionné l'auditoire se leva et applaudit chaleureusement car, en dépit de son absence, il avait dominé toute la conférence, même s'il avait dû faire quelques concessions à la France et au Portugal qui représentaient peu au regard de ce qu'il avait obtenu : un vaste État souverain occupant, avec l'estuaire du fleuve Congo et son immense arrière-pays, une région-clé de l'Afrique centrale. Cependant, il devait aussi son triomphe au concours de Bismarck - désireux de ne pas attribuer une zone aussi vaste que le Congo à l'une des grandes puissances et de la confier en des mains neutres - sans lequel il n'eut probablement pas réussi. Cette conférence prend acte du partage de l'Afrique inter-tropicale par les puissances industrielles européennes dont la Belgique. Lors de cette conférence, l'abolition de l'esclavage et l'interdiction de la traite négrière sont également prononcés.

#### LéopoldIIsouverain du Congo

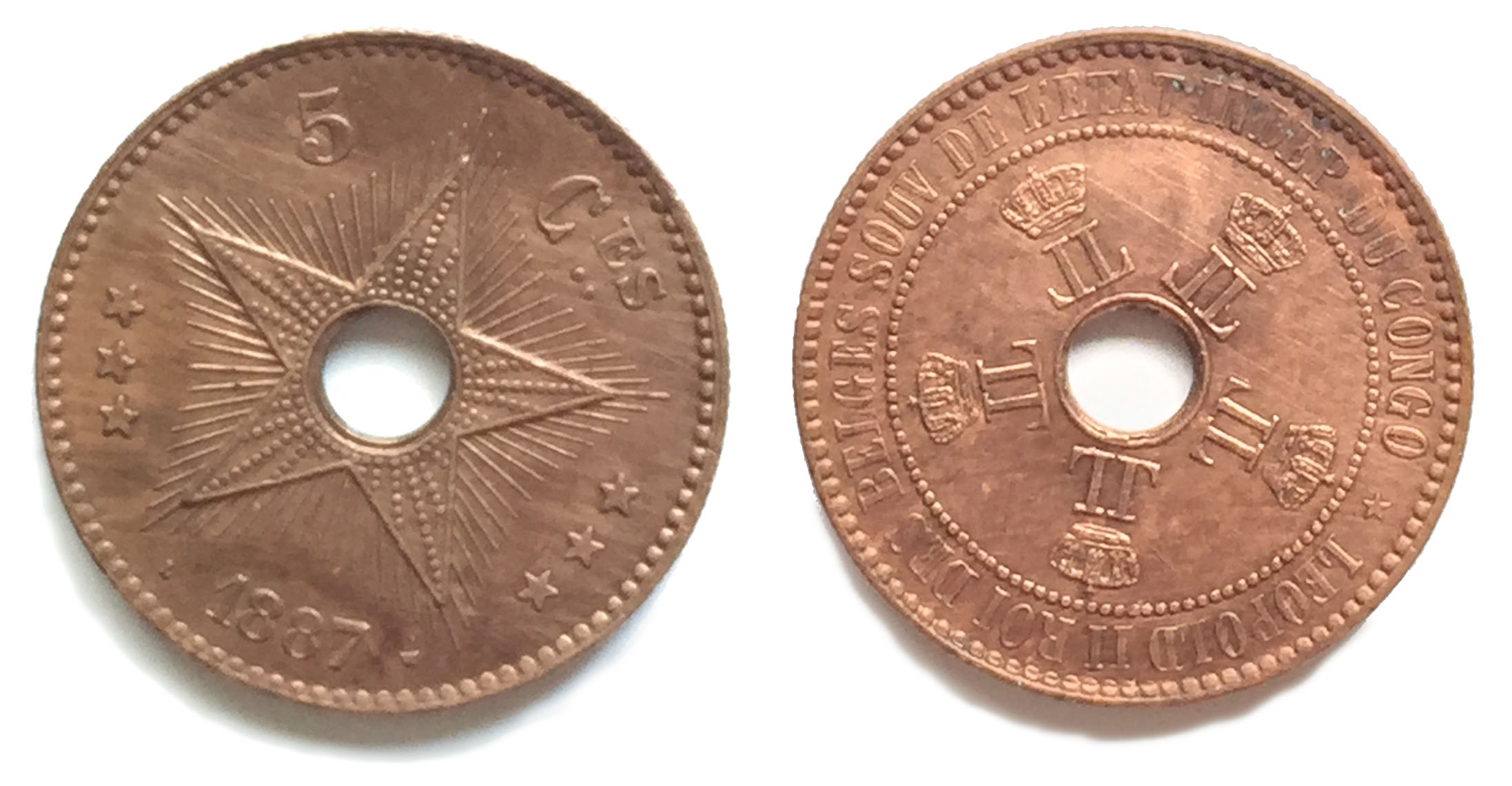
Pièce de cinq centimes de 1887.

Conformément à la Constitution belge, le roi doit demander l'autorisation des Chambres pour pouvoir devenir le chef de l'État fondé en Afrique par l'AIC. Il rédige à cet effet, avec l'aide de Lambermont, Banning et Beernaert, une note au parlement afin de lui demander son accord. Immédiatement après la réception de cette note, un projet de résolution rédigé par Beernaert, alors chef de Cabinet, est débattu à la Chambre le 28 avril 1885 et voté à l'unanimité, hormis une voix, celle du député Xavier Neujean qui estime ce cumul des souverainetés irréalisable. Léopold II doit se choisir un titre : après avoir songé à celui d'« empereur du Congo », il opte pour celui de « roi du Congo ». Sur la pièce reproduite ci-contre, il se désigne comme roi des Belges et « Souv(erain) de l'État indép(endant) du Congo ».
Conformément aux prescriptions de la Conférence de Berlin, Léopold II s'était engagé, à l'instar des autres puissances signataires, à lutter contre l'esclavagisme dans les territoires formant le bassin conventionnel du Congo. En 1888, le cardinal français Lavigerie, fondateur de l'ordre missionnaire des Pères blancs d'Afrique, lance une campagne contre l'esclavage. Les Arabes ripostent en attaquant les missions africaines au point que certaines d'entre elles sont abandonnées. Le cardinal décide d'alerter l'opinion publique européenne afin de mettre un terme à la traite des esclaves. Le prélat se rend à Bruxelles en août 1888 et prononce un sermon qui donne lieu à la création de la Société anti-esclavagiste belge forte de 700 membres et nantie d'un capital de 300 000 francs. Le roi Léopold II suit ce mouvement anti-esclavagiste en ouvrant à Bruxelles, le 18 novembre 1889 la Conférence antiesclavagiste qui aboutit, après de profondes divergences entre les dix-sept signataires, à la signature de convention de Bruxelles le 2 juillet 1890. Léopold II avait proposé un vaste programme impliquant la création de postes fortifiés par les grandes puissances à l'intérieur de leurs territoires afin d'enrayer les incursions des négriers. De là, des colonnes mobiles pourraient être envoyées à la poursuite des caravanes afin de les intercepter. Ces bases devaient également constituer des refuges où l'on apprendrait aux indigènes à se défendre eux-mêmes. Ce plan impliquait la construction de routes et de chemins de fer pénétrant depuis la côte vers l'intérieur des terres et le contrôle de la navigation fluviale sur les cours d'eau et les grands lacs. Selon l'historienne Barbara Emerson : « Bien entendu, aucune des grandes puissances présentes ne parut disposée à s'engager dans un aussi vaste programme. Léopold II s'y attendait. Sans doute avait-il le désir sincère d'abolir l'esclavage. Toujours est-il qu'il allait pouvoir à présent tirer parti de la situation [...] Il demanda que la Conférence autorise l'EIC à lever une taxe à l'importation au Congo, car il était évident que, pour organiser la lutte contre la traite, il fallait des moyens financiers [...] Finalement, Léopold II put enfin percevoir jusqu'à 10 % ad valorem sur tous les produits d'importation. ». En conclusion, Léopold II avait réussi à disposer d'un emprunt de 25 millions de francs accordé par la Belgique, ainsi que des droits d'entrée et de sortie du Congo. Il pouvait espérer que grâce à l'accroissement du commerce, ces droits augmenteraient et constitueraient d'importantes sources de revenus pour le Congo.

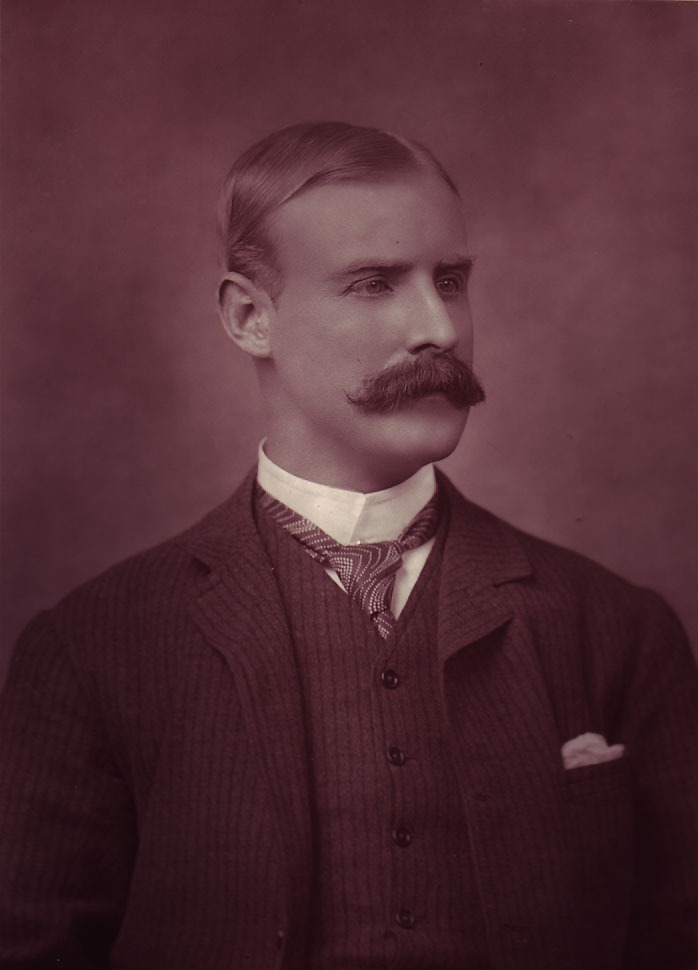
William Grant Stairs, au service de à la tête de la mission qui s'empara du Katanga.

En 1890, Léopold II a l'intention de prendre le contrôle du Katanga, convoité par Cecil Rhodes pour la Grande-Bretagne. Le roi avait écrit à sa cousine la reine Victoria et avait également contacté le gouvernement allemand afin de contrer les visées de Rhodes. Jusqu'ici, il n'avait manifestement pas les moyens matériels pour occuper la région katangaise. Il avait déjà envoyé plusieurs expéditions dans les autres territoires congolais, mais cette fois, il est décidé à occuper le Katanga en proposant que les sociétés congolaises financent, du moins partiellement, les expéditions qui lui permettraient d'occuper cette région . Quatre expéditions sont menées au Katanga, concédé par avance par Léopold II aux sociétés commerciales belges qui comptaient surtout en exploiter les ressources minières. Gochet affirme : « Terminons par l'expédition Delcommune qui toutefois fut la première en date [...] Elle partit de Belgique en juillet 1890. », . Elle est dirigée par Alexandre Delcommune, le vétéran des explorateurs du Congo qui parvient jusqu'aux sources du Lwalaba. La famine décime beaucoup de ses hommes, mais il réussit à gagner le Tanganyika à temps pour soutenir le capitaine Alphonse Jacques dans la guerre anti-esclavagiste contre les Arabes avant de rentrer en Europe en avril 1893. La seconde expédition débute en décembre 1890, lorsque Paul Le Marinel, commissaire du district du Luluaba depuis juillet 1889, part de Lusambo - dont il a fait une puissante station militaire d’une importance stratégique majeure pour l’occupation du Katanga - à la tête d'une expédition composée de 400 hommes et parvient à Bunkeya, le royaume de M'Siri le 18 avril 1891. De retour en Europe, Paul Le Marinel laisse son adjoint Legat, comme résident auprès de M'Siri,.
Selon l'historienne Barbara Emerson, « la première expédition de la Compagnie du Katanga était dirigée par un Anglais né au Canada, William Stairs, aventurier professionnel qui avait déjà fait partie d'une mission de secours à Emin Pacha. Il avait sous ses ordres le docteur irlandais Moloney et son domestique Robinson, un Français, le marquis de Bonchamps, et un Belge, le capitaine Omer Bodson. ».. Au cours de l'expédition de William Stairs, ce dernier constate que la famine est totale et que les missionnaires anglais sont terrorisés par M'Siri, roi de Bunkeya (dans le Katanga) de la tribu des Wanyamwezi. Le 20 décembre 1891, il tue le souverain katangais d'une balle dans la tête, délivrant la population indigène du despotisme de leur souverain.
Le coup d'état provoqué par les Européens a pleinement réussi. Atteint par la malaria, Stairs tombe malade en janvier 1892 (et meurt le 30 juin 1892). Le 18 mai 1891, c'est Lucien Bia, soldat belge originaire de Liège, qui quitte Anvers, afin de lui succéder et de diriger la quatrième expédition du Katanga. Bia réussit en huit mois, avant de mourir lui aussi, sa mission politique qui consiste à conclure des traités avec les chefs locaux et à proclamer dans un maximum de territoires la souveraineté de l'État indépendant. Après sa mort, c'est l'officier Émile Francqui qui le remplace jusqu'au retour à Bruxelles. Cette quatrième expédition est connue sous le nom de Bia-Francqui. Ces expéditions permettent, en trois ans, d'explorer la plus grande partie du Katanga et de confirmer la présence de ses richesses minérales.
L'occupation belge est essentiellement poussée vers la vallée méridionale du Nil, où les Belges prennent possession de l'enclave de Lado dont ils réussissent à faire reconnaître les prétentions de Léopold II successivement par les gouvernements français et britannique en 1894. Cette reconnaissance de souveraineté n'est cependant valable que du vivant du roi des Belges.
Entre 1890 et 1898, le roi fait construire, dans des conditions extrêmement difficiles, une ligne ferroviaire de 400 km de long entre le port de Matadi et Stanley Pool, près de la ville actuelle de Kinshasa, le fleuve Congo n'étant pas navigable sur ce segment. Cette ligne permettra d'écouler vers la côte les produits dont la vente lui évitera la banqueroute : entre 1876 et 1885, il a investi dix millions de francs belges dans l'opération, pour un revenu, en 1886, de 75 000 FB, de sorte que la fortune que lui a léguée son père est presque épuisée.
Dans les débuts de la colonie, l'ivoire constituait le principal produit d'exportation, mais l'invention du pneu en caoutchouc par John Dunlop en 1888 ouvre un nouveau marché que la colonie s'emploie vite à développer. La production de caoutchouc, qui était de quelques centaines de tonnes métriques en 1891, monte à six mille tonnes en 1896, permettant un redressement spectaculaire des finances personnelles du roi. Ce dernier toutefois ne réinvestit pas les profits en établissant des plantations mais continue de contraindre les populations locales à récolter le latex extrait des hévéas dans la jungle à l'état naturel. Selon David Van Reybrouck, au lieu de créer une monnaie locale pour payer les travailleurs, l'administration impose à chaque village des quotas de production qu'il leur faut fournir sous peine de sévices. Dès 1887, Léopold II avait cependant fait frapper des pièces de monnaie au nom de l'État indépendant du Congo (voir illustration ci-dessus).

#### Coût humain

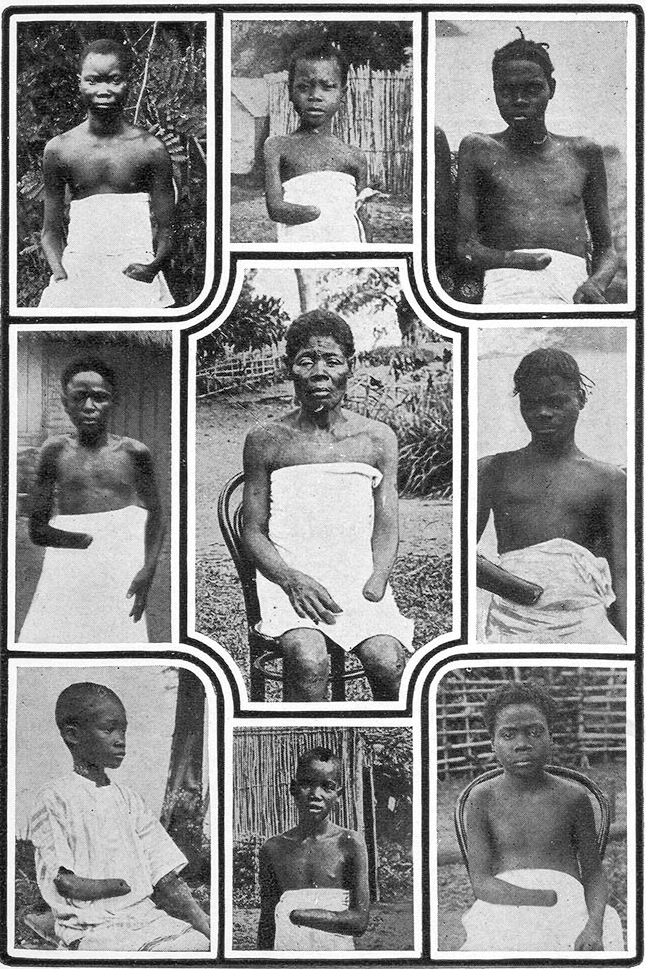
Des Congolais mutilés durant la période de l'État indépendant du Congo.

Pour asseoir son emprise sur son territoire colonial, Léopold II met sur pied une armée, la Force Publique, qui se fait connaître pour sa cruauté, ses pillages et son « manque de discipline ». Cette force devient un instrument pour terroriser la population civile. Les mouvements de résistance sont également brutalement écrasés par cette milice. Le marché d'esclaves et le commerce de l'ivoire sont quant à eux établis avec des exploitants locaux.
Des historiens comme David Van Reybrouck et Adam Hochschild rappellent que l'amputation des mains avait pour origine l'obligation pour les soldats congolais de justifier l'utilisation de leurs cartouches auprès de la hiérarchie blanche afin d'éviter qu'ils utilisent leurs fusils pour la chasse. Ces soldats avaient dès lors pris l'habitude d'amputer la main de leurs victimes pour ne pas utiliser de munitions. Outre que ces faits démontrent l'existence d'une violence importante régnant au Congo, des témoignages rapportent que des amputations ont pu s'être produites sur des personnes vivantes,.
Selon les estimations, durant les 23 ans de l'État indépendant du Congo, il y aurait eu un déclin de la population de 2 à 10 millions de personnes,,,,. Adam Hochschild attribue la chute spectaculaire de la population de l'État indépendant du Congo à une combinaison de facteurs : meurtre, famine, épuisement, maladie et un taux de natalité en chute libre.
Ces chiffres sont toutefois contestés par l'historien Jean-Luc Vellut pour qui « il est difficile d'avancer un quelconque pourcentage car les seuls chiffres de population qui sont disponibles sont ceux de groupes restreints d'Européens. Il n'existe donc aucun fondement scientifique ». De même, l'historien David Van Reybrouck rejette comme « absurde » l'emploi du terme « génocide », car celui-ci implique l'annihilation consciente et planifiée d'une population, alors que nous avons ici le résultat d'une « politique d'exploitation effrénée et d'une recherche pathologique de profit ». Ce jugement est partagé par Barbara Emerson, historienne britannique et biographe du roi, qui estime insuffisamment fondées les accusations de Hochschild. Les démographes Étienne van de Walle, Aline Désesquelles et Jacques Houdaille sont également réservés et considèrent qu'il n'est pas possible de chiffrer les effets démographiques de cette politique, ni d'en attribuer clairement les responsabilités.

#### Critique internationale
Des témoignages établissant l'exploitation et les mauvais traitements dont est victime la population indigène — particulièrement les cas de mutilation —, commencent à filtrer dans la presse à partir de 1900. Le journaliste et écrivain Edmund Dene Morel, qui travaillait alors pour une compagnie maritime, essaie d'alerter l'opinion sur le fait que les bateaux quittaient le port d'Anvers avec des cargaisons d'armes et revenaient chargés de caoutchouc. Les exactions et exécutions sont également dénoncées par les diplomates britanniques Edward Bannister, William Pickersgill, le missionnaire suédois E.V Sjöblom et surtout Roger Casement, consul britannique à Boma, qui remet à son ministre un rapport dévastateur en 1904, produisant des réactions scandalisées au Parlement britannique. Ces témoignages suscitent un mouvement d'indignation dans l'opinion publique mondiale, alimenté notamment par Conan Doyle, Joseph Conrad et Mark Twain, mais aussi par des socialistes belges comme Emile Vandervelde.

#### La Commission d'enquête (1904-1905)
La pression internationale provoqua la mise en place, en 1904, de la Commission d'enquête sur les exactions commises dans l'État indépendant du Congo. Celle-ci est composée par Edmond Janssens, avocat général à la Cour de Cassation de Bruxelles et président de la commission, l'Italien Giacomo Nisco, président de la Cour d'appel à Boma, et le juriste suisse Edmond de Schumacher. Les trois commissaires enquêteurs avaient un lien avec Léopold II ou l’État indépendant du Congo.
La commission se rend à Matadi, dans la province du Bas-Congo, puis jusqu'à Stanleyville (actuellement Kisangani), au centre du Congo : « Après quatre mois d'investigations sur place et l'audition de centaines de témoins, dont cinq des Congolais mutilés mentionnés dans le rapport Casement, le rapport de la commission confirme la surexploitation, souvent forcée, de la main-d’œuvre indigène (souvent victimes de coercition) qui a eu pour résultat le vidage forcé des villages de leur population mâle qui, en temps normal, approvisionne les familles en produits de la chasse, de la pêche et de la cueillette, les femmes étant généralement affectées, comme dans la plupart des communautés bantoues, à la petite agriculture traditionnelle de subsistance (igname, manioc là où sa culture existe, gousses d'espèces sauvages). Le fait que les agents européens (plus d'une dizaine de nationalités) œuvrant pour l'EIC (donc pour Léopold II) soient livrés à eux-mêmes, car insuffisamment encadrés et surveillés, n'a pu conduire qu'à des abus. La commission tombe donc “à bras raccourcis” sur les sociétés concessionnaires, désignées comme les principaux coupables. » Le recours à des expéditions militaires est mentionné notamment comme étant à l'origine des massacres mais, selon les rédacteurs du rapport, ces campagnes militaires étaient destinées à combattre l'esclavagisme, l'éradication de celui-ci étant un des buts proclamés par la conférence de Berlin pour l'attribution du Congo à Léopold II. Certains auteurs du rapport estiment que les mutilations résultaient « d'une pratique guerrière indigène mais qui a été tolérée ou qui n'a pas été réprimée par des responsables européens. ».
Les conclusions de ce rapport ne sont pas partagées par les historiens contemporains : la genèse de cette violence structurelle était à rechercher dans les stratégies des hautes sphères de l’État, mais le rapport était pourtant crucial dans le processus de reprise du Congo par la Belgique. La raison en était que ce rapport garantissait que « l’État léopoldien apparaît aux cercles de l’élite belge non comme un État modèle ou civilisateur mais comme celui de la chicotte et des massacres ».

#### L'annexion du Congo par la Belgique (1908)
À la suite des travaux de la Commission Janssens et des pressions internationales, le roi — dont l'intention avait toujours été de léguer le Congo à la Belgique, — est contraint de le faire non sous la forme d'un legs survenant après sa mort, mais par une annexion votée au Parlement en 1908. Selon une estimation de l'historien Jules Marchal en 1997, Léopold II retire personnellement de l'exploitation de la colonie l'équivalent de 6 milliards de francs français.
L'EIC prend dès lors le nom de Congo belge, mais ce n'est qu'à la fin des années 1920 que ses frontières définitives sont fixées, notamment par les accords de Bruxelles du 19 mars 1927, complétés par trois protocoles signés respectivement en 1929, 1930 et 1934.
Après 52 ans d'administration belge, la colonie deviendra indépendante le 30 juin 1960 sous le nom de république démocratique du Congo. Avec l'arrivée au pouvoir de Mobutu Sese Seko en 1965, beaucoup de symboles de la colonisation belge seront éliminés dans le cadre d'une politique de « retour à l'authenticité » : la capitale Léopoldville est renommée Kinshasa en juin 1966 et la statue de Léopold II est déboulonnée et entreposée dans ce qui devait être un parc historique.

### LéopoldIIjugé par ses contemporains

#### Membres du Gotha, hommes politiques et écrivains
L'avocat et politicien belge Alphonse Vandenpeereboom écrit en 1866 : « Peu à peu le Roi se révèle et se dessine, ses intentions sont excellentes, j'en suis convaincu ; il a du talent, du tact, du jugement ; il a beaucoup vu, il sait beaucoup de choses, mais c'est, je pense, un malin ; il est retors, rusé, je n'ose pas dire fourbe ; il dissimule sa pensée, plaide le faux pour soustraire ses pensées intimes à son contradicteur. »

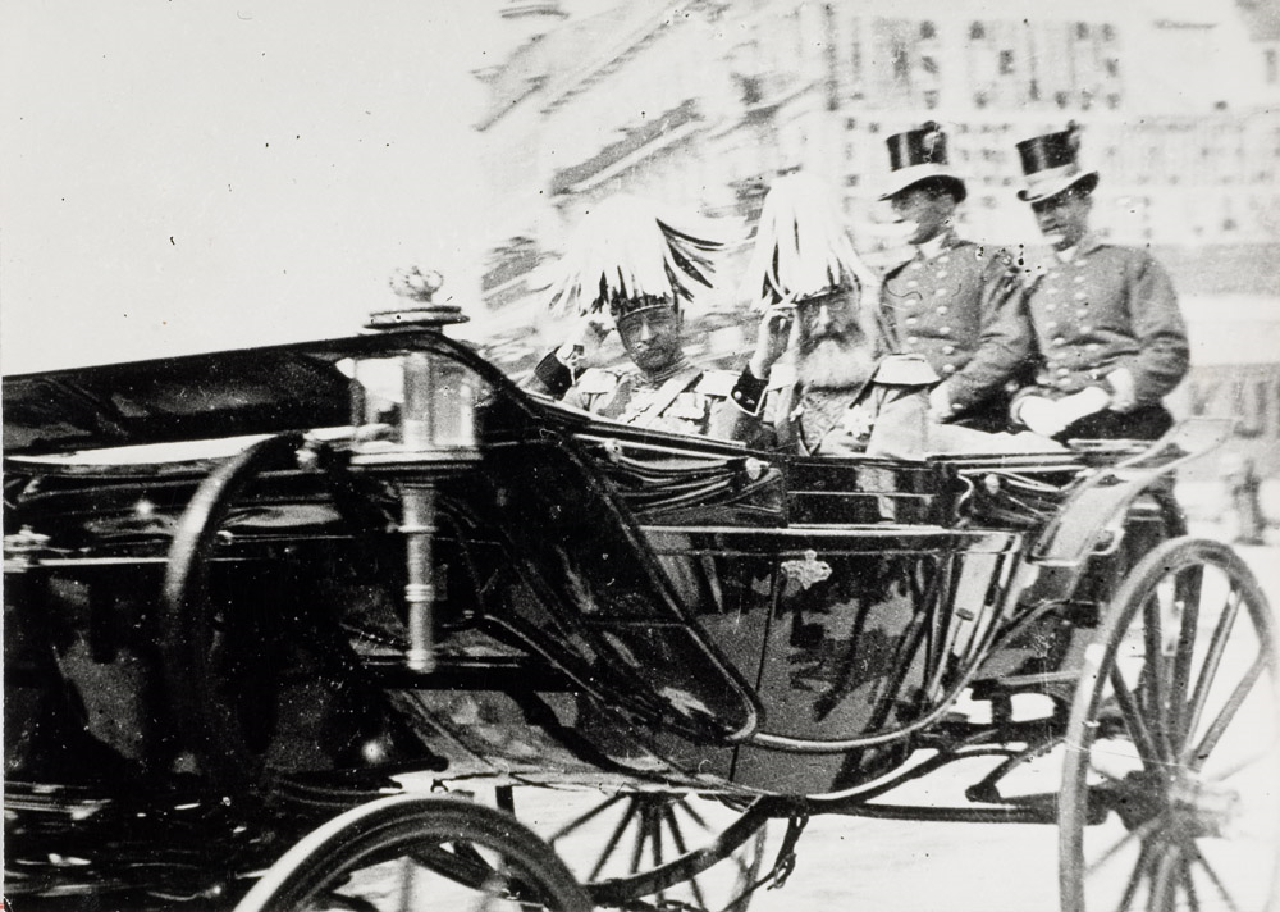
Léopold II et l'empereur allemand Guillaume II (empereur allemand).

Selon Guillaume II, 1878 : « Le roi Léopold était incontestablement une personnalité remarquable et imposante qu'on n'oubliait pas facilement [...] il m'a fait l'impression d'être un homme franchement cynique et dédaigneux. »
Rodolphe, archiduc héritier d'Autriche-Hongrie, gendre de Léopold II écrit, en 1880, au sujet de son futur beau-père : 

« Je suis en excellents termes avec le roi. Nous discutons beaucoup ensemble. C'est un des hommes les plus avisés, les plus intelligents et les plus adroits que j'aie jamais vus, ainsi qu'un remarquable orateur. Il y a beaucoup à apprendre à son contact. »

Pour Mark Twain, en 1905, il est « le roi avec 10 millions de morts sur la conscience. »

En 1907, Octave Mirbeau évoque la personnalité du roi dans La 628-E8 : 

« De son trône, il a fait une sorte de comptoir commercial, de bureau d'affaires, comme il n'en existe nulle part de mieux organisé, et où il brasse de tout, où il vend de tout, même du scandale. Dans un autre temps, cet homme-là eût été un véritable fléau d'humanité, car son cœur est absolument inaccessible à tout sentiment de justice et de bonté. Sous des dehors polis, aimables, spirituels, élégamment sceptiques, familiers même, il cache une âme d'une férocité totale, qu'aucune douleur ne peut attendrir ... »

Le même auteur fait un réquisitoire accablant sur l'exploitation du caoutchouc : 

« Au Congo, c'est la pire des exploitations humaines. On a commencé par inciser les arbres, comme en Amérique et en Asie, et puis, à mesure que les marchands d'Europe et l'industrie aggravaient leurs exigences, et qu'il fallait plus de revenus aux compagnies qui font la fortune du roi Léopold, on a fini par arracher les arbres et les lianes. Jamais les villages ne fournissent assez de la précieuse matière. On fouaille les nègres qu'on s'impatiente de regarder travailler si mollement. Les dos se zèbrent de tatouages sanglants. Ce sont des fainéants, ou bien, ils cachent leurs trésors. Des expéditions s'organisent qui vont partout, razziant, levant des tributs. On prend des otages, des femmes,
parmi les plus jeunes, des enfants [...] On pèse le caoutchouc devant les nègres assemblés. Un officier consulte un calepin. Il suffit d'un désaccord
entre deux chiffres, pour que le sang jaillisse et qu'une douzaine de têtes aillent rouler entre les cases. »

Arthur Conan Doyle, 1909 : « Beaucoup d'entre nous en Angleterre considèrent le crime qui a été commis sur les terres congolaises par le roi Léopold de Belgique et ses partisans comme le plus grand crime jamais répertorié dans les annales de l'humanité. Je suis personnellement tout à fait de cette opinion. »

En 1911, le géographe et critique belge Alphonse-Jules Wauters juge sévèrement la gestion de Léopold II : 

#### Presse belge

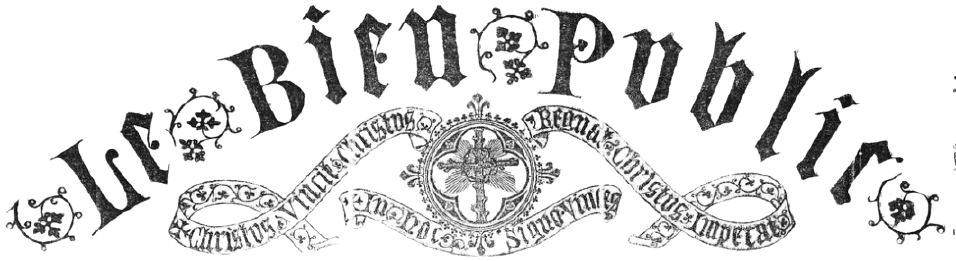
Le Bien Public, quotidien ultramontain, souvent défavorable au roi.

Léopold II prétend, tout au long de son règne, ne pas se soucier de sa popularité, mais dès son accession au pouvoir en 1865, il « mesure pleinement la place primordiale de la communication comme outil essentiel de l'action royale. Son souci de mettre en scène les faits saillants de son long règne est constant. » Le roi envisage même d'acheter des journaux acquis à sa cause. À l'instar de ses homologues européens couronnés, le roi lit la presse nationale et étrangère. Il peut compter sur le soutien infaillible de L'Indépendance belge, de L'Étoile belge et du Journal de Bruxelles. Cependant, des journaux plus indépendants, tels l'ultramontain Le Bien Public ou le socialiste Le Peuple s'expriment également sous son règne et critiquent l'action royale. D'une part, la presse royaliste enjolive les visites royales en province ou rend compte in extenso du discours prononcé par le premier président de la cour d'appel du nouveau palais de justice de Bruxelles inauguré en octobre 1883, soulignant la continuité dynastique et l'« intelligence supérieure des deux premiers souverains belges. » D'autre part, Le Peuple montre une hostilité constante envers Léopold II, dont il critique le rôle lucratif de souverain constitutionnel, la charité paternaliste, ou les infidélités conjugales.

## Descendance
La reine Marie-Henriette donne au roi Léopold II quatre enfants :

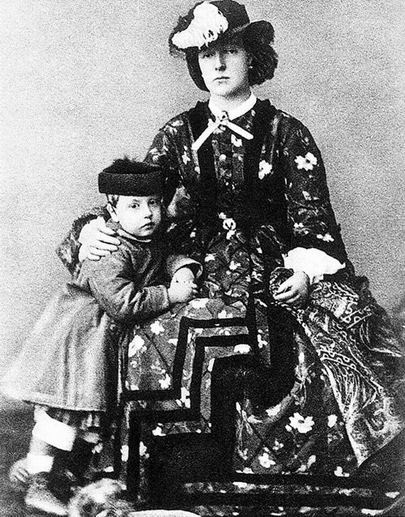
Marie-Henriette et son fils Léopold en 1864.

- Louise Marie Amélie, princesse de Belgique, duchesse de Saxe, princesse de Saxe-Cobourg-Gotha, est née à Bruxelles le 18 février 1858[H 3] et morte à Wiesbaden le 1er mars 1924[H 3]. Elle épouse à Bruxelles le 4 février 1875[H 3] le prince Philippe de Saxe-Cobourg-Kohary (1844 - 1921), dont elle a deux enfants : Léopold (1878-1916) et Dorothée (1881-1967). Elle en divorce en 1906.

- Léopold Ferdinand Élie Victor Albert Marie, prince de Belgique, duc de Saxe, prince de Saxe-Cobourg-Gotha, comte de Hainaut (en tant que fils aîné de l'héritier), puis duc de Brabant (comme héritier), est né le 12 juin 1859[H 3] et meurt le 22 janvier 1869[H 3]. Sa mort prématurée à l'âge de neuf ans constitue un chagrin énorme pour son père, qui perd son héritier dynastique immédiat.

- Stéphanie Clotilde Louise Herminie Marie Charlotte, princesse de Belgique, duchesse de Saxe, princesse de Saxe-Cobourg-Gotha, archiduchesse d'Autriche, princesse royale de Hongrie et de Bohême, est née à Laeken le 21 mai 1864[H 3]. Elle épouse à Vienne, le 10 mai 1881, l'archiduc Rodolphe d'Autriche, héritier du trône de l'empire d'Autriche-Hongrie, mort en d'étranges circonstances à Mayerling en compagnie de sa maîtresse Marie Vetsera, le 30 janvier 1889. Elle a une fille de ce mariage, Élisabeth-Marie, dite Erzsi (1883-1963). Puis elle épouse, contre l'avis de sa famille, le comte Elemér Lónyay de Nagylónya et Vásárosnamény (1863-1946), dont elle n'aura pas d'enfants. Elle meurt à l'abbaye territoriale de Pannonhalma en Hongrie (où elle est inhumée) le 23 août 1945[H 3].

- Clémentine Albertine Marie Léopoldine, princesse de Belgique, duchesse de Saxe, princesse de Saxe-Cobourg-Gotha, est née à Laeken le 30 juillet 1872[H 4] et morte à Nice le 8 mars 1955[H 4]. Elle épouse au château de Moncalieri le 14 novembre 1910 Napoléon-Victor Bonaparte (1862-1926), dont elle a deux enfants : Marie-Clotilde (1912-1996) et Louis Napoléon (1914-1997).

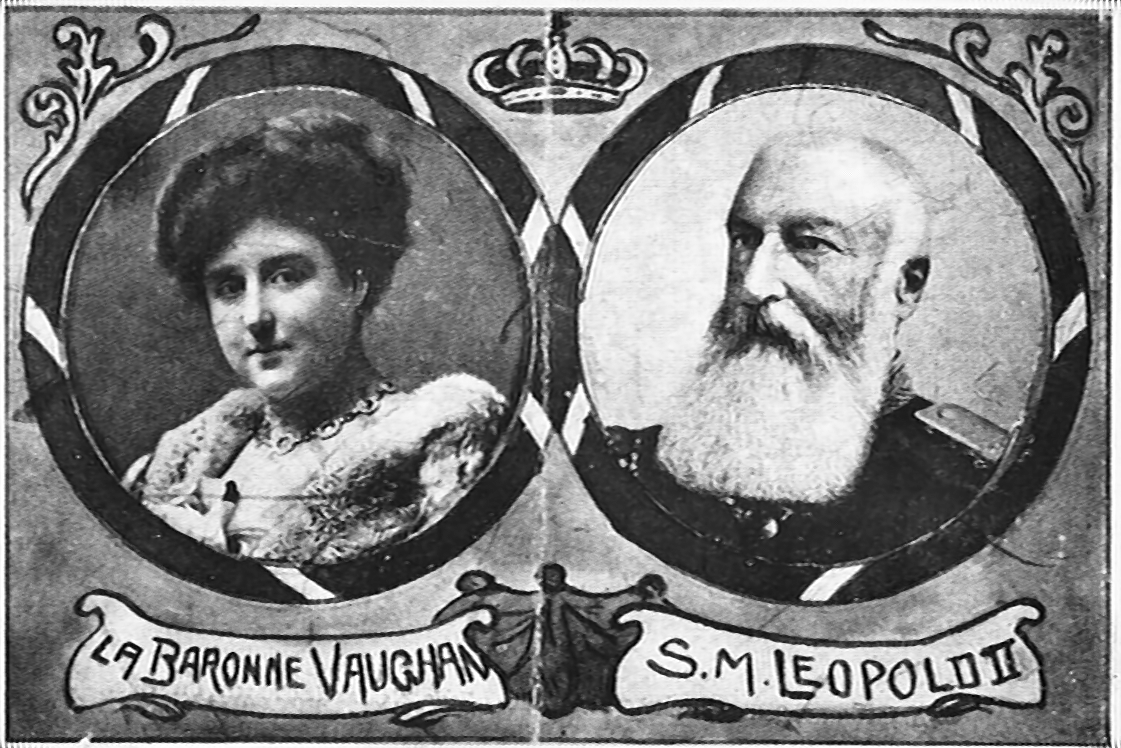
La baronne de Vaughan et le roi (1909).

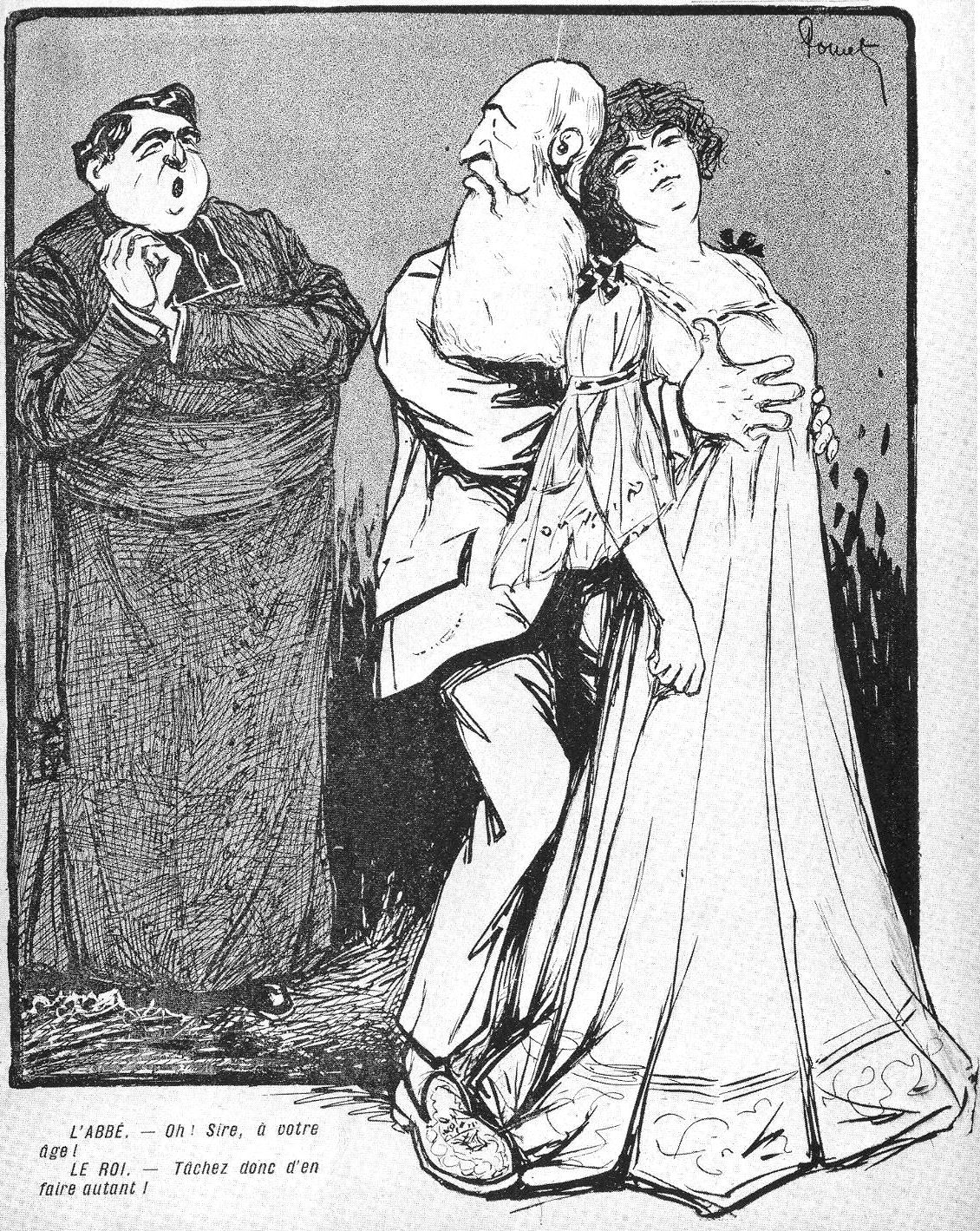
« L'ABBÉ. — Oh ! Sire, à votre âge !
LE ROI. — Tâchez donc d'en faire autant ! »

À partir de 1895, la reine Marie-Henriette demeure à Spa, où elle meurt le 19 septembre 1902. Les souverains sont donc pratiquement séparés. En 1899, Léopold II rencontre Blanche Delacroix, née à Bucarest le 13 mai 1883. Le roi, alors sexagénaire, s'éprend de l'adolescente qu'il titre ensuite baronne de Vaughan. Cette dernière entretient une liaison parallèle avec son amant de toujours, Antoine Durrieux. De la relation entre la baronne de Vaughan et le roi seraient nés deux fils — la paternité du roi Léopold II n'est pas établie —, avant leur mariage secret, le 14 décembre 1909, contracté quelques jours seulement avant la mort de Léopold II : Lucien Philippe Marie Antoine (1906-1984), sans descendance, et Philippe Henri Marie François (1907-1914).
La baronne de Vaughan se remarie en 1910 avec son amant Antoine Durrieux, lequel reconnaît et adopte les enfants naturels de son épouse. Ce mariage est dissous par divorce en 1913. La baronne de Vaughan meurt le 12 février 1948 à Cambo-les-Bains, dans le sud de la France.

## Honneurs et critiques

### Titulature complète
- 1835-1865 : Son Altesse Royale le prince héritier de Belgique, duc de Brabant (1840), prince de Saxe-Cobourg et Gotha, duc de Saxe ;
- 1865-1909 : Sa Majesté le roi des Belges, prince de Belgique[N 10], prince de Saxe-Cobourg et Gotha, duc de Saxe, souverain de l'État indépendant du Congo (1885-1908).

### Décorations

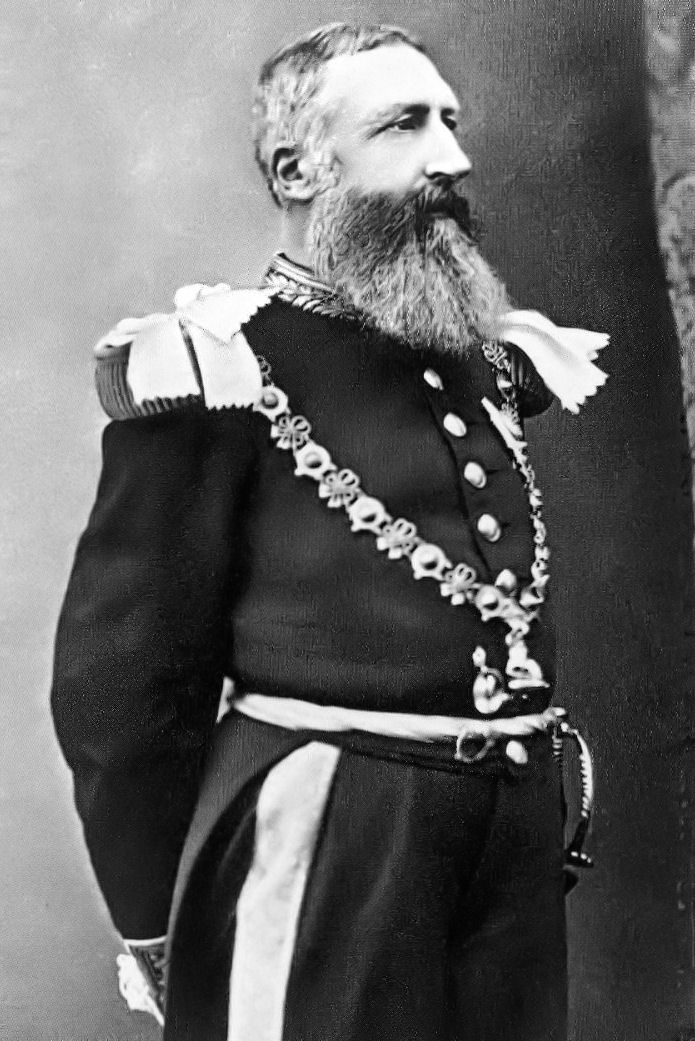
Léopold II en tenue de chevalier de la Jarretière, vers 1891.

Grand maître de :
- l’ordre de Léopold (17 décembre 1865).

Fondateur de :
- l'ordre de l'Étoile africaine (30 décembre 1888).
- l'ordre royal du Lion (9 avril 1891).
- l'ordre de la Couronne (15 octobre 1897).
- l'ordre de Léopold II (24 août 1900).

Décoré de :
- Grand-croix de l'ordre d'Albert l'Ours (Anhalt) (1874).
- 975e chevalier de l'ordre de la Toison d'or (empire d'Autriche) (10 août 1853).
- Grand-croix de l'ordre de Saint-Étienne (empire d'Autriche) (1853).
- Grand-croix de l'ordre impérial de Léopold (empire d'Autriche).
- Grand-croix de l'ordre de la couronne de fer (empire d'Autriche).
- Grand-croix de l'ordre de François-Joseph (empire d'Autriche).
- Chevalier de l'ordre de la Fidélité (grand-duché de Bade, 1862).
- Grand-croix de l'ordre du Lion de Zaeringen (grand-duché de Bade) (1862).
- Chevalier de l'ordre de Saint-Hubert (royaume de Bavière 15 mars 1853).
- Croix militaire de première classe (Belgique).
- Grand-croix de l'ordre de la Croix du Sud (empire du Brésil) (19 avril 1866).
- Chevalier de l'ordre impérial de Pierre Ier (empire du Brésil) (2 octobre 1872).
- 1re classe 1er degré de l'ordre du Double Dragon (Chine impériale) (21 avril 1899).
- Grand-croix de l'ordre de la Règle d'Or (Corée) (8 mai 1902)[75].
- Chevalier de l'ordre de l'Éléphant (Danemark) (9 janvier 1866).
- Grand-croix de l'ordre de Saint-Ferdinand et du Mérite (royaume des Deux-Siciles) (1855).
- Grand-croix de l'ordre royal et distingué de Charles III d'Espagne (6 avril 1863).
- Grand-croix de l'ordre du Sceau de Salomon (Empire éthiopien) (29 mai 1907).
- Grand-croix de la Légion d'honneur de France (12 février 1854).
- Grand-croix de l'ordre du Sauveur (royaume de Grèce).
- Chevalier de l'ordre de Saint-Georges (royaume de Hanovre) (1858).
- Grand-croix de l'ordre royal des Guelfes (royaume de Hanovre) (1858).
- Grand-croix de l'ordre royal de Kamehameha Ier (royaume d'Hawaï) (10 mars 1881).
- Grand-croix de l'ordre de Louis Ier de Hesse (grand-duché de Hesse) (14 octobre 1859).
- Grand-croix de l'ordre du Lion d'or (électorat de Hesse) (29 janvier 1866).
- Grand commandeur de l'ordre de Hohenzollern (maison de Hohenzollern-Sigmaringen) (4 mai 1867)).
- grand-cordon de l'ordre du Chrysanthème du empire du Japon (1877).
- Grand cordon de l'ordre de la Rédemption africaine du Liberia (1879).
- Bailli grand-croix d'honneur et de dévotion de l'ordre souverain de Malte.
- Grand-croix de l'ordre du Griffon (grand-duché de Mecklembourg-Schwerin).
- Grand-croix de l'ordre de la Couronne de Wende (grand-duché de Mecklembourg-Strelitz).
- Grand-croix de l'ordre de l'Aigle mexicain (Second Empire mexicain) (1865).
- Grand-croix de l'ordre de Saint-Charles (Monaco).
- Grand-croix de l’ordre de Saint-Olaf (Norvège) (13 juillet 1897).
- Grand-croix de l'ordre du Mérite du duc Pierre-Frédéric-Louis (grand-duché d'Oldenbourg) (1er août 1856).
- Grand-croix de l'ordre du Lion néerlandais (Pays-Bas).
- 1re classe de l'ordre de Nishan-e Aqdas (Empire perse) (1873).
- grand-cordon de l'ordre du Lion et du Soleil (Empire perse) (août 1900).
- Grand-croix de l'ordre de la Tour et de l'Épée (royaume de Portugal) (6 septembre 1853).
- Grand-croix de l'ordre du Christ (royaume de Portugal) (8 janvier 1866).
- Grand-croix de l'ordre de Saint-Benoit d'Aviz (royaume de Portugal) (24 août 1866).
- Grand-croix de l'ordre de Santiago (royaume de Portugal) (24 août 1866).
- Chevalier de l'ordre de l'Aigle noir (royaume de Prusse) (6 mai 1853, avec collier en 1867).
- Chevalier de 1re classe de l'ordre de l'Aigle rouge (royaume de Prusse) (1853).
- Grand-croix de l'ordre de l'Étoile de Roumanie (royaume de Roumanie).
- Grand-croix de l'ordre de Carol Ier avec collier (royaume de Roumanie) (1906).
- Chevalier de l'ordre de la Jarretière (Royaume-Uni (23 février 1866).
- Médaille du jubilé d'or de Victoria, Royaume-Uni (1887).
- Chevalier de l'ordre de Saint-André (Empire russe).
- Chevalier de l'ordre de Saint-Alexandre Nevski (Empire russe).
- Chevalier de l'ordre de l'Aigle blanc (Empire russe).
- Chevalier 1re classe de l'ordre de Sainte-Anne (Empire russe).
- Grand-croix de l'ordre équestre de Saint-Marin (mars 1860).
- Chevalier de l'ordre suprême de la Très Sainte Annonciade (Sardaigne) (14 juillet 1855).
- Grand-croix l'ordre des Saints-Maurice-et-Lazare (Sardaigne) (1855).
- Grand-croix de l'ordre de la Couronne de Rue (royaume de Saxe) (1844).
- Grand-croix de l'ordre de la Maison ernestine de Saxe (duché de Saxe-Cobourg et Gotha) (1853).
- Grand-croix de l'ordre du Faucon blanc (duché de Saxe-Weimar) (20 septembre 1854).
- Grand-croix de l'ordre de la Croix de Takovo (principauté de Serbie) (mai 1881).
- Grand-croix de l'ordre de l'Aigle blanc (Serbie) (royaume de Serbie) (27 avril 1883).
- Grand-croix de l’ordre de l'Éléphant blanc (Siam) (1869).
- Chevalier de l’ordre de l'ordre de la Dynastie Chakri (Siam) (9 septembre 1897).
- Chevalier de l'ordre des Séraphins (Suède) (17 mai 1852).
- Écharpe de soie des bouddhistes (Tibet) (20 février 1909).
- Grand-croix de l'ordre de Saint-Joseph (grand-duché de Toscane) (avril 1853).
- décoré 1re classe de l'ordre du Médjidié (Empire ottoman) (avril 1860).
- décoré 1re classe de l'ordre de l'Osmaniye (Empire ottoman) (1862).
- 1re classe de l'ordre du Libérateur (Venezuela).
- Grand-croix de l'ordre de la Couronne de Wurtemberg (royaume de Wurtemberg) (1864).

### Grades et commandements militaires honorifiques à l'étranger
- Colonel propriétaire du 27e régiment d'infanterie autrichien[76].
- Colonel chef du 14e régiment de dragons prussiens de la Marche électorale[76].
- Général de l'armée suédoise[76].
- Léopold II devient amiral honoraire à la suite[Quoi ?] de la Marine de l'Empire allemand le 27 juin 1897 lors d'une rencontre aux régates de Kiel avec Guillaume II[77].

### Toponymes
- Boulevard Léopold II, en Région de Bruxelles-Capitale, de la place Sainctelette (à Molenbeek-Saint-Jean) à la place Eugène Simonis (à Koekelberg).
- Tunnel Léopold II, situé sous le Boulevard du même nom, passant à proximité de la Basilique Nationale du Sacré Cœur.
- Avenue Léopold II, 16e arrondissement de Paris, quartier d'Auteuil, de la rue Jean de La Fontaine à la place Rodin.
- Boulevard du Souverain (Bruxelles, Watermael, Auderghem).
- Avenue Léopold II, quartier Cimiez, Nice.
- Rue Léopold II, à Thuin.
- Jusqu’au renommage de la station, désignait l’arrêt de métro Simonis (Léopold II) à Bruxelles.

### Monuments
On trouve la statue de Léopold II dans l'espace public de plusieurs villes belges, mais aussi en France et en république démocratique du Congo.
- Anvers (section d'Ekeren) : statue en pied de Joseph Ducaju (1873), installée en commémoration de la visite de Léopold II à Ekeren le 11 août 1869. Il s'agit de la première statue du roi érigée en Belgique[78]. Vandalisée en juin 2020[79],[80], puis retirée de l'espace public le 9 juin 2020 pour être transférée au Musée de Sculpture en plein air de Middelheim[81].
- Arlon (carrefour de la Spëtz) : statue en pied intégrée dans un mémorial de Victor Demanet et Arthur Dupagne (1951)[82].
- Bruxelles (place du Trône-boulevard du Régent) : statue équestre de Léopold II de Thomas Vinçotte et François Malfait (1914-1926)[83]. Vandalisée en 2008, en 2013, en 2018[84], en mars et en septembre 2019[85], puis le 6 juin 2020[86].
- Bruxelles-Auderghem (boulevard du Souverain) : buste de Jules Rambo (1930)[87]. Le buste est déboulonné et vandalisé le 11 juin 2020. Le lendemain, il est entreposé afin d'être restauré. Il ne sera remis à sa place qu'à la condition d'une recontextualisation sur le passé colonial belge à définir par les autorités belges[88].
- Bruxelles-Forest (Parc Duden) : buste de Thomas Vinçotte[89], vandalisé en 2017, déboulonné en janvier 2018[90] et mis à l'abri en février 2019[91].
- Bruxelles-Ixelles (Jardin du Roi - avenue Louise) : statue en pied de René Cliquet (1969)[92]. Vandalisé en juin 2020[93].
- Gand : buste en bronze sculpté de Geo Verbanck (1955)[94]. Vandalisé en 2018, 2019 et le 12 juin 2020[95], l'administration communale de la ville de Gand décide de le retirer le 18 juin et de l'entreposer dans l'attente d'un nouvel emplacement[96] qui pourrait être le STAM[97].
- Hal : buste sculpté d'Albert Dupage inclus dans un mémorial créé par l'architecte Guy Lefebvre (1953). Vandalisé à deux reprises en juin 2020[79], puis retiré temporairement de l'espace public afin d'être mis à l'abri le 14 juin suivant[98]. Les autorités communales de Hal ont décidé de remettre le buste de Léopold II dans le parc avec l'inscription : « Hal ne cède pas au vandalisme ». Une décision sur l'avenir du buste sera prise après concertation avec diverses organisations[99].
- Hasselt (Kolonel Dusartplein) : buste de Raf Mailleux) (1958), inclus dans un mémorial. Vandalisé en juin 2020[100].
- Louvain : statue en pied de Frantz Vermeylen et Benoît Van Uytvanck (1903), intégrée dans une niche de la tour sud-est de l'hôtel de ville [101]. La statue a été retirée par un expert en juin 2020 et sera conservée à l'hôtel de ville[102].
- Mons (rue des Fossés) : statue en pied de Raoul Godfroid (1957)[103].
- Namur (place Wiertz, section de Salzinnes) : statue en pied de Victor Demanet (1928)[104]. En juin 2020, estimant qu'il n'y a pas de demande au niveau local pour démonter cette statue, Maxime Prévot, bourgmestre de Namur, précise : « Le maintien d'une statue qui a été réalisée à l'époque ne signifie pas que l'on cautionne la part d'ombre liée à la colonisation […] L'enjeu c'est surtout d'expliquer, de pouvoir remettre dans le contexte et de tirer des enseignements pour le vivre-ensemble d'aujourd'hui[105] ».
- Ostende (Prinses Clementinaplein depuis 1986) : buste de Thomas Vincotte[106].
- Ostende (Zeedijk) : statue équestre d'Alfred Courtens (1931)[106],[N 11]. Vandalisée en 2020[79].
- Rixensart (avenue des Érables) : buste érigé entre 1895 et 1913[107].
- Saint-Trond (Parkstraat) : effigie sculptée dans un bas-relief (1958)[107].
- Tervuren : buste de Tom Frantzen (1997) intégré dans un mémorial[108] dans les jardins du Musée royal de l'Afrique centrale. Vandalisé au début juin 2020[79],[109], le buste est nettoyé le 27 juin suivant par un groupe de citoyens estimant qu'il s'agit « d'une opération citoyenne, apolitique et civique[110] ».

En France, il existe également une statue du souverain à Saint-Jean-Cap-Ferrat, commune entre Nice et Monaco : un buste en bronze de Victor Demanet) (1951) posé sur une stèle de pierre de l'architecte niçois Aaron Messiah ; le monument est composé d'un socle rectangulaire surmonté d'un obélisque tronqué couronné d'un vase carré sur piédestal mouluré. La face est ornée d'une plaque portant une inscription commémorative en lettres majuscules : « À la mémoire du roi des Belges Léopold II ôte du Cap Ferrat. Quelques amis de la Côte d'Azur. 1911 ». Cette plaque est surmontée d'un médaillon ovale en bronze. La signature du sculpteur apparaît en bas à droite du médaillon, celle de l'architecte sur la face nord du monument. L'ensemble est situé au centre d'une jardinière circulaire bordée d'une clôture en fer forgé.
En république démocratique du Congo, il existe dans la banlieue de Kinshasa une réplique exacte de la statue équestre de Léopold II (qui se dresse depuis 1926 place du Trône, au sud-est du palais royal de Bruxelles) et qui fut inaugurée le 1er juillet 1928 par le roi Albert Ier lors de sa première visite en qualité de roi des Belges dans la colonie devant le palais de la Nation, actuel bâtiment de la présidence de la république démocratique du Congo. Le monument a été retiré en 1967 sur ordre du maréchal Mobutu Sese Seko, au plus fort de sa politique du retour à l'authenticité africaine. En février 2005, sous la présidence de Joseph Kabila, la statue réapparaît sur le boulevard du 30-Juin en plein centre-ville à la suite d'une décision du ministre de la Culture Christophe Muzungu, qui déclare à l'époque que cette statue « fait partie de notre patrimoine. J'ai décidé de la réhabiliter, comme je le ferai pour d'autres ». Mais la statue est déboulonnée à nouveau au bout de 24 heures.
La statue se dresse maintenant à côté de celles de son successeur, Albert Ier et du fondateur de Léopoldville (actuelle Kinshasa), l'explorateur britannique Henry Stanley, dans le parc présidentiel du Mont-Ngaliema, un parc avec vue sur le fleuve Congo, réhabilité en 2010 avec l'aide de la Mission des Nations unies au Congo (Monusco), ouvert au public sous la garde de militaires.

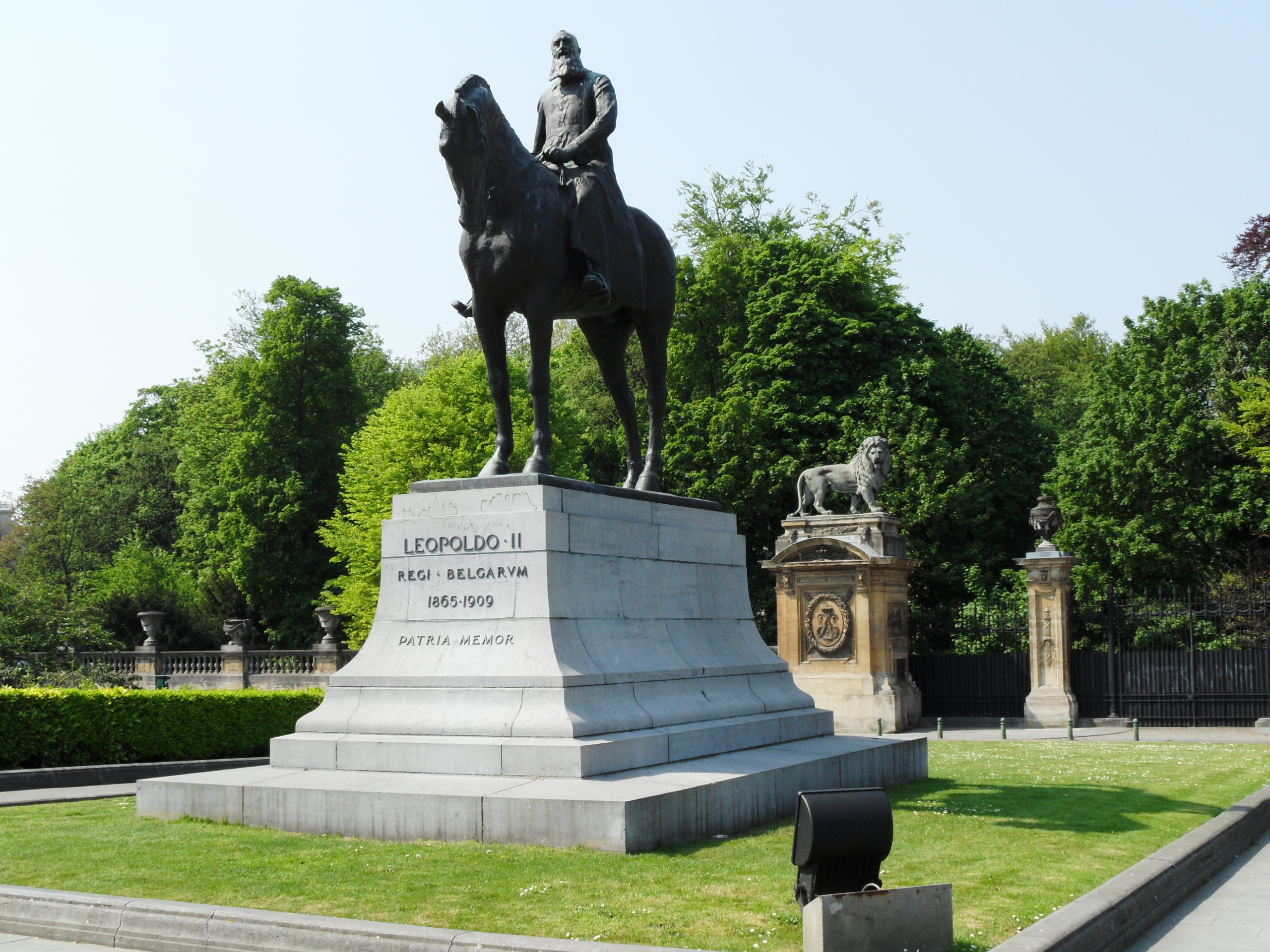
Statue équestre, place du Trône (boulevard du Régent) à Bruxelles.
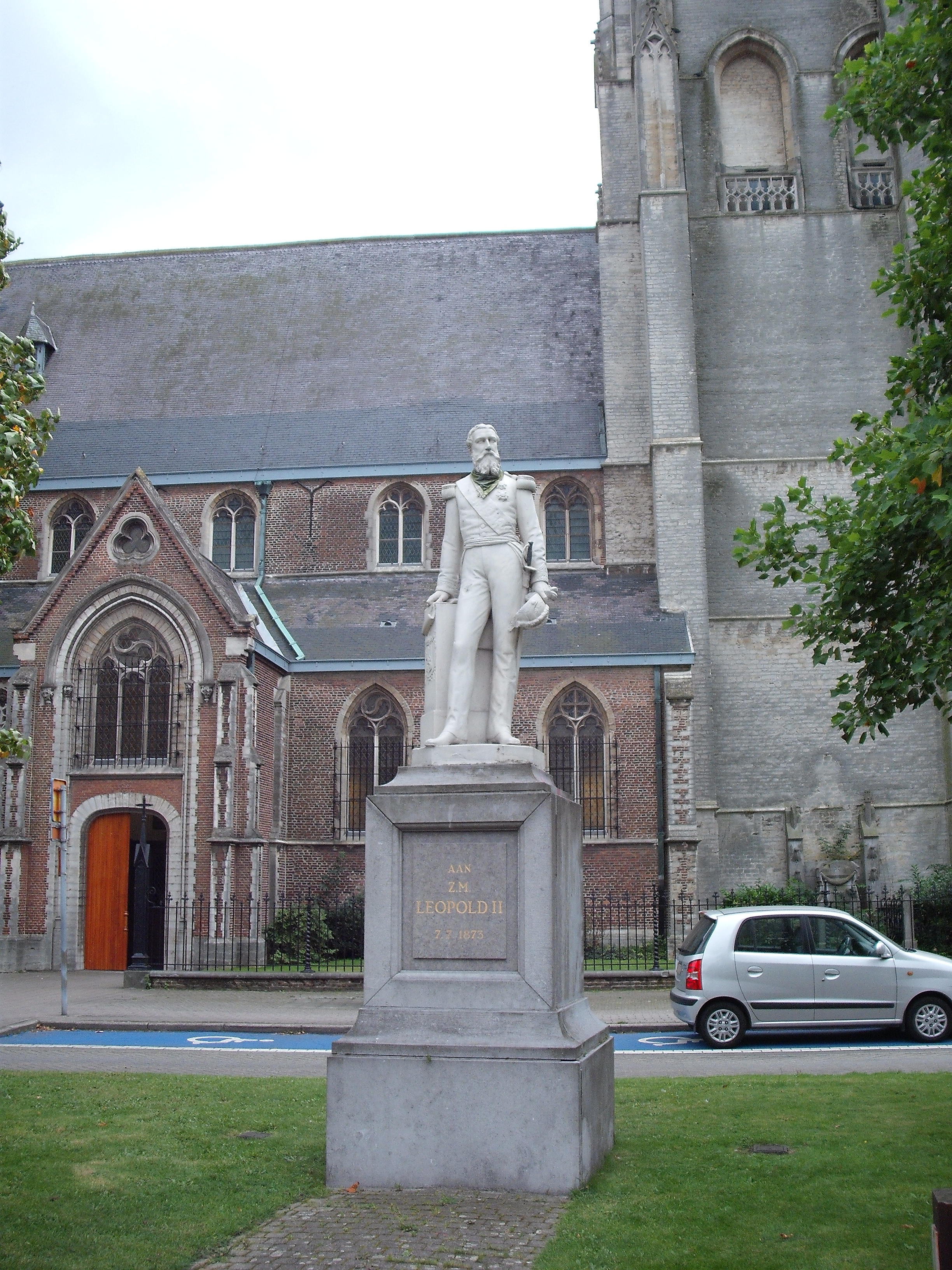
Léopold II à Ekeren (province d'Anvers).
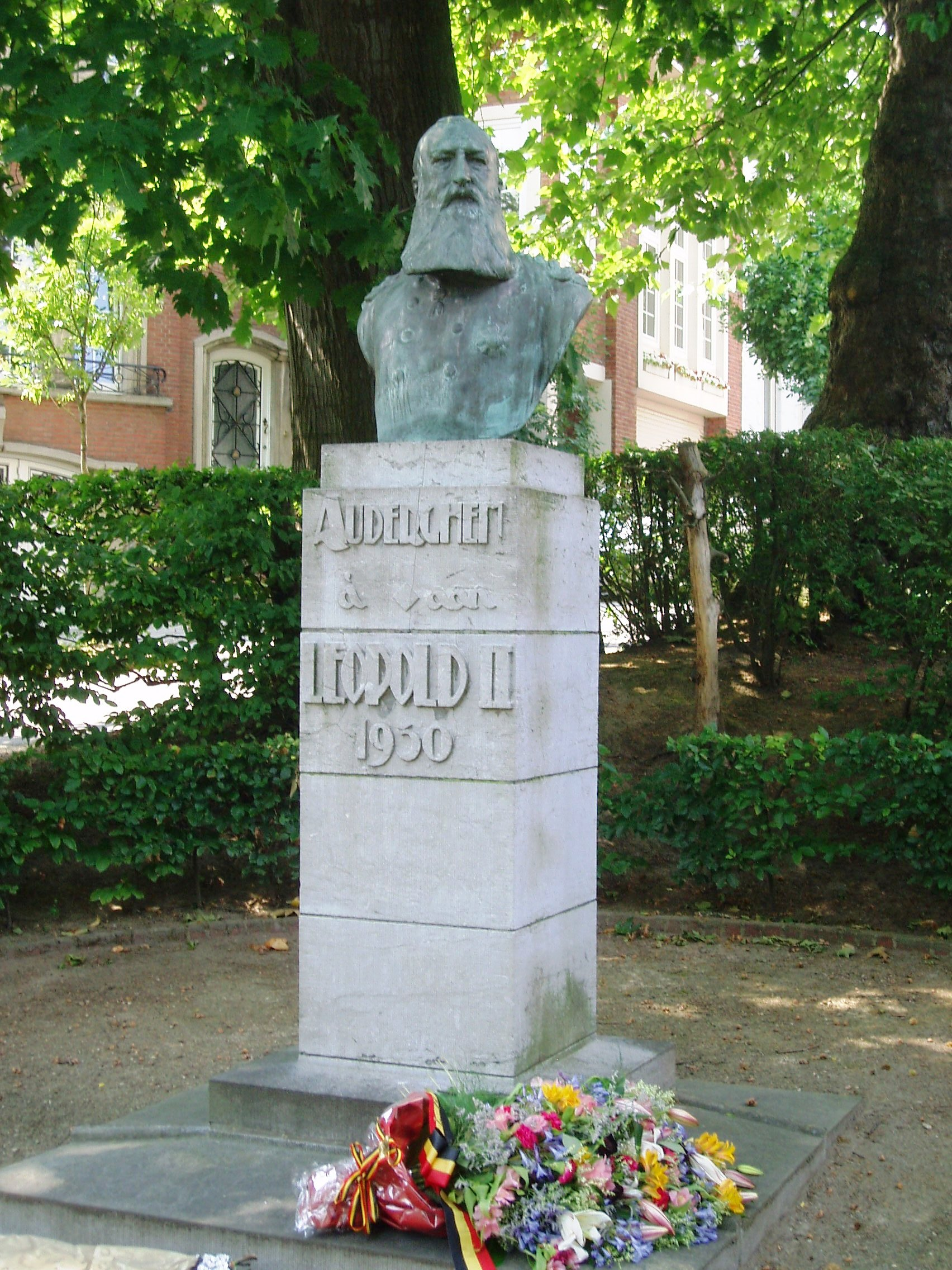
Buste au boulevard du Souverain, Auderghem (Bruxelles).
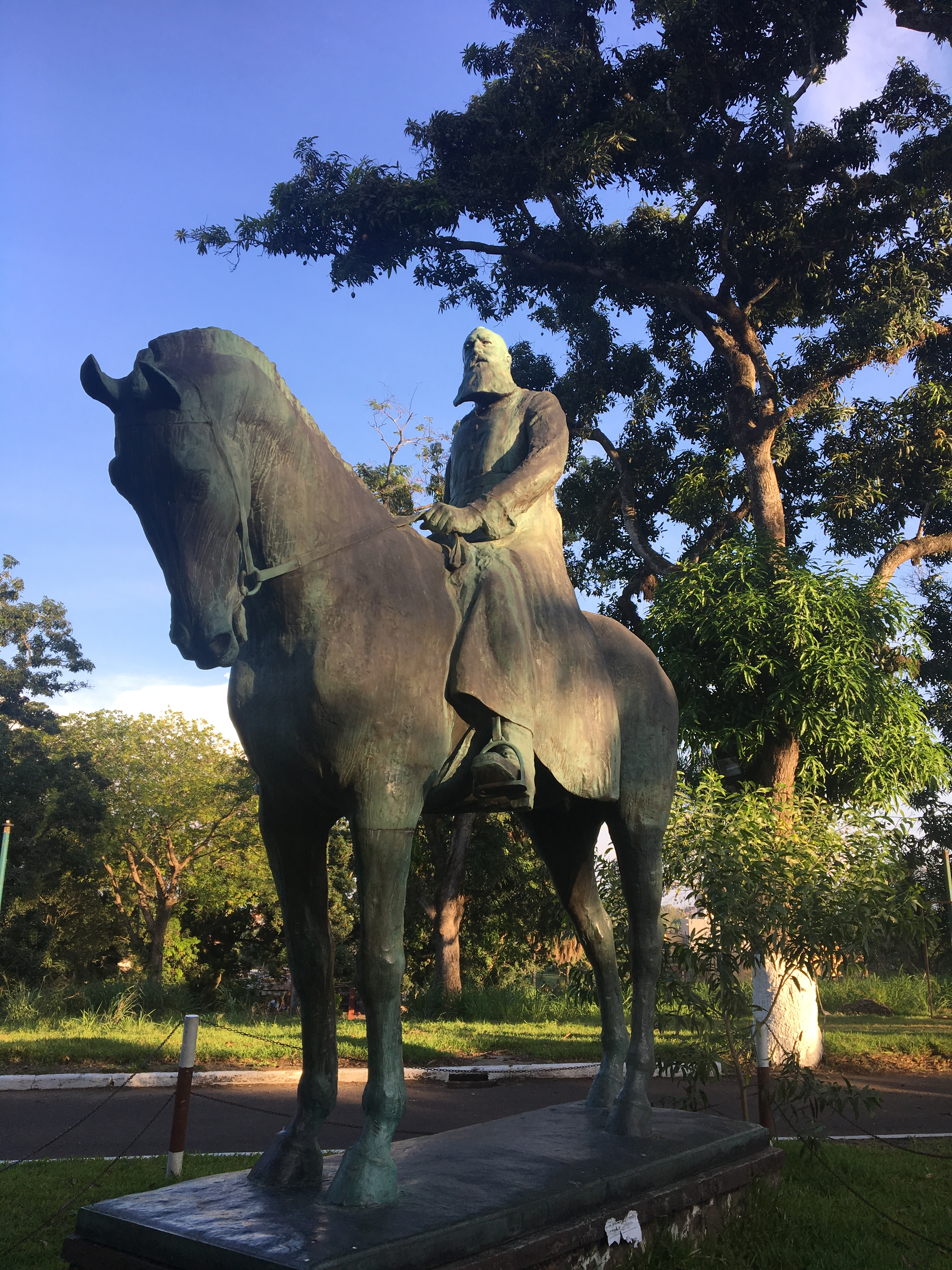
Statue de Léopold II à Kinshasa.
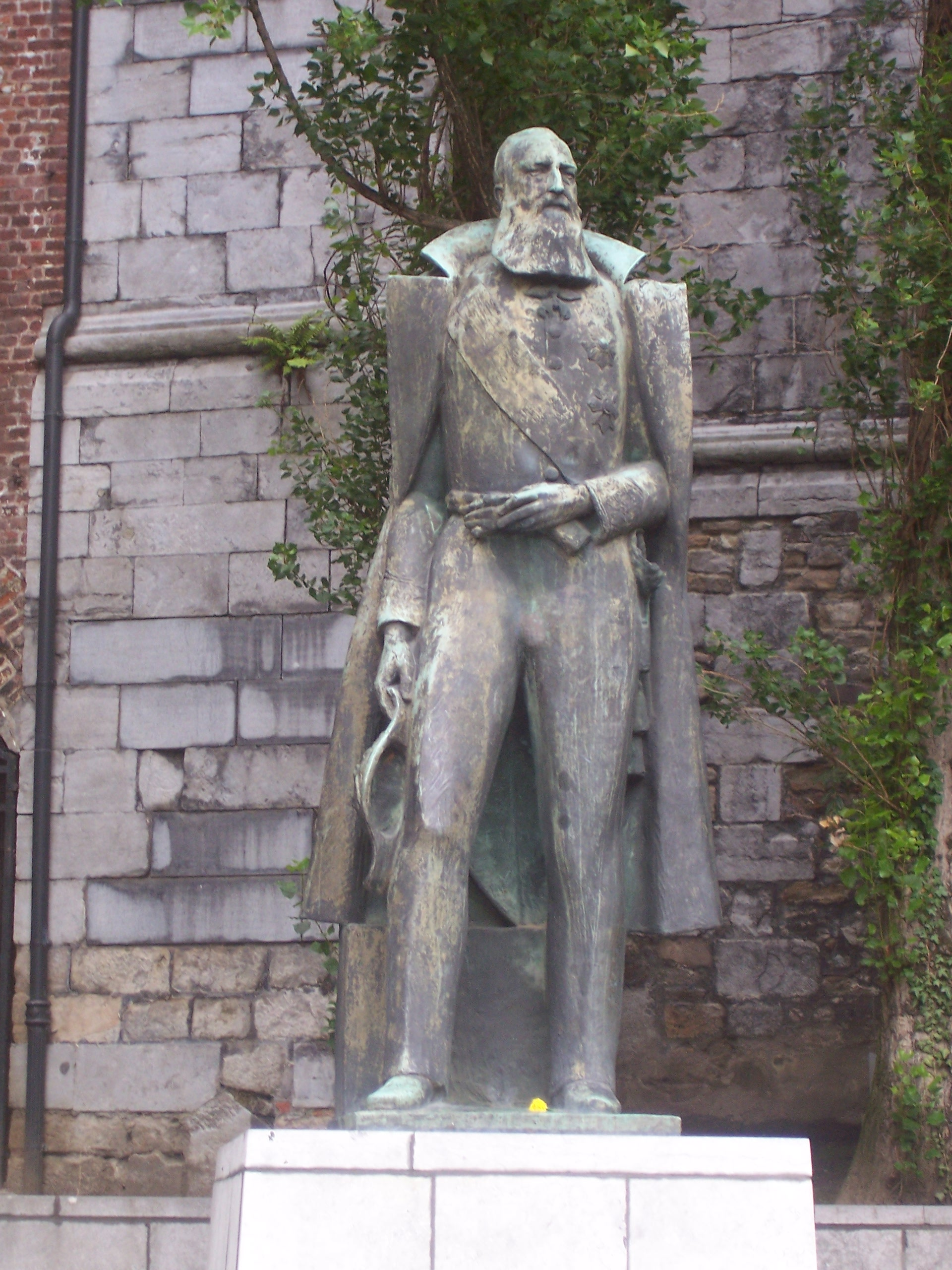
Statue de Léopold II à Mons.
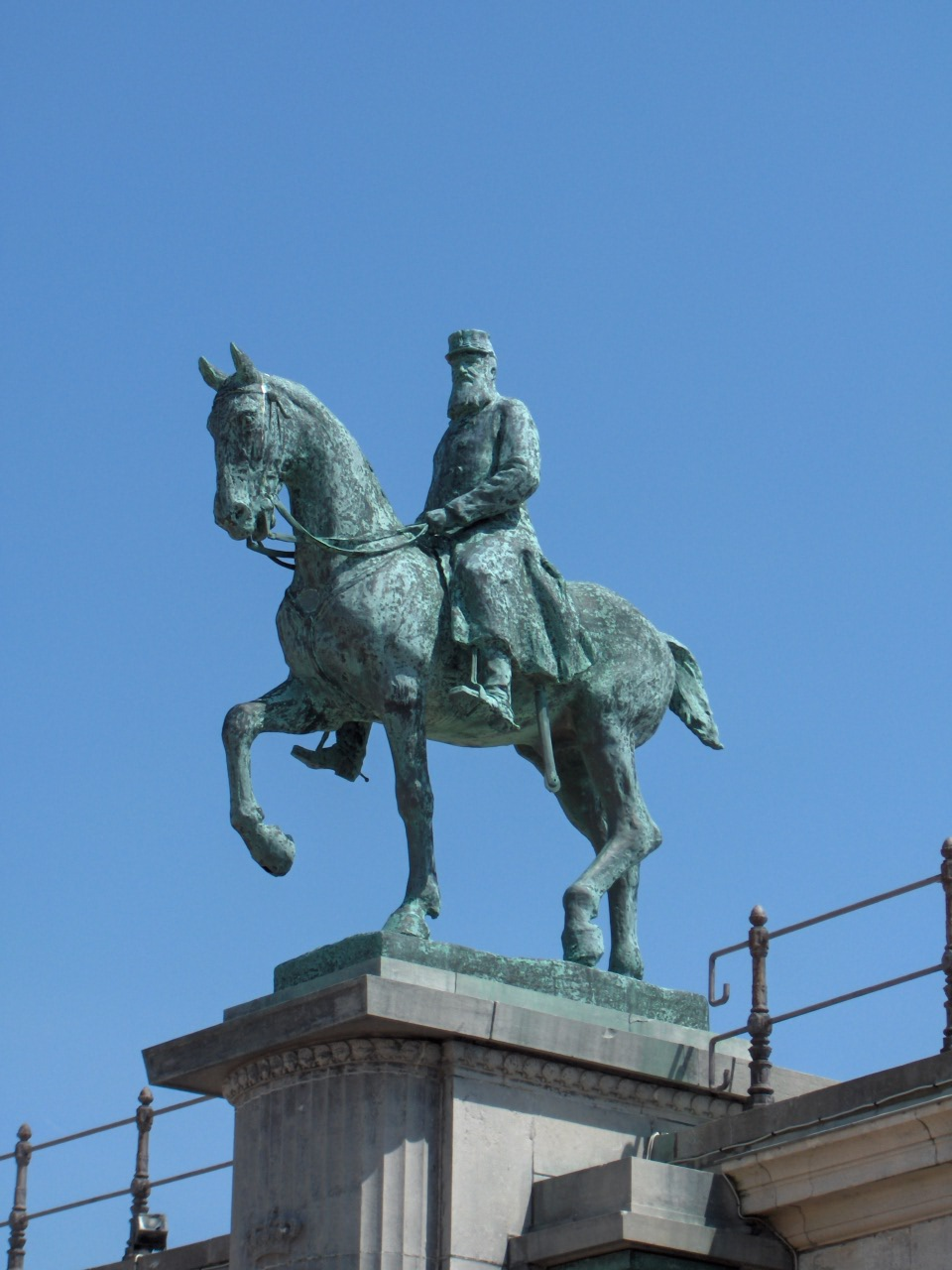
Statue équestre à Ostende.
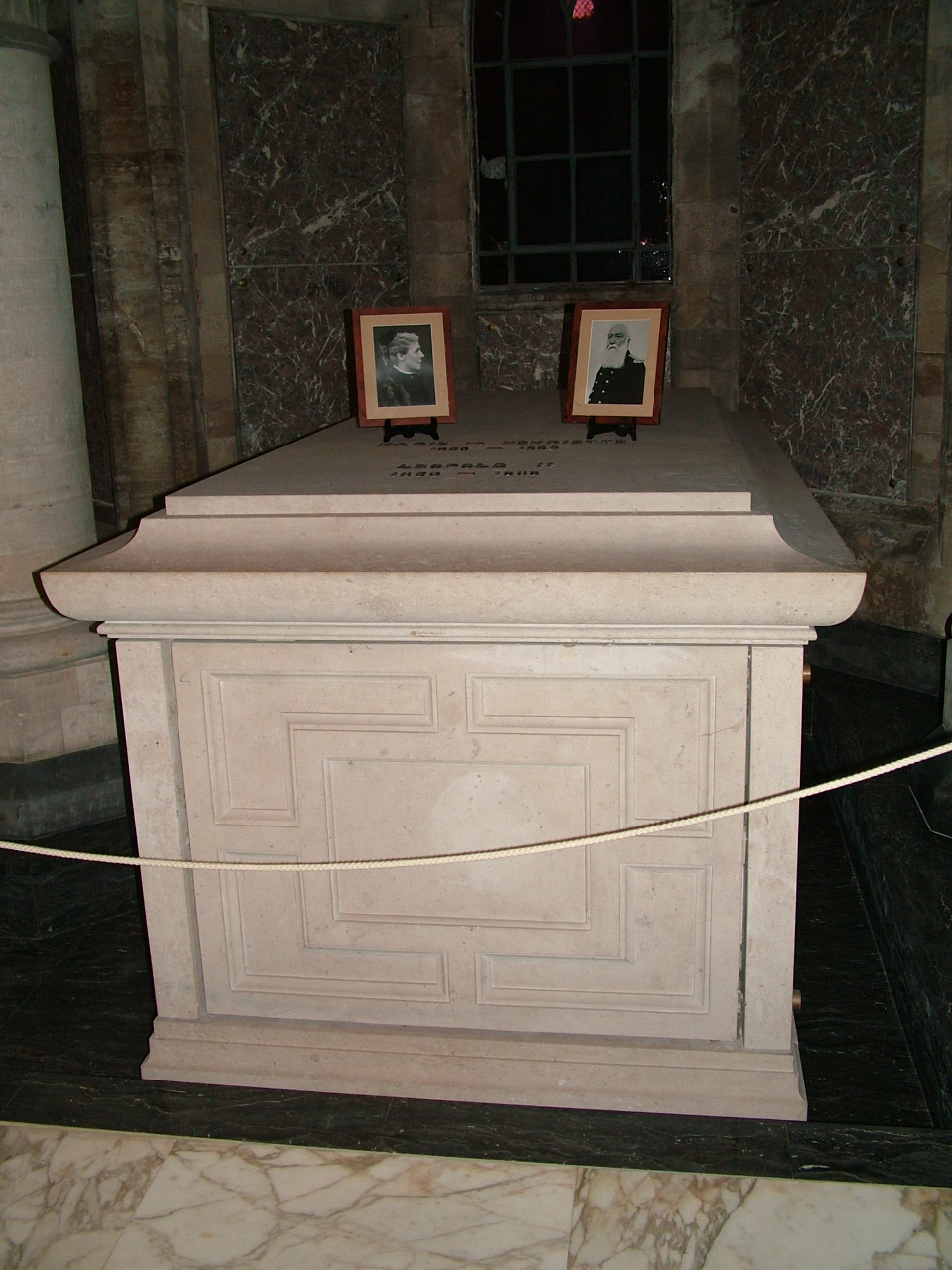
Sépulture du roi Léopold II en l'Église Notre-Dame de Laeken.

### Retrait des bustes et statues

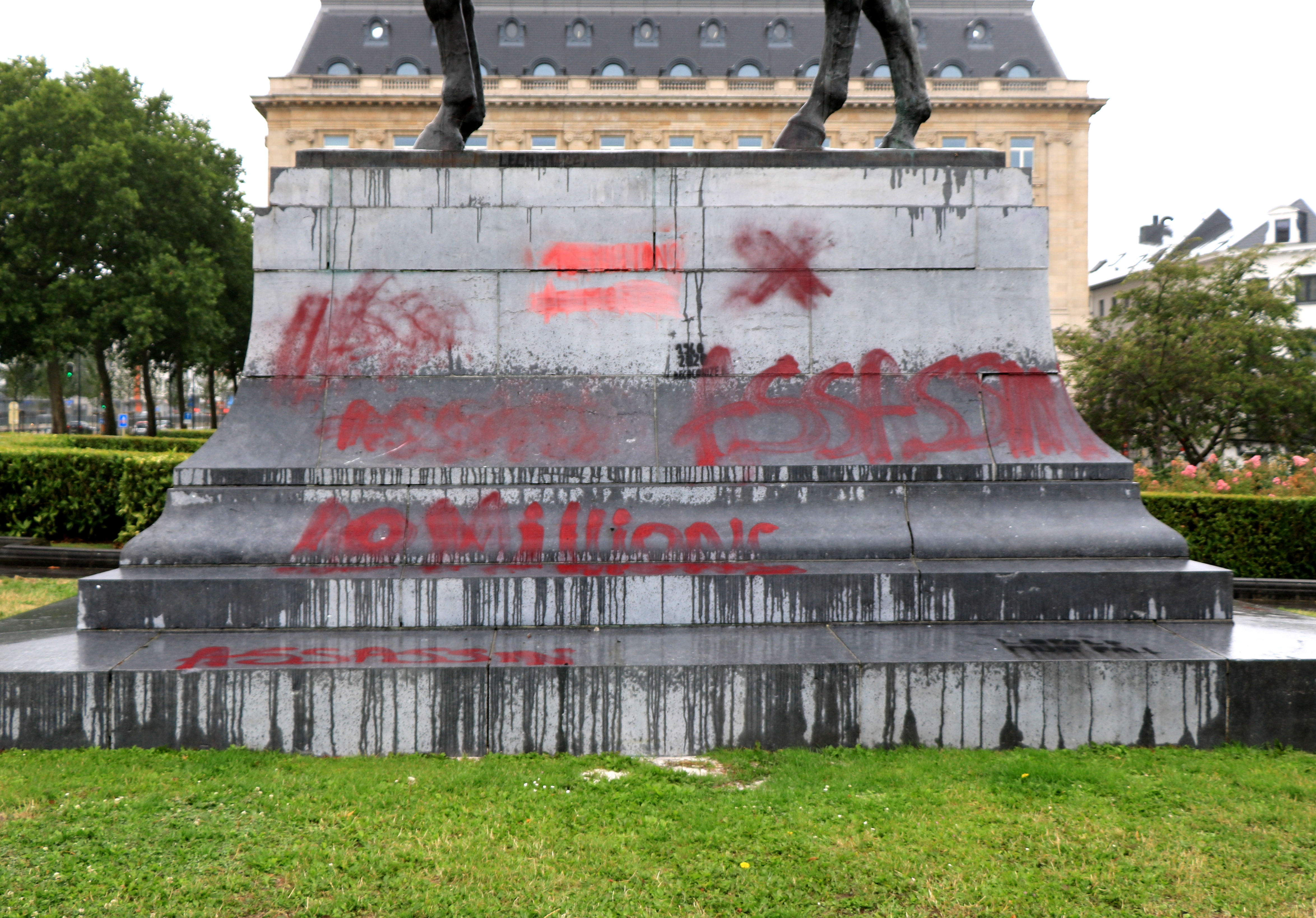
Piédestal de la statue équestre de Léopold II de Bruxelles, couverts d'inscriptions militantes en juillet 2020.

Plusieurs de ces statues ont été vandalisées depuis le début du XXIe siècle avec une recrudescence depuis début juin 2020 notamment lors du mouvement antiraciste qui a suivi la mort de George Floyd aux mains d'un policier blanc aux États-Unis, en 2020,. Des pétitions demandant leur retrait de l'espace public ou leur maintien se multiplient au nom de la lutte contre le racisme institutionnel. Le débat resurgit régulièrement, mais est réactivé dans le contexte de diverses manifestations dans le monde, rencontrant un écho en Belgique, notamment au travers du mouvement Black Lives Matter. Pascal Smet, secrétaire d'État bruxellois à l'aménagement du territoire et responsable du patrimoine, préconise que le gouvernement bruxellois mette sur pied un groupe de travail, composé notamment de membres de la diaspora congolaise et d'historiens, chargé de se prononcer sur le sort à réserver aux références, dans la capitale, au roi Léopold II. Au cas où le gouvernement bruxellois marquerait son accord, l'enlèvement des cinq bustes et statues situés sur le territoire de la Région de Bruxelles-Capitale requiert un permis d'urbanisme. Des pétitions circulent aussi pour retirer les bustes érigés à la bibliothèque de l'Université de Louvain (accordé le 10 juin 2020) et à l'Université de Mons (retiré le 9 juin 2020).
Plusieurs pétitions circulent également pour le maintien des statues dans l'espace public ; elles ont déjà été signées par plusieurs dizaines de milliers de personnes,. La ville d'Arlon a décidé de maintenir sa statue de Léopold II après avoir reçu une pétition dans ce sens.
Cette vague ne se limite pas au roi Léopold II, mais concerne beaucoup d'autres personnages historiques en Belgique et ailleurs. Ont ainsi aussi été vandalisées — entre autres — des statues du général Storms, collaborateur du roi Léopold II dans la colonisation du Congo et qui y a commis « une série d’exactions » dont des exécutions sommaires et des viols collectifs, du roi Baudouin et de Jules César en Belgique, de de Gaulle, Gambetta et Napoléon en France, de Christophe Colomb aux États-Unis.

Monuments coloniaux dans l'espace public
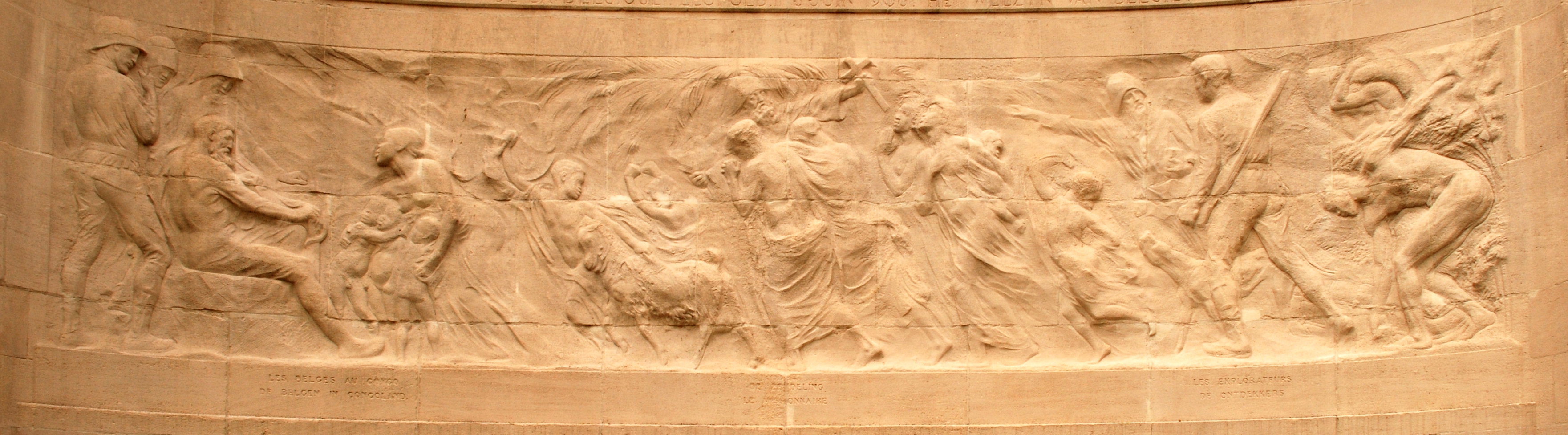
Frise « Les Belges au Congo » (Monument aux pionniers belges au Congo, parc du Cinquantenaire à Bruxelles).
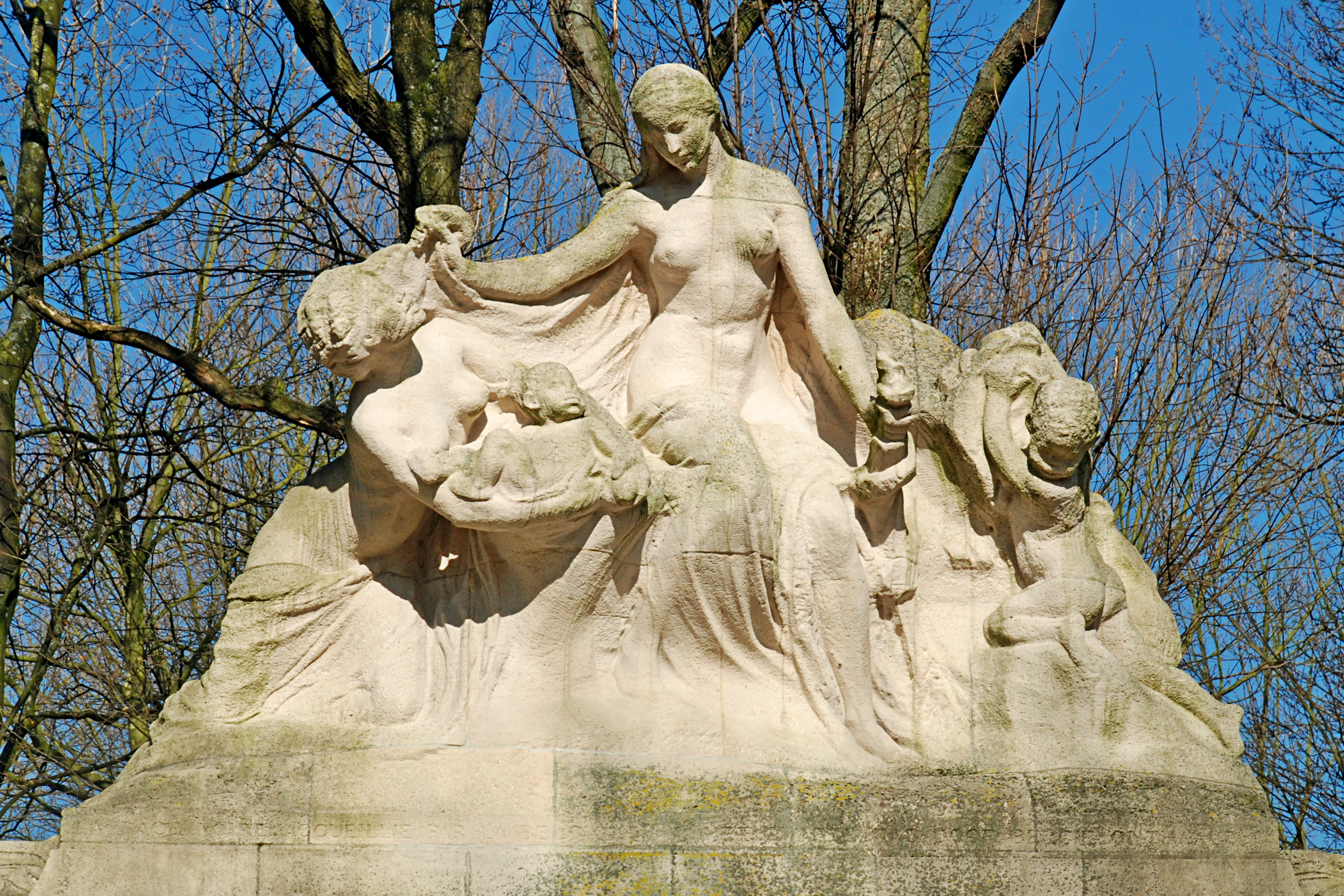
«La race noire accueillie par la Belgique » (Monument aux pionniers belges au Congo, parc du Cinquantenaire à Bruxelles).
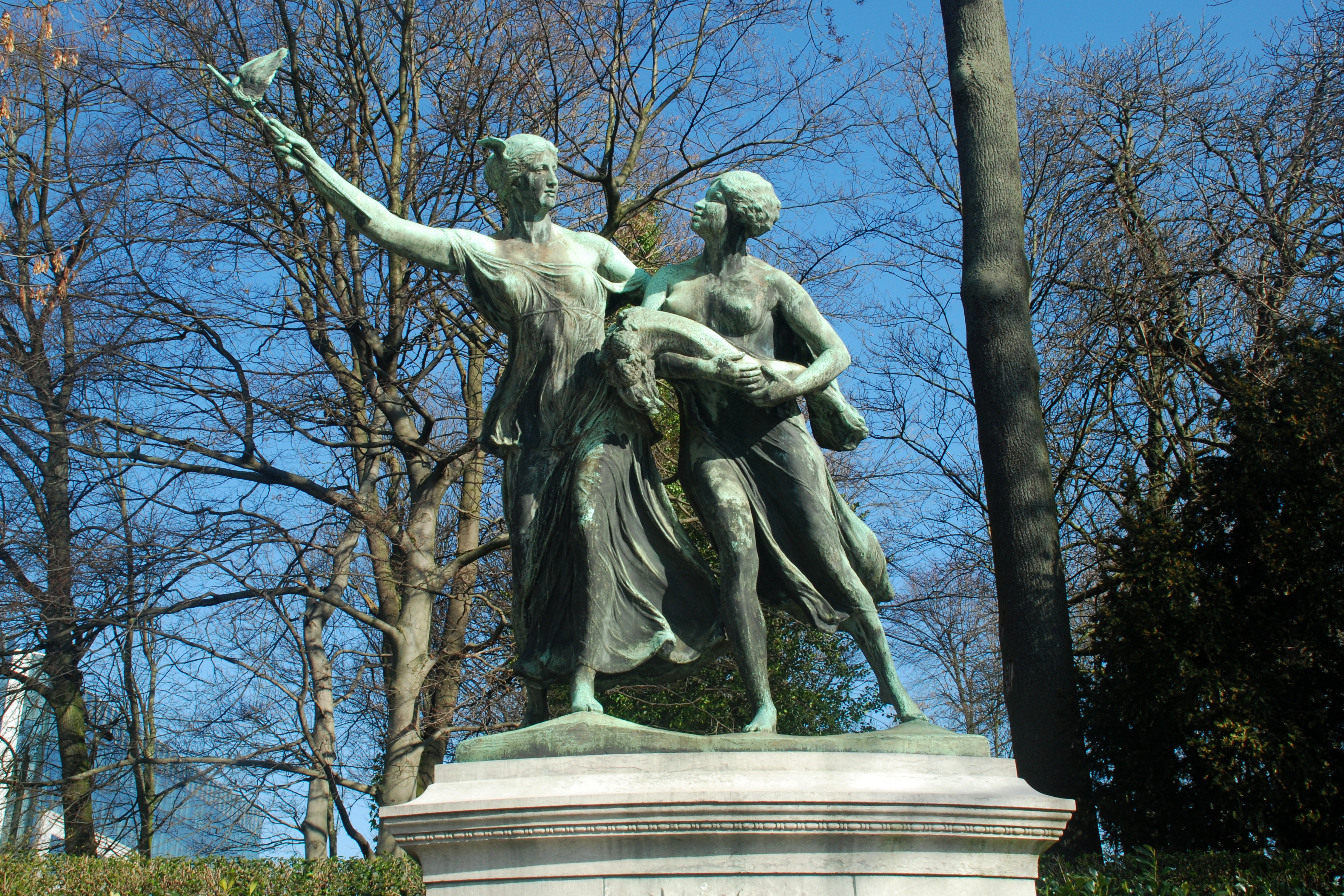
« Le Génie belge guidant le Congo » (Monument au Général Thys, parc du Cinquantenaire à Bruxelles).
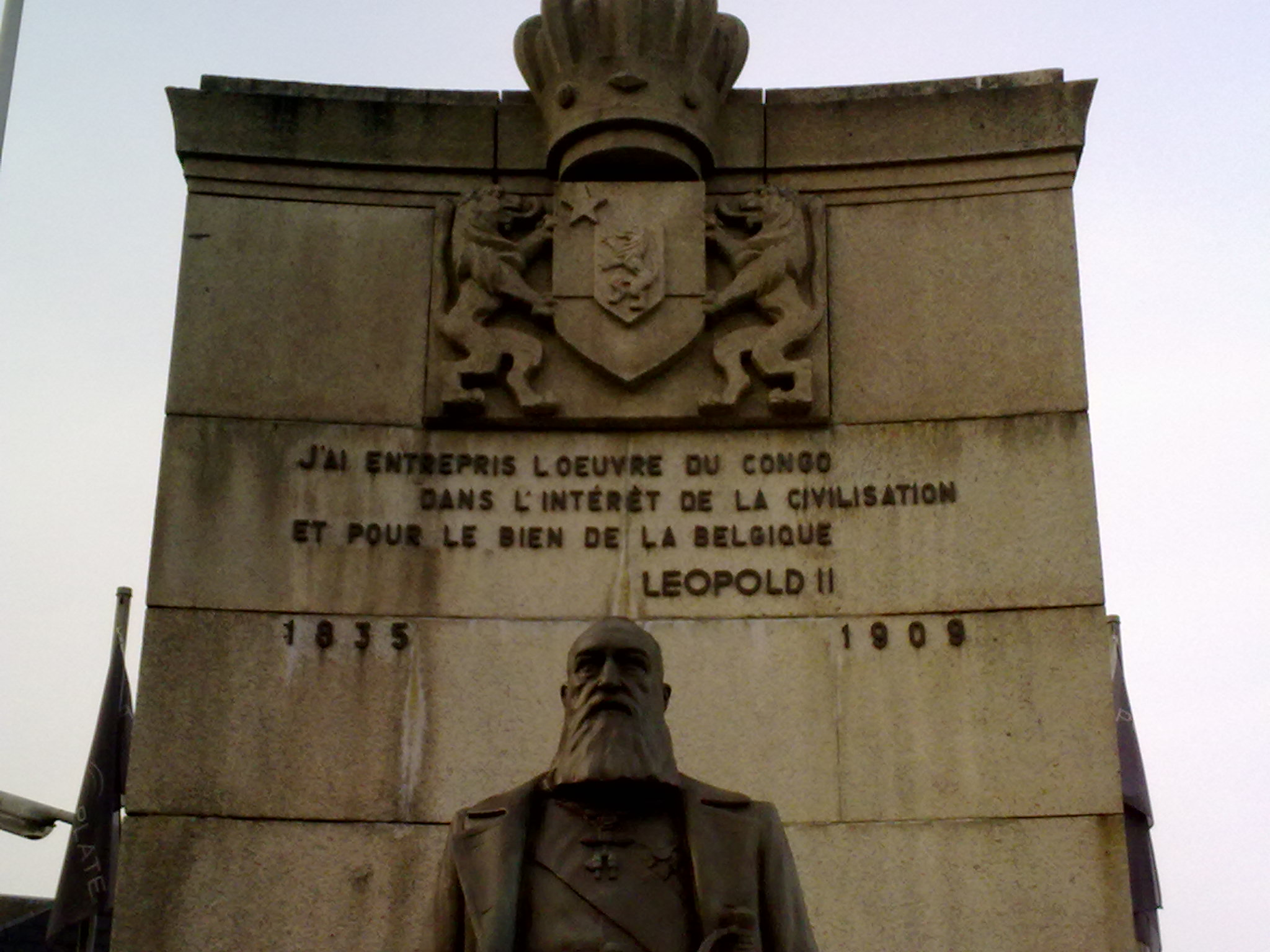
Monument à Arlon avec la citation suivante de Léopold II : « J'ai entrepris l’œuvre du Congo dans l'intérêt de la civilisation et pour le bien de la Belgique »[N 12].
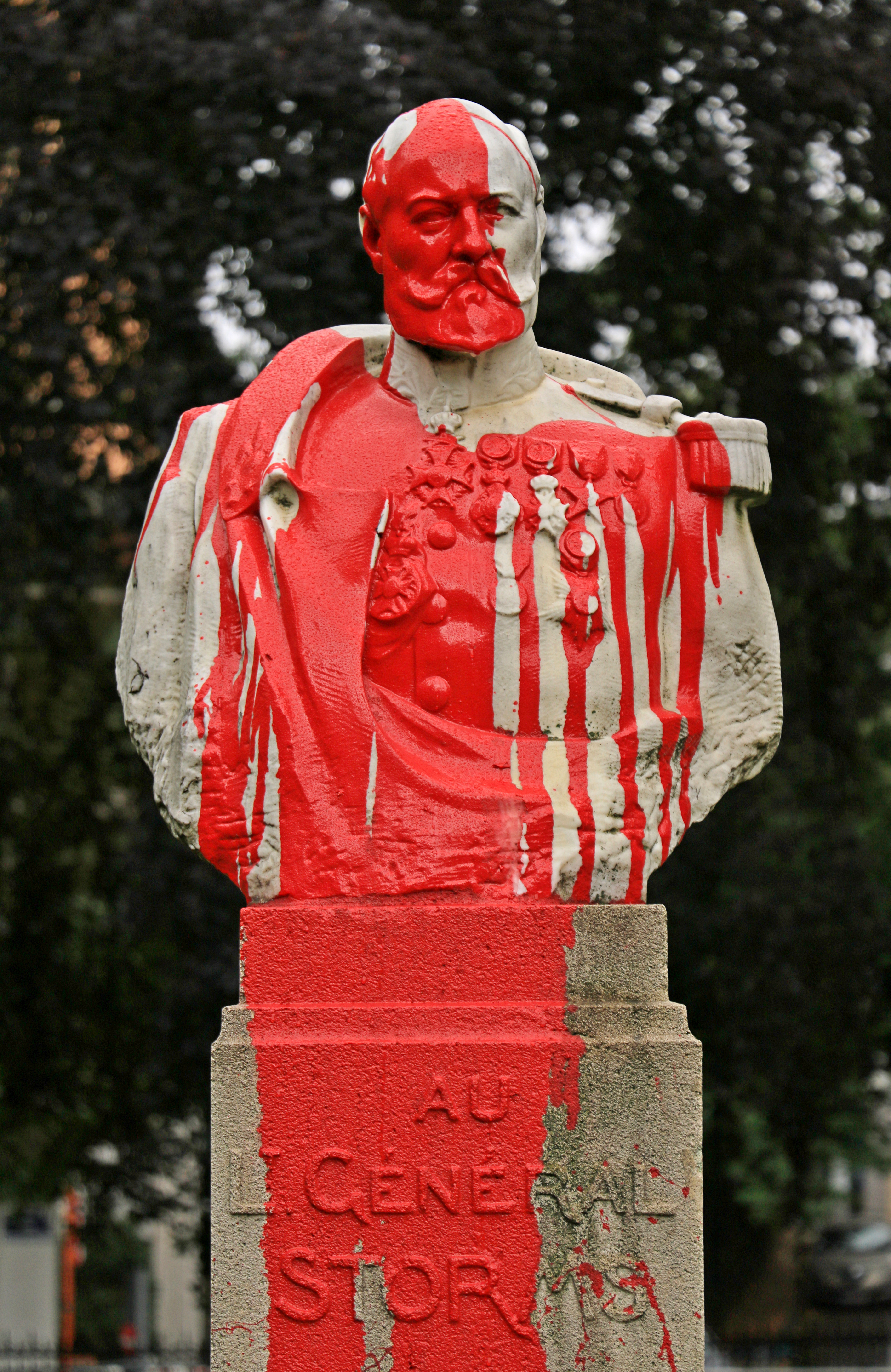
Le Monument au Général Storms aspergé le 13 juin 2020 de peinture rouge, symbole du sang des Congolais.

## Actes d'état-civil

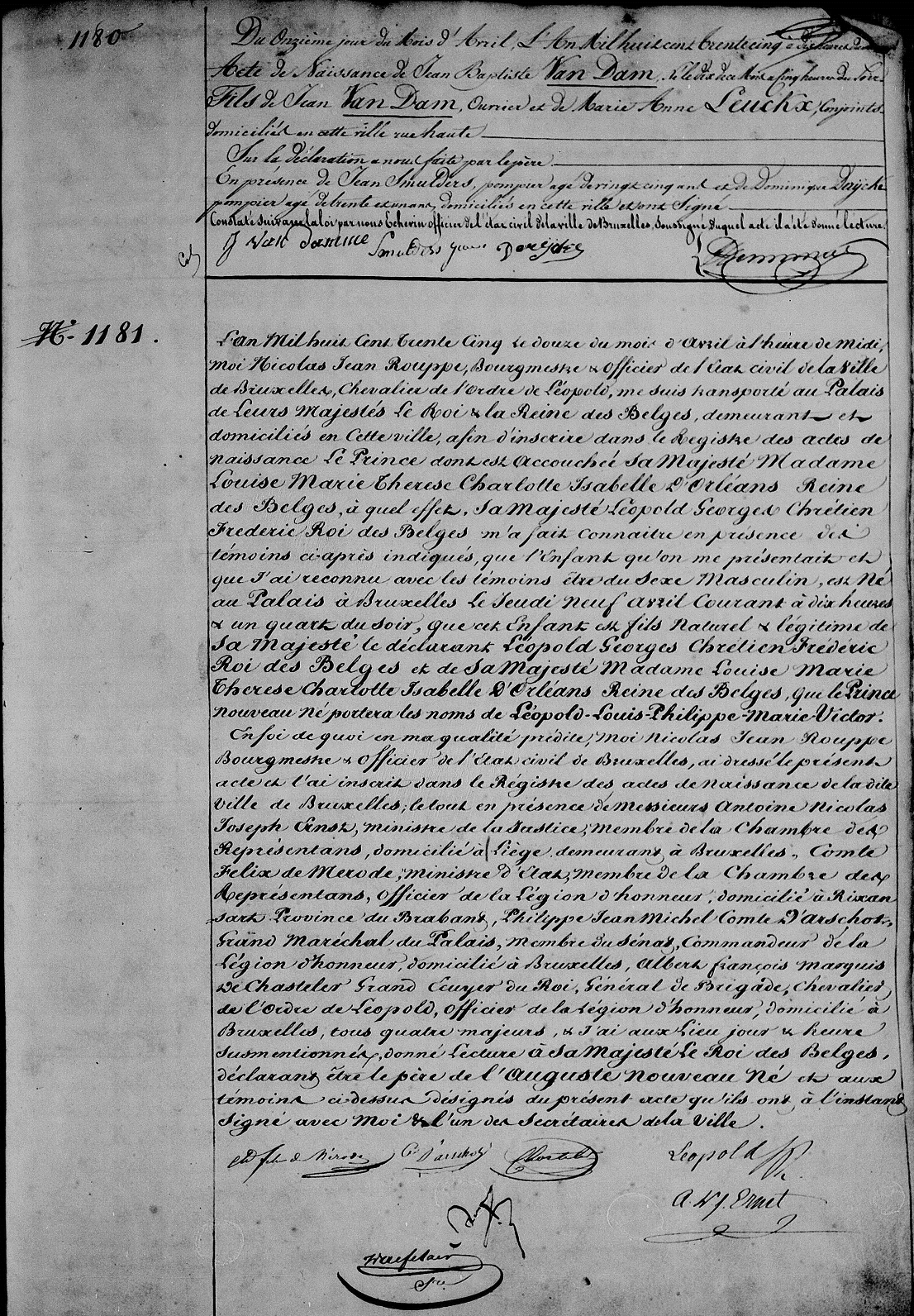
Acte de naissance du roi Léopold II des Belges (1835).
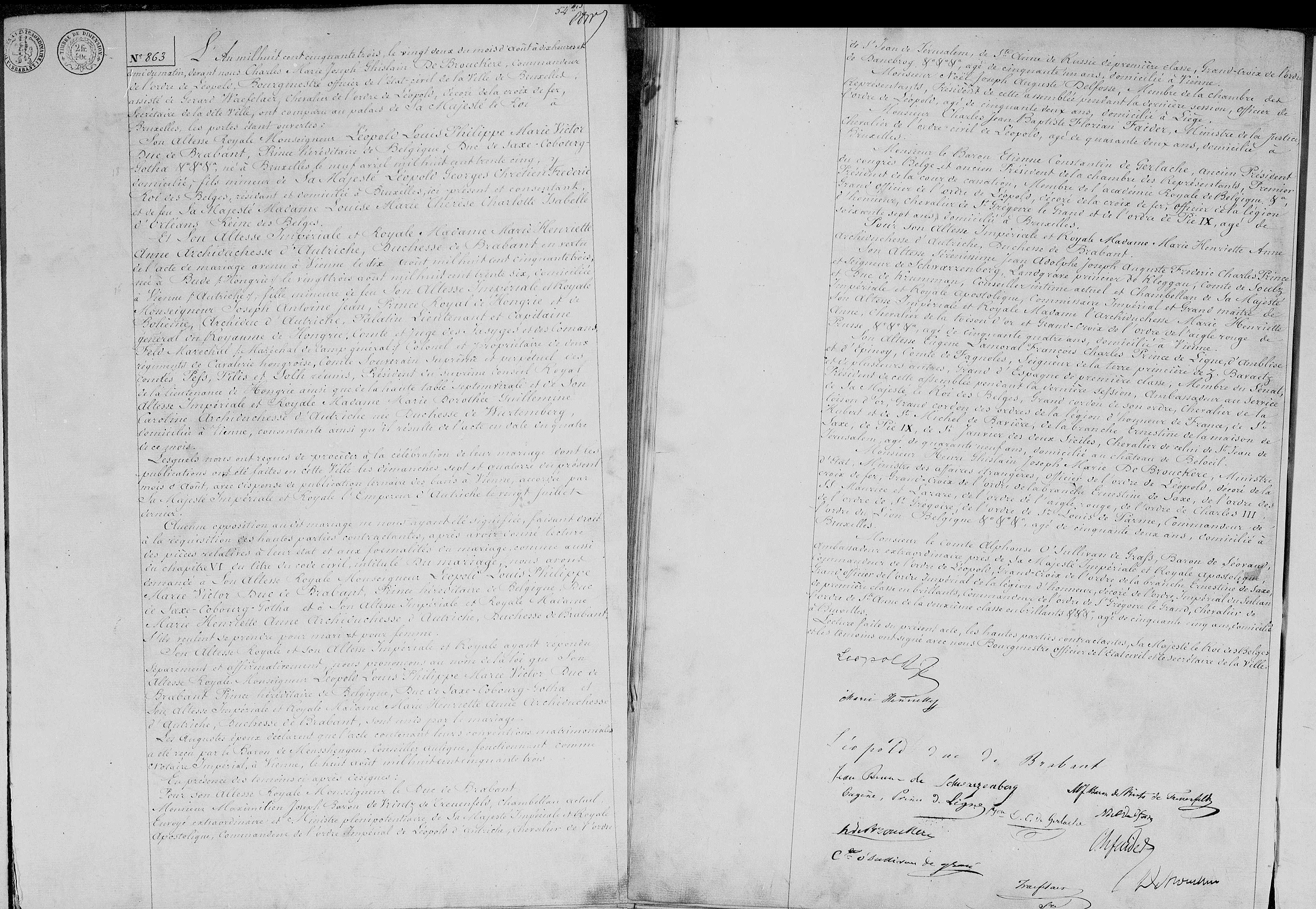
Acte de mariage du roi Léopold II (1853).
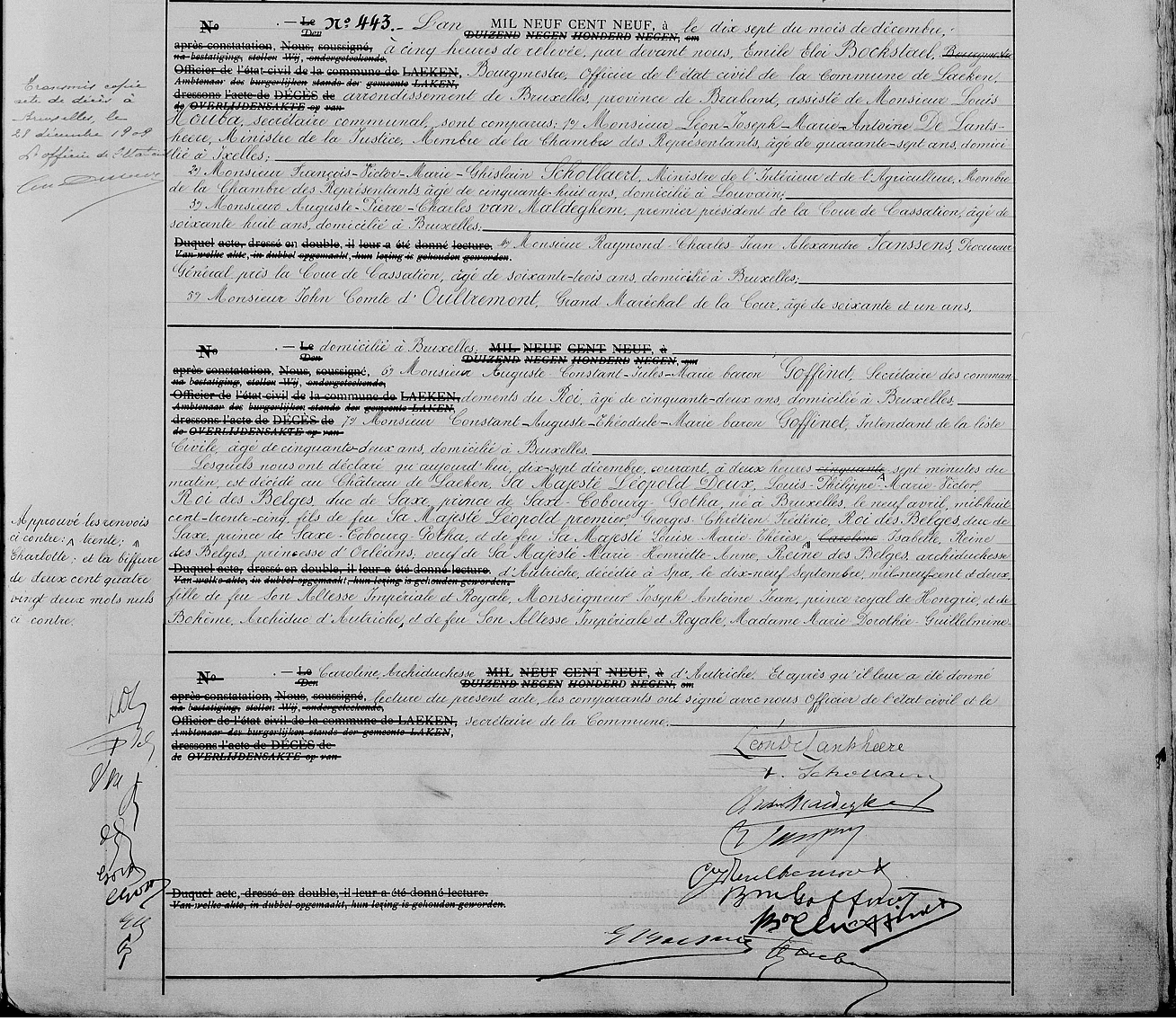
Acte de décès du roi Léopold II.